# 恋姫†無双シリーズの登場人物
- 恋姫†無双 〜ドキッ☆乙女だらけの三国志演義〜 > 恋姫†無双シリーズの登場人物
- 真・恋姫†無双 〜乙女繚乱☆三国志演義〜 > 恋姫†無双シリーズの登場人物
- 真・恋姫†無双 〜萌将伝〜 > 恋姫†無双シリーズの登場人物
- 恋姫†無双 (アニメ) > 恋姫†無双シリーズの登場人物

恋姫†無双シリーズの登場人物（こいひめむそうシリーズのとうじょうじんぶつ）では、BaseSonから発売されたアダルトゲーム『恋姫†無双 〜ドキッ☆乙女だらけの三国志演義〜』『真・恋姫†無双 〜乙女繚乱☆三国志演義〜』『真・恋姫†無双 〜萌将伝〜』、およびその関連作品に登場する架空の人物について記す。

## 一覧
- 1列目の「#」が付いているリンクは本ページ内へのアンカーリンクである。個々の登場人物の詳細はそれらアンカー先を参照のこと。
- デフォルトではアニメでの登場順に配列。初登場の欄のソートボタンで元の順序に戻る。
- ソートの関係上、表中では以下のように記述する。
  - テレビアニメ『恋姫†無双』→ 1期
  - テレビアニメ『真・恋姫†無双』→ 2期
  - テレビアニメ『真・恋姫†無双 〜乙女大乱〜』→ 3期
- 名前欄の灰色は男性キャラクター。

| 名前        | 読み                    | 真名/    | 真名の読み  | 所属/備考      | 初登場   | 史実/演義 |
| ----------- | ----------------------- | -------- | ----------- | -------------- | -------- | --------- |
| #関羽       | かんう                  | 愛紗     | あいしゃ    | 蜀軍           | 1期01話  | 関羽      |
| #張飛       | ちょうひ                | 鈴々     | りんりん    | 蜀軍           | 1期01話  | 張飛      |
| #公孫賛     | こうそんさん            | 白蓮     | ぱいれん    | その他         | 1期02話  | 公孫瓚    |
| #趙雲       | ちょううん              | 星       | せい        | 蜀軍           | 1期02話  | 趙雲      |
| #袁紹       | えんしょう              | 麗羽     | れいは      | 袁紹軍         | 1期03話  | 袁紹      |
| #文醜       | ぶんしゅう              | 猪々子   | いいしぇ    | 袁紹軍         | 1期03話  | 文醜      |
| #顔良       | がんりょう              | 斗詩     | とし        | 袁紹軍         | 1期03話  | 顔良      |
| #曹操       | そうそう                | 華琳     | かりん      | 魏軍           | 1期03話  | 曹操      |
| #夏侯惇     | かこうとん              | 春蘭     | しゅんらん  | 魏軍           | 1期03話  | 夏侯惇    |
| #馬超       | ばちょう                | 翠       | すい        | 蜀軍           | 1期03話  | 馬超      |
| #陳琳       | ちんりん                |          | 無し/未設定 | その他/司会    | 1期03話  | 陳琳      |
| #馬騰       | ばとう                  |          | 無し/未設定 | その他         | 1期04話  | 馬騰      |
| #荀彧       | じゅんいく              | 桂花     | けいふぁ    | 魏軍           | 1期04話  | 荀彧      |
| #夏侯淵     | かこうえん              | 秋蘭     | しゅうらん  | 魏軍           | 1期04話  | 夏侯淵    |
| #何進       | かしん                  | [ * 13 ] | 無し/未設定 | その他         | 1期04話  | 何進      |
| #董卓       | とうたく                | 月       | ゆえ        | 董卓軍         | 1期05話  | 董卓      |
| #賈駆       | かく                    | 詠       | えい        | 董卓軍         | 1期05話  | 賈詡      |
| #華雄       | かゆう                  | 猫       | まお        | 董卓軍         | 1期05話  | 華雄      |
| #呂布       | りょふ                  | 恋       | れん        | 董卓軍         | 1期05話  | 呂布      |
| #諸葛亮     | しょかつりょう          | 朱里     | しゅり      | 蜀軍           | 1期06話  | 諸葛亮    |
| #水鏡       | すいきょう              | [ * 19 ] | 無し/未設定 | その他         | 1期06話  | 司馬徽    |
| #許緒       | きょちょ                | 季衣     | きい        | 魏軍           | 1期07話  | 許褚      |
| #張遼       | ちょうりょう            | 霞       | しあ        | 董卓軍         | 1期07話  | 張遼      |
| #孫尚香     | そんしょうこう          | 小蓮     | しゃおれん  | 呉軍           | 1期08話  | 孫夫人    |
| #黄忠       | こうちゅう              | 紫苑     | しおん      | 蜀軍           | 1期08話  | 黄忠      |
| #璃々       | りり                    |          | 無し/未設定 | 蜀軍           | 1期08話  | 黄敍      |
| #孫権       | そんけん                | 蓮華     | れんふぁ    | 呉軍           | 1期10話  | 孫権      |
| #孫策       | そんさく                | 雪蓮     | しぇれん    | 呉軍           | 1期10話  | 孫策      |
| #孫静       | そんせい                |          | 無し/未設定 | 呉軍           | 1期10話  | 孫静      |
| #陸遜       | りくそん                | 穏       | のん        | 呉軍           | 1期10話  | 陸遜      |
| #大喬 #小喬 | だいきょう しょうきょう | [ * 27 ] | 無し/未設定 | 呉軍           | 1期10話  | 大喬 小喬 |
| #周瑜       | しゅうゆ                | 冥琳     | めいりん    | 呉軍           | 1期10話  | 周瑜      |
| #張昭       | ちょうしょう            |          | 無し/未設定 | 呉軍           | 1期10話  | 張昭      |
| #甘寧       | かんねい                | 思春     | ししゅん    | 呉軍           | 1期10話  | 甘寧      |
| #偽劉備     | にせりゅうび            |          | 無し/未設定 | その他         | 1期11話  |           |
| #貂蝉       | ちょうせん              |          | 無し/未設定 | その他         | 1期OVA   | 貂蝉      |
| #劉備       | りゅうび                | 桃香     | とうか      | 蜀軍           | 2期02話  | 劉備      |
| #張勲       | ちょうくん              | 七乃     | ななの      | 袁術軍         | 2期03話  | 張勲      |
| #張角       | ちょうかく              | 天和     | てんほう    | 黄巾党         | 2期04話  | 張角      |
| #張宝       | ちょうほう              | 地和     | ちーほう    | 黄巾党         | 2期04話  | 張宝      |
| #張梁       | ちょうりょう            | 人和     | れんほう    | 黄巾党         | 2期04話  | 張梁      |
| #于吉       | うきつ                  |          | 無し/未設定 | その他         | 2期04話  | 于吉      |
| #華佗       | かだ                    |          | 無し/未設定 | その他         | 2期05話  | 華佗      |
| #郭嘉       | かくか                  | 稟       | りん        | 魏軍           | 2期05話  | 郭嘉      |
| #程昱       | ていいく                | 風       | ふう        | 魏軍           | 2期05話  | 程昱      |
| #典韋       | てんい                  | 流琉     | るる        | 魏軍           | 2期06話  | 典韋      |
| #袁術       | えんじゅつ              | 美羽     | みう        | 袁術軍         | 2期07話  | 袁術      |
| #陳宮       | ちんきゅう              | 音々音   | ねねね      | 董卓軍         | 2期07話  | 陳宮      |
| #于禁       | うきん                  | 沙和     | さわ        | 魏軍           | 2期09話  | 于禁      |
| #李典       | りてん                  | 真桜     | まおう      | 魏軍           | 2期09話  | 李典      |
| #楽進       | がくしん                | 凪       | なぎ        | 魏軍           | 2期09話  | 楽進      |
| #鳳統       | ほうとう                | 雛里     | ひなり      | 蜀軍           | 2期10話  | 龐統      |
| #馬岱       | ばたい                  | 蒲公英   | たんぽぽ    | 蜀軍           | 2期11話  | 馬岱      |
| #張譲       | ちょうじょう            |          | 無し/未設定 | その他         | 3期01話  | 張譲      |
| #呂蒙       | りょもう                | 亞莎     | あーしぇ    | 呉軍           | 3期03話  | 呂蒙      |
| #魏延       | ぎえん                  | 焔耶     | えんや      | 蜀軍           | 3期04話  | 魏延      |
| #厳顔       | げんがん                | 桔梗     | ききょう    | 蜀軍           | 3期04話  | 厳顔      |
| #周泰       | しゅうたい              | 明命     | みんめい    | 呉軍           | 3期05話  | 周泰      |
| #兀突骨     | ごつとつこつ            |          | 無し/未設定 | その他         | 3期06話  | 兀突骨    |
| #黄蓋       | こうがい                | 祭       | さい        | 呉軍           | 3期07話  | 黄蓋      |
| #孟獲       | もうかく                | 美以     | みい        | 南蛮軍         | 3期08話  | 孟獲      |
| #ミケ       | みけ                    |          | 無し/未設定 | 南蛮軍         | 3期08話  |           |
| #トラ       | とら                    |          | 無し/未設定 | 南蛮軍         | 3期08話  |           |
| #シャム     | しゃむ                  |          | 無し/未設定 | 南蛮軍         | 3期08話  |           |
| #北郷一刀   | ほんごうかずと          |          | 無し/未設定 | ゲーム版主人公 | 登場せず |           |
| #左慈       | さじ                    |          | 無し/未設定 | その他         | 登場せず | 左慈      |
| #管輅       | かんろ                  |          | 無し/未設定 | その他         | 登場せず | 管輅      |
| #卑弥呼     | ひみこ                  |          | 無し/未設定 | その他         | 登場せず | 卑弥呼    |
| #姜維       | きょうい                | 胡花     | こはる      | その他/小説版  | 小説版   | 姜維      |
| #劉豹       | りゅうひょう            |          | 無し/未設定 | その他/小説版  | 小説版   | 劉豹      |
| #壱与       | いよ                    |          | 無し/未設定 | その他/小説版  | 小説版   | 台与      |
| #太史慈     | たいしじ                |          | 無し/未設定 | その他/小説版  | 小説版   | 太史慈    |
| #天照       | あまてらす              |          | 無し/未設定 | その他/小説版  | 小説版   | 天照大神  |
| #司馬懿     | しばい                  |          | 無し/未設定 | その他/小説版  | 小説版   | 司馬懿    |

## 注記
本記事では、史実の人物との混乱を避けるため、作品中の登場人物については、可能な限り真名を用いて説明している。なお、『真・恋姫†無双 〜乙女繚乱☆三国志演義〜』の項目は、特に記述がない限りそのキャラクターの個別ルートが存在するルートでの内容とする。
本記事では、各関連タイトルを下記のように記す。
- PCゲーム『恋姫†無双 〜ドキッ☆乙女だらけの三国志演義〜』 → 『恋姫†無双（PC）』
  - PS2ゲーム『恋姫†夢想 〜ドキッ☆乙女だらけの三国志演義〜』 → 『恋姫†夢想』
- PCゲーム『真・恋姫†無双 〜乙女繚乱☆三国志演義〜』 → 『真・恋姫†無双（PC）』
  - PSPゲーム『真・恋姫†夢想 〜乙女繚乱☆三国志演義〜』 → 『真・恋姫†夢想』
- PCゲーム『真・恋姫†無双 〜萌将伝〜』 → 『萌将伝』
- PCゲーム『戦国†恋姫〜乙女絢爛☆戦国絵巻〜』 → 『戦国†恋姫』
  - PCゲーム『戦国†恋姫X〜乙女絢爛☆戦国絵巻〜』 → 『戦国†恋姫X』
- ブラウザゲーム『恋姫†夢想 〜英雄烈伝〜』→ 『英雄烈伝（ブラゲ）』
- ブラウザゲーム『真・恋姫†夢想 〜天下統一伝〜』 → 『天下統一伝（ブラゲ）』
- アーケード/PC/PS3ゲーム『真・恋姫†夢想 〜乙女対戦★三国志演義〜』 → 『恋姫AC』
  - アーケード/PS4/STEAMゲーム『恋姫†演武』 → 『恋姫†演武』
- テレビアニメ『恋姫†無双』 → 『恋姫†無双（アニメ）』（本文中では略称として『無印』）
  - テレビアニメ『真・恋姫†無双』 → 『真・恋姫†無双（アニメ1期）』（本文中では『1期』）
  - テレビアニメ『真・恋姫†無双 〜乙女大乱〜』 → 『真・恋姫†無双（アニメ2期）』（本文中では『2期』）
- OVA『恋姫†無双 †はわわっDVD七巻はOVAすぺしゃるですよ〜†』 → OVA1
  - OVA『真・恋姫†無双 †はにゃDVD第七巻はOVAすぺしゃるなのだ†』 → OVA2
  - OVA『真・恋姫†無双〜乙女大乱〜 †あわわっDVD第七巻はOVAすぺしゃるです〜†』 → OVA3
- 漫画『恋姫†夢想 〜ドキッ☆乙女だらけの三国志演義〜』 → 『恋姫†夢想（漫画）』
- 漫画『真・恋姫†無双 〜乙女繚乱☆三国志演義〜』 → 『真・恋姫†無双（漫画）』
- 漫画『真・恋姫†無双 〜孫呉愛史〜』 → 『孫呉愛史』
- 漫画『真・恋姫†無双 外史 〜流星ガ紡グ物語〜』 → 『流星ガ紡グ物語』
- 漫画『真・恋姫†無双 〜乙女大乱〜』 → 『漫画・乙女大乱』

また、特に断らない限り、『恋姫†無双（PC）』とした場合は『恋姫†夢想』の内容を、『真・恋姫†無双（PC）』とした場合は『真・恋姫†夢想』の内容を含む。
三国志の人物名には、一部日本語環境で表示できない漢字を含むため、本作では代用文字で表記されている場合がある。
担当声優は、PC版 / コンシューマ版 / テレビアニメ版&OVA版 / その他特記（ブラゲ・ソシャゲなど）の順で、基本3つで4つ目は特にある時のみ追加。なお「-」は声無しを表す。

## 恋姫†無双（PC）から登場

### 主人公
北郷 一刀（ほんごう かずと）
声：水島大宙（ドラマCDのみ） / - / 登場しない
恋姫†無双（PC）および真・恋姫†無双（PC）の主人公。アニメには登場しない。聖フランチェスカ学園に通う普通の男子生徒。基本目元は髪に隠れるが漫画版・プラゲ『乙女乱舞』で素顔がデザインされる。
恋姫†無双（PC）
聖フランチェスカ学園の歴史資料館から古い鏡を盗もうとした左慈を止めようとした際に争いになるが、その最中に鏡が割れ、気づいた時には異世界に飛ばされていた。その後、占いで主になる人間を探していた愛紗たちと出会い「天の遣い」と祀り上げられることになる。なお、自分には特別な力がないことを理解した上で、「天の遣い」という名前で街の人々を勇気付けられるなら利用しても構わないと語り、その謙虚さから愛紗などの武将から気に入られている。
こちらの世界に来る前は剣道部に所属しており、鹿児島の祖父の道場でも修行していたこともあり前の世界では実力は高かった。だが、実戦経験豊富な愛紗や鈴々に比べれば実力は劣り、彼女たちと戦闘の稽古を行うことがあるがまともに渡り合うことはできず、翌日にはひどい筋肉痛になっている。主な仕事は政務だが、警邏にもかり出される。時折休憩などを行うため出歩くことも多い。愛紗たちのことを部下ではなく仲間だと思っており大切に思っている。また、比較的戦いで命のやり取りをすることを嫌い、たとえ捕虜となった人間でも殺そうとはしないため、華琳などからは甘い人間だと言われている。また、戦いになっても自分だけは高みの見物をせずに、戦闘は愛紗たちに任せているが自身も前線に立っている。祖父の実家で三国志関係の資料は読んでいたため、三国志の知識はあり、それを利用して戦況を有利に持ち込むこともある。
調子に乗って愛紗たちをからかうこともあるが、制裁も同時に喰らっている。また、街の仕立て屋にメイド服など怪しいものを頼んだりしている。
三国志演義における劉備の位置付けであり、彼を中心とした勢力は本編中では「蜀」ではなく「北郷」と呼ばれている。故に北郷軍の旗印も「劉」ではなく十文字になっている。
真・恋姫†無双（PC）
占い師・管輅による救世主の予言の噂が広まっていた頃、英傑たちの前に現れた青年。聖フランチェスカ学園の2年生だったが、突然「武将がすべて女の子の三国志の世界」にやって来てしまう。なお、本作では前作のように明確に飛ばされるシーンはなく、「普通に寝て、目が覚めたら異世界」という展開になっている。
彼が着ていた学生服が、こちらの世界では見られない素材・作りだったことや、言葉使いの違いから「天の御遣い（てんのみつかい）」と誤解され、どのルートでも特殊な状況に置かれてしまうことになる。また「自分の居た世界での三国時代の歴史」を知っていることが、各国の武将たちの運命に少なからず影響を与えていくことになった。特に「魏」ルートでは、許子将から「大局の示すまま、流れに従い、逆らわぬべし。さもなくば、待ち受けるは身の破滅」と忠告され、この言葉が主人公の運命を大きく左右する（実際魏ルートのエンディングでは歴史を変えてしまったことで悲しい結末が待ち受けている。魏ルートを元にしている『蒼天の覇王』でも結末は同じなのだが、そのアフターストーリーである『英雄譚5』ではそもそもいないと話にならないので消えていないことになっている）。前作同様、北郷軍（他国でも北郷隊として）の旗印は「十文字」になっている。祖父から剣術を習っていたが、腕前は武将たちには遠く及ばない（武芸の才能がないというわけではなく、「修行さえすれば形になる」と評価されたこともある。魏ルートでは焔耶の一撃を逸らす程度はできている。『英雄譚4』で陳留で行われた武闘大会では一般参加者では相手にならず、同枠で正体を隠して参加していた炎蓮が棄権した事もあったが予選を突破するぐらいにまでなっている）。また他の文武官にはない柔軟な考えを持ち、いざという時には本職の軍師さえ驚くような頭の切れもみせる。特に呉ルートでは長篠の戦いを参考に馬防柵を組ませて蜀の騎馬隊を破る策を立案し、勝利に大きく貢献した。
性格は一言でいえば寛大で、ある程度親しくなった者であれば、少々理不尽な言動をとられたり、振り回されたりしても、困惑することはあっても決して反発しない無限とも言える優しさと懐の広さを持ち合わせる。女性に対しては遠慮がちな上に鈍感だが、その優しさから恋愛関係になりやすい。そのため、逆に一刀を嫌う武将からは「女たらし」や「種馬」と言われることも多い。普段は気さくで、武将たちに常識人らしいツッコミを入れることもしばしば。そのほか、食べ物に関するコメントは秀逸で、並みの食通以上の知識を持っている。また、月と詠のメイド服、亞莎のエプロンドレス、空丹、白湯のセーラー服などもデザインするなど、服飾にも強いこだわりを持っている。
字も真名も持たないため、諱にあたる「一刀」がそれなりに重要な名前として扱われている。
各勢力での主人公の立場は以下のとおりである。しかし、どのルートでも「節操なし」「女好きである」という認識は変わらない。とりわけ、蜀では仕事ぶりが少々情けないため、『英雄譚』で魏での仕事ぶりを見て二国の将に驚かれた事もある。
- 「魏」ルート…警備部隊責任者、兼アイドルユニットのプロデューサー。華琳の方針もあって、早々にできる事を探した結果、城下の警備隊の基礎を勝手に作って華琳をうならせて気に入られた結果、責任を取る形で隊長に任じられる。戦においては凪たちを率いて前線で戦う事が最も多い。武将たちからは春蘭や桂花を中心に中々酷い目にあったり、凪たち部下にからかわれたりする事が多い。
- 「呉」ルート…軍師、雪蓮（-革命-では炎蓮）公認の種馬。早々に種馬認定されただけあって、小連や祭辺りを中心に性的に迫られる事が多いルート。戦場においては初期こそ雪蓮の補佐で剣を振るう事もあったが、蓮華に代替わりしてからは蓮華の方針もあって後方での軍師補佐が多くなる。
- 「蜀」ルート…指導者（桃香と同格）。その立ち位置だけあって、武将や民からの好感は最も高い。しかし、その分愛紗以外からは甘やかされ気味で、鈴々たちの誘いを断り切れずに仕事を放り出して遊びに行ったりして愛紗に怒られるなど、仕事ぶりは一番情けない。戦場でも旗揚げ当初こそ軍師的な役割をしていたものの、それも朱里と雛里が加わってからは桃香と二人で後方待機以外やる事がなくなる。
- 「漢」ルート…麗羽一行の荷物持ち。
- 「白月の灯火」…文官補佐、皇帝のお側付き→月の相談役　宮中に直接落ちてきた事から「天から降ってきた」件は隠しようがなかったため、天人として恐れられつつも敬われる立場であるが、武将たちからは同僚として扱われている。黄によって宮中から追放されたのちは天人という事は隠されつつ月の相談役という立場になる。月とは恋人のような関係にはなるものの月自身は平等に扱うべき人として独占するつもりはなく、詠や恋と関係を持っても特に気にされてはいない。

真・恋姫†無双（漫画）
ゲーム版と異なり記憶喪失になっており名前以外のことをすべて覚えていない。当初、桃香たちと行動をともにしていたが、袁家の軍から逃げる際に魏を渡るための交換条件として魏の人質になる。その後、華琳たちと行動をともにしていくうちに記憶の断片（史実での三国志の結末）を時々思い出していくようになる。しかし、愛紗と春蘭の決闘の一件で彼女の怒りを買い殺されそうになるが、最終的に追放という形で魏から追い出される。そして風の助言で南へ向かっていたがそこで行き倒れになりそうになった際に、祭たちに発見され今度は呉に向かう。そこで王になることに消極的だった蓮華にアドバイスを送り彼女が王になるきっかけを作る。
その後、呉が蜀と連合を組むことになったことにより桃香たちと再会。この時点で記憶が鮮明になりだし、自身の行動が歴史の改変に繋がっていること、それと同時に自身がもうこの世界にいられないことに気づく。赤壁の戦いの終盤で、三国が和平するように桃香、蓮華、華琳に伝え現代へと戻った。そのため、漫画作品としては珍しく誰とも恋仲にならずに終わる。
孫呉愛史
ほぼゲーム版と一緒。なお、本作の作者は本作における彼の立場は『真』で未登場の大喬小喬の立場であると語っている。
戦国†恋姫
主人公の伯父として登場。51人（+1人のマッチョ）の嫁がいる。主人公の母の兄にあたるため、妹がいたことになる。また、経緯は不明だが、三国武将たちと共に現代日本に戻ってきている。家庭事情から一般人の中での生活が困難なため、神奈川の山奥で中国風の家に住んでいる。なお、無印の発売が英雄譚シリーズの前だったので、英雄譚シリーズ発売後の『X』でも英雄譚追加キャラクターもいるのかはぼかされていたが、『EX壱』で粋怜らしき人物がいるらしいことが明かされたので、英雄譚後のキャラもいることになっているようである。

### 北郷軍（蜀軍）
『恋姫†無双（PC）』では、北郷一刀の項で記述した通り、「蜀」に相当する勢力だが、「北郷軍」と呼ばれている。『恋姫†無双（PC）』では愛紗、鈴々、朱里の3ルートしかエンディングが存在してなかったが『恋姫†夢想』から星、翠、紫苑が新たに追加され、北郷軍主要武将全員が攻略対象となっている。北郷軍は幽州を拠点としており、この点でも「蜀」ではないが、公式サイトやゲームの取扱説明書には「蜀の武将」と表記されており、また、作中のキャラクターの台詞でも｢蜀｣が出てくるなど齟齬が生じていた。『真・恋姫†無双（PC）』では正式に「蜀」となり、史実に近い状況になっている。『劉旗の大望』に至っては何進、何太后を除く漢の面子のほとんどが加わり、（表沙汰にはできないが）本当に蜀漢といえる国になる。さらに袁紹軍や公孫賛も加わるため、武将の数は最も多くなる。
関羽
声：本山美奈 / 黒河奈美 / 同左
真名：愛紗（あいしゃ）
武器：「青龍偃月刀（せいりゅうえんげつとう）」
恋姫†無双（PC）
一刀が最初に出会う武将でメインヒロイン的存在。一刀が三人組の野盗に襲われているところ助けた事をきっかけに知り合う。占いから一刀を主だと認めており、一刀の元で戦うことになる。
史実通り義に篤い勇将だが、若干ツンデレ。生真面目で融通の利かない委員長タイプであり、仕事をよくサボっている一刀に説教することも多い。また嫉妬深く、美女や美少女を次々と幕下に迎える一刀にやきもきする面もある。
乱世を終わらせることを自らに課せられた使命としており、普段は冷静だが戦いのことで鈴々以上に猪突猛進になることもある。また、華琳や霞といった敵武将に想いを寄せられるが、本人はいたってノーマルで同性には興味なし。また、お化け・幽霊の類はかなり苦手としている。料理の腕も始めのうちは壊滅的だが徐々に上達していく。兄がいたが村が賊に襲われた際に死亡している。鈴々のことを世話のかかる妹と言いながらも、しっかりと面倒を見ている。
糜芳や呂蒙といった史実において因縁深い相手に対しては、本人との直接の面識の有無にかかわらず、よくない感情を抱く傾向にある。
真・恋姫†無双（PC）
蜀の英傑として三国にその名を轟かせる青龍偃月刀の使い手。美しい黒髪をなびかせて戦う姿から「美髪公」の二つ名でも呼ばれる。義姉妹の契りを交わした桃香を守るべく行動を共にすることが多い。規律や規範に厳格で堅物な性格に見られ勝ち気なうえ疑い深いため、一見排他的に見えてしまうが、理をもって説かれたならばそれを理解し、受け入れる度量はある。武人として誉れ高く戦に臨むが、朱里らの献策もよく解し、仲間を指揮する能力に長けた武将。そのため、戦場では武力を全く持たない桃香に代わって総大将を務める。ただし義理の妹である鈴々に対しては感情的になることもある。しかし、完全に厳しくなり切れず、最後には何だかんだで甘やかしてしまう。異性や恋愛ごとには疎く、からかわれると赤面して狼狽することも少なくない。また小動物系のかわいいものが好きらしく、恋や美以、南蛮兵を見て破顔している描写が見られる。
本作の蜀シナリオでは新登場した桃香がメインヒロインに据えられ、『トウィンクル クイーン』には愛紗は登場しないなど事実上桃香にその座を奪われる形になったが、『真・恋姫†夢想 〜乙女対戦三国志演義〜』では逆にメインキャラクターとして登場し、桃香は登場していない。
萌将伝
エッチシーンが描かれずファンから反感を買う要因の1つとなった。
恋姫AC、恋姫†演武
プレイアブルキャラクターの1人。
恋姫†無双（アニメ） - 真・恋姫†無双（アニメ2期）
無印 - 1期では事実上の主人公、2期では主人公格の一人となっているが、例え主役の回でもほんのわずかでも桃香が出ればキャストの順番は必ず彼女の次になる。
黒髪の山賊狩りとして名を知られ、乱世を鎮めるためにあちこちを旅している豪傑。山賊狩りの噂が誇張され、絶世の美女とも謳われているが、流石にそこまでとは言えず、実際に会った人間は少し失望する。旅先で悪戯を繰り返していた鈴々と義兄弟（姉妹）の契りを交わしてからは、共に旅をしている。後に劉備（偽）に誘われて桃花村の義勇軍に参入。偽劉備が逃げてからも桃花村に留まり、義勇軍を率いて周辺の賊徒を討伐していた。また、1期ではそこで桃香を賊から救ったことが元で、彼女の宝剣を探す旅に出ることになる。3期では何進の治療薬の材料である秘薬『江東丸』を貰うべく、唯一単独で孫家に向かって旅をした。その後『反董卓連合』にも参加。霞と激しい一騎討ちを繰り広げ、于吉との最終決戦でも伏兵の本陣として戦った。
ゲーム版と異なり怒りっぽさは消え、ツッコミや姉妹のまとめ役のポジションになった。そのため、桃香に姉妹の契りを迫られたあげく鈴々が勝手に姉にしてしまったりと、何かと周囲に振り回されている。年のせいか鈴々とは親娘と勘違いされることが多い。1期で桃香と姉妹になり、2期では普通に姉上と呼んでいる。また、「黒髪の山賊狩り」の武勇は既に大陸全土に名を馳せ、2期では芝居に用いられるまでになっている。しかし、黒髪の部分しか伝承されておらず本人は蚊帳の外である。
OVA
聖フランチェスカ学園2年。関羽軍大将。張飛のお姉さま。OVA1ではアナゴサンドは朱里が持っているのにわがままを言いだす鈴々と言い争い、鈴々が袁尚軍に入ってしまうがアナゴサンドを一口しか食べなかったため、鈴々が溺れてしまい、それを助けた後、鈴々と仲直りして和解する。OVA2ではピーチブルーに変身。
真・恋姫†無双（漫画）
ゲーム版同様に中心人物として活躍するが、一刀に依存している具合が強く1人で飛び出し一刀の身代わりになろうとするが一蹴され囚われの身になる。その後、春蘭の決闘の後に解放される。
関羽【暗影】
表記名：闇関羽/暗影愛紗（リニューアル後）
武器：「邪龍偃月刀（じゃりゅうえんげつとう）」
真・恋姫†夢想 天下統一伝[FANZA]
女媧が生み出した愛紗の影。翡翠色の瞳をしてドレス調にアレンジされた衣装を纏う。会話パートで初登場し、後の2018年12月6日よりガチャに実装され加入可能になった。
性格は冷静かつ冷徹に冷めており、義を重んじる愛紗に対して合理主義者。自らを囮に、配下に犠牲を強いる策も躊躇いなくに実行し、その奸計は朱理の読みをも上回った。
しかし忠義の臣であるのは不変であり、主となった主人公に対する「ご主人様」の敬称も受け継いでいる。
戦国†恋姫X
冒頭で一刀と共に異世界転移した主人公の身を案じていた。

張飛
声：芹園みや / 西沢広香 / 同左
真名：鈴々（りんりん）
武器：蛇矛「丈八蛇矛（じょうはちだぼう）」 / プラゲ『乙女乱舞』・武闘家の鉄の爪「夢想（むそう）ワイルドクロー」
恋姫†無双（PC）
愛紗と共に一刀と出会うことになる少女。体は小さいが、自分の身長を超える巨大な蛇矛を振り回す。一人称は真名で切り出すため、名乗りは「鈴々の名は張飛、字は翼徳」と相手に勝手に真名を知られる結果になる。また、一刀のことは「お兄ちゃん」と呼び慕っている。
自分のことを大人だと言うがまだまだ子供であり、悪戯をしては愛紗に叱られている。また、街の中では子供たちと遊んでいることもある。体を動かすことは好きだが、勉強を嫌っていて若干おつむは弱め。幼なじみの愛紗とは姉妹のように育ち、愛紗と共に乱世を終わらせるため旅をしていた。戦乱により両親を失っているが、普段は頭の片隅に追いやって寂しさを隠している。頭の虎の髪飾りの表情が鈴々の感情に併せて目まぐるしく変わる。大食いであり、その関係で翠とよく絡んでいる。
上記のように幼さが目立つが、武勇の面では愛紗や星に勝るとも劣らず、長坂では撤退する蜀軍のしんがりを勤め、追撃してきた霞、秋蘭、季衣といった名だたる魏軍の武将の率いた大軍を、事実上ただ一人で退けている。「- なのだ」という口調が特徴。
真・恋姫†無双（PC）
愛紗と並び賞される蜀の豪傑。並みの武将相手なら数人を相手取るほどの豪腕だが根はまだ幼い。よく言えば素朴で屈託のない性格だが、悪く言えば腕白で生意気盛り。武人としての振る舞いに欠ける言動は愛紗にしばしば窘められている。翠とは馬が合うらしく、武術の鍛錬などで行動を共にすることが多い。子ども扱いされることを嫌うが、普段の行動には幼さが目立つためか紫苑らに可愛がられる存在でもある。
-革命-での長坂では白湯を助けに行った星の逃走時間を稼ぐため、季衣、流琉、香風との三対一で苦戦しながらも最後まで食い止めた。
恋姫AC、恋姫†演武
プレイアブルキャラクターの1人。
恋姫†無双（アニメ） - 真・恋姫†無双（アニメ2期）
愛紗と幼馴染だったゲーム版と異なり、アニメでは完全な赤の他人。近所の子供たちとウサ晴らしの山賊ごっこをしていたとこを咎められて以降、義兄弟（姉妹）の契りを交わす。それ以来はたびたび喧嘩しながらも、共に旅をし、桃花村で共に暮らしている。義勇軍として愛紗らと共に桃花村周辺の賊徒を討伐していたが、愛紗が桃香の宝剣を探す旅に参加する意思を示したことで、姉妹の契りを交わした者として同行することとなる。2期の何進の治療薬を探す旅では愛紗と別れて桃香に同行したが、本音では愛紗と一緒にいるのが一番で、于吉との最終決戦でも共に戦った。
猪突猛進な性格は原典そのまま。馬ではなく豚に乗って戦うため、猛豚将軍のあだ名で呼ばれている。愛紗に対して普通の姉妹以上に懐いており、治療薬の旅を終えて愛紗と再会した際は思わず大泣きしてしまった。ゲーム版同様、翠とは仲が良いが、星から教えられた与太話を真に受けて真名で呼ばず、それが原因で仲がこじれたこともあった。純粋であるがゆえに、複雑な事実の核心を突いた言動も多い。朱里曰く知能指数は低いそうだが、状況判断で咄嗟の行動や決断を求められた際には、優れた対処を行う一面もある。性に関する知識が乏しく、たびたび無自覚に下ネタを言っては周囲を赤面させる。
なお、アニメ版ではゲームと異なり一貫して愛紗たちの事を真名で呼ぶ。
OVA
聖フランチェスカ学園1年。関羽と姉妹を結んでいる。アナゴサンドが大好き。OVA1では関羽と喧嘩して袁紹軍の武将に、しかし、生徒会長戦のプールではアナゴサンドを一口しか食べなかったため、おへそから空気が漏れて溺れてしまい、「愛紗…ごめんなのだ…鈴々が悪かったのだ…」と自分のわがままを謝罪したときに愛紗に助けられる。愛紗から「鈴々！ホントにお前はバカだな！私にとってお前を犠牲にしてまで大勝利などあるものか！」と言われ、わがままを謝罪し、仲直りして愛紗と和解する。OVA2ではピーチグリーンに変身。
真・恋姫†無双（漫画）
ほぼゲーム版と同じ。
戦国†恋姫X
回想シーンに登場。

諸葛亮
声：楠鈴音（恋姫†無双〈PC〉）→葉月風子（真・恋姫†夢想-革命-） / 鳴海エリカ / 同左 / 楠鈴音（アプリ全般、ただしデタリキなど一部アプリ〈恋姫コラボ〉において葉月風子の場合もある）
真名：朱里（しゅり）
武器：大きな大きな本
恋姫†無双（PC）
物語序盤から北郷軍に加わる天才軍師。現在の情勢を考えて、師匠である水鏡の元から離れ、「天の遣い」である一刀の元へ訪れようとしていた。北郷軍では内政も担当している。
引っ込み思案だが心根は優しい。最初の頃は一刀に対して慌てたりしていたが徐々に慣れていく。戦術においては大体は完璧だが少し詰めの甘い部分もあり、一部からは「はわわ軍師」と呼ばれていることを気にしている。頭は賢いが体力がなく、戦闘ができないことを気にしており、一刀に簡単な剣術を学んでいる。また、負けず嫌いなところもある。他の女の子と仲良くしている一刀にヤキモチを焼くことも多い。水鏡のもとで料理などを作っていたため料理は上手。趣味は桃色読書。また、房中術の研究も熱心に行っている。
真・恋姫†無双（PC）
他国からも一目置かれる蜀の天才軍師。水鏡先生の私塾（水鏡女学院）で兵法、経済、算術、地理、農政などを学んでいたが、桃香の考えに共感し親友である同門の雛里と共に蜀の旗下に加わる。多くの戦を経験し「伏竜」と称されるまでの大軍師に成長するが、焦ったり困ったりするとカミカミ口調になってしまう。その口癖と容姿から多くの者から「はわわ軍師」「ちびっこ軍師」と呼ばれ、気に病んでいる。そのため卑弥呼から策士孔明と呼ばれた時は大喜びしていた。雛里に対してはお姉さんぶることもある。基本的には主人公を敬愛しているが、からかわれると拗ねてしまう性分。前作と比べると男が苦手という性格は若干改善されている。個別ルートでは「勉強」と称して雛里と艶本を読んでいるが、星の発言などと合わせると朱里個人でも読んでいるらしい。お菓子作りがうまく作中でも何度かその手腕を振るっていた。「華蝶仮面」の正体にいち早く気づいた事から口止め目的に恋共々無理やり仲間に引きずり込まれて「朱華蝶」を名乗らされるが、二人と違って武力はないので、名乗りをあげるだけあげて引っ込む。本人は嫌がっている風だが、名乗るとなるとノリノリでやっている。
恋姫AC、恋姫†演武
軍師（サポートキャラクター）の1人。「東南の風」によって竜巻を起こし、相手を巻き上げる。
恋姫†無双（アニメ） - 真・恋姫†無双（アニメ2期）
怪我をした愛紗が偶然寄った水鏡邸で一行と出会う。姉と妹がおり、両親をなくした後は親戚中をたらい回しにされた所を水鏡先生の師匠に拾われ、その後に水鏡先生の世話になっていた。水鏡先生の進言で見聞を広めるために共に旅をし、桃花村の義勇軍に参加してからは軍師としての能力を発揮していく。劉備逃走後も作戦立案によって義勇軍に貢献していたが、見聞を広めるために桃香の宝剣を探す旅に同行することになる。また、何進の治療薬を探す旅では桃香チームのまとめ役となり、最終決戦では伏兵部隊の軍師として冷静に指揮をとった。
無印では真面目一点張りで代名詞の「はわわ」も全く言わなかったが、1期以降は艶本に手を出したりノリツッコミをしたりと、ゲーム版の性格に近くなった。祈りで風を起こそうとしていたゲーム版と異なり、この時代には珍しく迷信や超常現象の類を信じない性格で仲間たち（特に鈴々）に対しても少しきつめになっている。なおトレードマークともいえる羽毛扇は、2期で水鏡先生の元に立ち寄った際に授かった。また、発明好きで、高所恐怖症でもある。そのほか下ネタには過剰なまでに敏感で、鈴々が下ネタを口にする度に顔を赤くして止めている。
OVA
聖フランチェスカ学園1年の転校生。関羽軍軍師。OVA1は彼女視点で話が進む。
真・恋姫†無双（漫画）
本作では慌て者の描写が強くなっておりたびたび舌をかんでしまう描写が多い。魏での一件後、一刀との交換材料として秋蘭を誘拐しようすべく翠と紫苑を送るも失敗、その後、本を売る市で一刀と再会した際は風と書物の読み比べを行うも買っていた本が艶本だったために自滅してしまった。

趙雲
声：野神奈々 / 本井えみ / 同左
真名：星（せい）
武器：直刀槍「龍牙（りゅうが）」
恋姫†無双（PC）
愛紗、鈴々に匹敵する勇将で、他国からも「神槍」と噂されるほど。当初は客将として公孫賛の軍にいたが、自らが仕えるに足る主人を見極めたいと各国を流浪した後に北郷軍に加わる。一刀のことは「主（あるじ）」と呼ぶ。
普段は冷静ながらおちゃらけた性格で悪ノリした言動が目立つが、戦いなど真剣な場面では強い正義感と真面目な一面を垣間見せる。さらに旅の間に世を見てきたせいか硬軟どちらの手段も使い分けられる。恋との模擬戦の時、愛紗、鈴々、翠との連戦で恋が疲れたところで登場して一本取るなど、戦いでも熱くなりすぎず、冷静に分析してから行動する場面が多い。少々皮肉屋のため、他の武将と口喧嘩になる事もある。よく一人で酒を飲んでいる。好物はメンマで、山盛りでメンマを食べたり、メンマのことでは普段のクールさをかなぐり捨てて熱弁する。また。街の子供たちの遊びをヒントに美と正義の使者「華蝶仮面」を名乗り、街にいる暴漢と戦っている。誰もが気味悪がっている貂蝉を、情報通だからという理由で親しく付き合っている。
恋姫†無双キャラクター人気投票第五回【総合】で数多の登場人物を抑え、1位となった。
真・恋姫†無双（PC）
文武両道に長けた蜀の武将。当初は客将として白蓮の下に身を寄せていたが、後に「自分が一番活躍できる勢力」という理由で蜀軍に参加。戦場では勇壮に戦うも普段は穏やかに独りで時間を過ごすことが多い。冷静沈着な性格だが、やや斜に構えた言動や猫と話すなど奇矯な面も持ち、一刀や朱里などをからかうなどお茶目でおいしいポジションにいる。酒好きだが、それ以上に無類のメンマ好きで、遠くから取り寄せたメンマの壷を城の食糧庫に所蔵したり、メンマ専門店に雛里らを連れていったりしている。また、魏ルート冒頭では稟や風と（『革命』では香風とも）ともに見聞を広める旅に出ていたが、路銀が尽きてしまったため幽州にて別れ、白蓮のところへ仕官しに行ったことが風の口から語られている。
裏では蝶を模した仮面を付け「華蝶仮面」を名乗って街の治安維持に力添えしている。
真・恋姫†英雄譚
蜀で初の妊娠の兆候が見られたと騒ぎになるが、実際はただの酒の飲みすぎだったというオチが付く。しかし、その後一刀が遠征から帰ってきたら本当に妊娠しており、『英雄譚PLUS』では娘の趙統が生まれている。
真・恋姫†夢想-革命-
長坂で史実で劉禅（演義の阿斗）を単騎で助けに行ったエピソード同様、敵陣に取り残された白湯を馬で単騎で突破し、見事に救い出した。しかし本人曰く、半分以上は賭けだった模様。
恋姫AC、恋姫†演武
プレイアブルキャラクターの1人。『恋姫AC』ではVer 1.2で追加。
恋姫†無双（アニメ） - 真・恋姫†無双（アニメ2期）
白蓮の元にいた客将だったが、彼女を見限って愛紗たちの旅に同行。だが、2人に食べられたメンマのことばかり考えて歩いていたため霧の中で道に迷ってはぐれてしまい、六席の次回予告で番組卒業を宣言された（七席で「華蝶仮面」として再登場）。その後もフードを被って愛紗たちを尾行しながらこっそり登場し、最終話にて完全復活した。復活後は桃花村の義勇軍に加わっており、華蝶仮面の正体に気づかない桃香を大変気に入って旅の同行を進んで買って出ている。1期終盤では前回と同じく霧に捲かれて行方不明になるも、華蝶仮面に変身する前フリだと思われて桃香以外からは全く心配されていなかった。その後「華蝶仮面」となって再登場したものの、黄巾党討伐が終了した後だった（本人曰くオチ担当）。その後、第2期の開始時まで（劇中換算で一年ほど）再登場のきっかけが掴めずに桃花村に戻れなかったが、桃香の妊娠騒動に乗じて、さも当然のように登場した。何進の治療薬を探す旅では、泰山の頂上に咲く「持久草」を探す担当となり、翠とペアで行動して途中遭難しかけるも、無事に草を持って帰還。「反董卓連合」にも参加。月の風評被害を避けるための策を後押しし、最終決戦では翠と共に突入部隊のトリを勤めた。
メンマ好きがかなり強調されており、愛紗と鈴々にメンマを食べられた際には始終不機嫌でなかなか口をきかなかった。綾波レイと同様なラーメンの注文の仕方やウルトラマンなどのパロディを行う辺り、ネタキャラとしての側面が強い。曰く敏感肌。与太話や下ネタを好み、鈴々の発言に赤面する愛紗たちを見てニヤニヤしたり、悪ノリしてさらに話をややこしくする。
OVA
聖フランチェスカ学園3年。関羽軍武将。メンマ研究発表をするほどのメンマ好き。OVA1では華蝶仮面に変身、OVA2ではウルトラ華蝶仮面となり巨大化、さらにOVA3では華蝶”自演乙”仮面となってリングに出ている。
真・恋姫†無双（漫画）
出るたびに所属が異なっており初登場時は白蓮の部下、2回目の登場時は魏軍（ただし、一刀と入れ替わりで辞めている）として登場し最終的に蜀に所属する。
華蝶仮面（かちょうかめん）
恋姫†無双（PC）
前述の通り、子供の遊びを元に星が変装した「美と正義の使者」。本人は誰にも気づかれていないと思っているが、一刀や朱里など一部の人間には一発でバレている。後に貂蝉が「華蝶仮面二号」として仲間に加わり、「技の一号・力の二号」として活躍している。
朱里の前に登場した際はキャラクターが未完成であったらしく、咄嗟に「メンマ仮面」と名乗っている。また活動場面は少ないが、「華蝶仮面三号」はその朱里である。
真・恋姫†無双（PC）
街を守るべく悪漢と戦う美と正義の使者。正体は蔵で見つけたパピヨンマスクをつけて変装した星。マスクを着けただけで衣服もそのままなのだが、一刀や紫苑ら数名以外にはなぜか正体がバレない。一度やられかけて見せ場を作るなど、ヒーローモノのコツやお約束を心得ている。後に「恋華蝶」（恋）や「朱華蝶」（朱里）などの仲間が出来てからは「連者（れんじゃ）」を名乗り、自身も「星華蝶」を名乗るなど、文字通り戦隊モノとして街に娯楽をもたらしている。一時は愛紗たちの正規警備隊との軋轢も生じたが、一刀の策で解決された。
恋姫†無双（アニメ） - 真・恋姫†無双（アニメ2期）
番組卒業を宣告された星が再登場の際に生まれたキャラクターで、エンディングのテロップにも記載されている。ゲーム版と同じくヒーローとして振る舞うが、周囲の反応はゲーム版と異なり冷めている。最終回で正体を明かしたものの1期2席で再登場。2期でも（妄想の中で）メンマ丼を施したり、桃香に仮面を与えて奮い立たせるなどの活躍を見せ、特に後者は朱里に影武者作戦の発想を与えた。
ゲーム版のように一部の人間しか気付けないわけではなく、むしろ鈴々や桃香ぐらいしか騙せていない（鈴々も前作最終回で正体を知ったため、実質的に華蝶仮面を信じているのは桃香のみ）。星と桃香は華蝶仮面をカッコいいと思っているが、鈴々には（ゲーム版での一時期と同じく）変態仮面と呼ばれている。

馬超
声：桜川未央 / 小林眞紀 / 同左
真名：翠（すい）
武器：十文字槍「銀閃（ぎんせん）」
恋姫†無双（PC）
西涼の太守・馬騰の娘。董卓討伐の際に一刀たちと出会う。袁紹軍との戦いの際、華琳の謀略により父親を殺され、一族が離散したことで一刀を頼って落ち延び、敵討ちの手を貸してもらうという条件で北郷軍に入る。愛用する武器「銀閃」は刃の部分が十字になった槍。
槍の名手で、その武は愛紗たちにもひけを取らないが、鈴々に匹敵するほどの単純な性格で猪突猛進で敵を粉砕する。口調は粗雑だが時折女の子らしい一面を見せる。恋愛には疎く極度の恥ずかしがり屋なため、女の子扱いされると慌てることが多い。なお、そのことで一刀にからかわれることもある。鈴々とは戦闘や大食い対決などで張り合うこともある。
座右の銘は「倒れる時も前のめり」。
真・恋姫†無双（PC）
前作と異なり華琳に攻められて西涼が滅び、行く宛てもなく一族で放浪中に桃香たちに出会う形で登場。本作では妹分の蒲公英の世話を焼く良き姉としての面も見せているが、猪突猛進なところは前作同様変わっていない。前作に登場した、彼女の愛馬（黄鵬、紫燕、麒麟）が本作でも少しだけ登場している。蜀ルートでは競馬大会に参加し多くの勝ち星を挙げている。碁には自信があるらしいが、蒲公英曰く弱いとの事。
真・恋姫†無双 -革命-
黄巾の乱の頃から母の勧めで各地を見聞している最中に桃香たちと出会っている。西涼が滅びた後、一族共に益州の劉璋のもとに身を寄せていたが、その最中に益州の腐敗を聞いた桃香たちが侵攻してきたため、桃香までが私欲で他国を侵略するような君主に成り下がったと誤解し、桃香たちと本気で戦になる。しかし、一度敗北した蒲公英たちがすぐに逃がされてきた事で誤解と気づきながらも一度構えた槍を引くに引けずに成都で決戦に挑み、その最後の愛紗との一騎討ちで敗れるが戦いの最中に吹っ切って誤解を認め、益州を治めることになった桃香の軍に加わった。
恋姫†演武
プレイアブルキャラクターの1人。
恋姫†無双（アニメ） - 真・恋姫†無双（アニメ2期）
馬騰を殺された恨みから華琳に挑むも、鈴々に阻まれ未遂に終わる。その後、春蘭から父の死が深酒が原因で落馬した事故死であるとの真相を聞かされて一度は激高するが、春蘭が武器を構えた際の心気から真実だと悟り復讐を止めた。なお、アニメ版では一族は離散しておらず、彼らへの説明のために郷里に戻った後に武者修行を再開し、愛紗や鈴々と一度は邂逅するものの、1人で旅を続けていた。しかし、その道中で空腹時に毒キノコを食べて桃花村付近の山中で行き倒れとなり、生き埋めの状態になっていた。後に朱里に発見され、その流れで愛紗たちの義勇軍に加わった。「宝剣探しの旅」には参加せず、蒲公英の修行のために「黄巾党討伐」にも参加しなかったが、桃香の帰省には残りのメンバーも含め同行している。「何進の治療薬を探す旅」では星と共に泰山へ向かい、『反董卓連合』にも参加した。
大食いであり、その関係で鈴々とよく絡む。ゲーム版に比べ、アニメではいろいろ機転を利かすなど少し賢くなっている。逆に変なところで恥ずかしがるところはゲーム版と変わらず、鈴々に真名で呼ばれないことを悩み、ひと騒動を起こしたこともある。なお、ゲーム版ではトレードマークだった太眉が普通の眉になっている。
OVA
聖フランチェスカ学園2年。関羽軍武将。OVA3では本編に続き失禁ネタをする。
真・恋姫†無双（漫画）
朱里が秋蘭を捕まえるべく派遣した紫苑の援護として初登場するも特に見せ場は無く撤退する。なお、華琳が城を落としたのは一刀が来る前であることが華琳当人の口から語られている。
戦国†恋姫X
回想シーンに登場。

黄忠
声：飯田空 / 雨宮侑布 / 同左
真名：紫苑（しおん）
武器：大弓「颶鵬（ぐほう）」
恋姫†無双（PC）
楽成城の太守の未亡人。夫の死後、城と民を守るために中立を保っていたが、麗羽に娘の璃々を人質にとられ、やむを得ず北郷軍と戦う。璃々を助け出された後は恩を返すために北郷軍に加わり、歳若い少女の多い軍中では母親的立場となる。弓の名手であり、その実力は愛紗と互角に渡り合うほど。また、朱里と共に北郷軍の内政も行っている。
おっとりして穏やかな人物だが、時折油断ならないときもある。登場キャラクターの中ではトップクラスの巨乳であり、その胸で一刀を誘惑している。時折、子供っぽい一面も見せたりする。妄想することがあり、意識がトリップした後は大体璃々に殴られることで目を覚ましている。また、年齢のことを気にしている節があり、年増と言われて落ち込むこともある。
真・恋姫†無双（PC）
元劉璋配下の武将で、最初に蜀軍と当たった城主（城の名については触れられていない）。後に蜀軍の将軍となる。前作と異なり、今作では桃香たちを見定めるべく、自分の意志で桃香たちに戦いを挑む。城下の住人が桃香を支持しているのを確認し、自分自身も桃香たちの覚悟を知った後、蜀軍に降った。町の住人たちからは慕われており、敗戦時に桃香へ彼女の助命を嘆願する声もあった。本作から登場した桔梗とは古い知り合いであり、一緒にいることが多い。穏やかな物腰とあふれる母性から蜀の若い武将の母親代わりとなっている。年は二十代後半だが、前作同様年齢を気にしており、麗羽に年増呼ばわりされた時には怒りで街が半壊し、その殺気だけで朱里と月が気絶するほど。娘の璃々を大切にしているが、目の前で桔梗と共に酒盛りや一刀の誘惑をしたり、あまつさえ「親子どんぶり」を容認するような言動を見せたりもする。弓の腕は-革命-で馬に乗った鶸と蒼相手に二本同時に放ち、両方共鉢金に当てて気絶させるという神業を披露している。
恋姫†無双（アニメ） - 真・恋姫†無双（アニメ2期）
アニメ版でも未亡人だが、城主ではなく一村民として璃々と共に暮らしていた。しかし、買い物に出かけた隙に偽劉備が璃々を攫い、彼女を人質に婿入りしてくる領主の息子の暗殺を依頼される。だが、小蓮の一件で達人級の弓の腕を知っていた愛紗が町の噂話から暗殺を看破して阻止。事情を知った愛紗たちと朱里の策略により無事に璃々も助け出される。その後桃花村の義勇軍の噂を聞いて娘と共に現地に赴き義勇軍に加わった。娘がいるため「宝剣探しの旅」「黄巾党討伐」「何進の治療薬を探す旅」の全てに参加せずに唯一の留守番担当として桃花村に残っていたが、『反董卓連合』で娘を村に残して皆と行動を共にしている。
トップクラスの巨乳は健在だが、顔つきがより精悍になっている。また、年齢に触れると軽く脅しをかけたり、偽劉備のことに話が及ぶと顔が悪魔のようにデフォルメされるなどキャラ崩壊寸前の黒さを見せている。桔梗とはゲーム版通り仲が良い。
OVA
聖フランチェスカ学園の養護教諭。OVA2ではお留守番。
真・恋姫†無双（漫画）
翠とともに秋蘭を捕まえる命を朱里から受け偽の情報で秋蘭と桂花を罠に嵌めたが一刀の助言を受けた華琳の乱入により作戦は失敗する。

璃々
声：倉田まりや / 澄田まりや / 同左
恋姫†無双（PC）
紫苑の娘。まだ幼いがしっかりとしており、紫苑の教育のせいかマセた一面も見せる。一刀によく遊んでもらっている。
『恋姫†無双』ではオリジナルキャラクターとして設定されている。
真・恋姫†無双（PC）
本作より設定が変更され、後の黄叙である、とされた。母親の紫苑は元より、その親友の桔梗にも懐いており、一刀に情操教育上どうかと心配されている。一刀を「おとうさん」と呼ぶなど父親のように慕っており、一刀からも娘のように思われているが、それが元で一刀は桔梗からロリコン疑惑をかけられている。
恋姫†無双（アニメ） - 真・恋姫†無双（アニメ2期）
暗殺の一件以来は母親と共に桃花村で暮らしている。2期最終回ではエンディングにて洛陽にやってきた。
ゲーム版より幼く設定され、従順で利発な性格である。亡くなった父親のことを覚えており、ませた一面を見せる。
OVA
カタリナ学園に通う黄忠の娘。OVA2ではお留守番。OVA3では保健室で黄忠のお手伝い。
恋姫☆ようちえん（漫画）
園児となった他の女性キャラクターとは逆に、成長した姿で登場している。恋姫幼稚園では先生で一刀とは同僚の間柄で、お互い好意を持っているが仲が進展しないことを園児たちからも心配されている。かつて恋姫幼稚園に通っていた。園児である紫苑にはなぜか逆らえず、なぜか「おかあさん」と呼ぶことがある。胸が大きい。
戦国†恋姫X
回想シーンで大人と同じくらい成長した姿で登場している。

馬騰
声：- / - / 岩崎征実
恋姫†無双（PC）
名前のみ登場、翠の父親で、西涼の領主として反董卓軍に参加、後に華琳に謀殺される。
真・恋姫†無双（PC）
設定が大きく変更され、本作では女性とされた。涼州連合の盟主で、翠の母であり蒲公英の叔母である。
魏ルートでは彼女の死について詳細が明らかとなり、彼女を欲した華琳の服従を拒否し、敗北した際に毒を飲んで自害していた。この時既に肺の難病にかかっていたらしい。遺体はその勇を惜しんだ華琳の指示により丁重に葬られた。一方、国を失い流浪に追いやられた翠たちは後に桃香たちと合流することになる。
恋姫†無双（アニメ）
『恋姫†無双（PC）』の設定を汲み、アニメ版ではシリーズ通して男性とされている。
翠の父で故人。翠の幼少期から武術を教え、心気の乱れを感じ取る優れた人物だったが、深酒の癖が祟って命を落し、その際の遺言が翠の運命を大きく変える事になる。

糜竺、糜芳
北郷軍が反董卓連合に参加する際に留守にする幽州の守備部隊の指揮官として名前だけが登場した。それなりに政に精通し、それなりに軍を率いる才能もある姉妹だと朱里が評価しているが、愛紗は糜芳に対して少々含むところがある。

### 魏軍
曹操
声：乃嶋架菜 / 前田ゆきえ / 同左
真名：華琳（かりん）
武器：死神鎌「絶（ぜつ）」 / FANZA『天下統一伝』・仮想用「マジカルステッキ」
恋姫†無双（PC）
魏の若き王。小柄だが、既に覇王として風格を見せている。知略家であり多くの領土を我が物としている。髑髏をかたどった髪飾りを付けている。
サドの女王様だと知られており、男性には興味がないレズビアン。気に入った女性なら自分の配下に加えようとする。現在、もっとも欲しているのは愛紗。だが、他の部下を愛することを忘れず、部下たちにも敬愛されている。多芸に秀でており、たとえ一度もやったことがなくても一度見たことならば、料理でも独学で完璧に扱うことができる。また酒造りは、その酒を口にした星をして「この酒を最初に口にしていたら仕えた国が変わっていたかも」と言わしめた。男性には興味がなかったが、一刀に負けてその捕虜となり、彼の人となりを知るようになってから、少しずつ変わっていく。なお、一刀のことを最初は「ブ男」と呼んで露骨に見下していたが、一刀本人が真面目に悩んで俺はブ男なのかと訊いたところ、言葉のあやで言っていたらしくブ男ではないと発言していた。
側近たちしか知らないことだが、彼女が天下統一を目指す本当の目的は「天下の女の子を独り占めにする」ためである。
真・恋姫†無双（PC）
天下統一に向けて天命を見出し覇道を進む魏の王。武芸に長け政にも秀でた文武両道の少女。それ以外にも文化・芸術・料理などあらゆることにおいて類稀なる才能を持っている完璧超人。誇り高く他人の妬みなどに動じることは無いが、美しい者には目が無い。冷徹そうに見えるが、実は家臣たちには情け深い。だが、基本的に自分にも他人にも厳しい性格のため、失敗した場合には家臣といえども容赦ない罰を下すこともある。頭痛に悩んでおり、漢ルートでは華佗に治療を依頼していた。
自らの誇りを守るためになら、あえて不利な状況に身を投じることもある。また、覇道という考え方が桃香の掲げる仁とは真っ向から対立するため、桃香という人物は認めるがその国は認めないという峻烈なところも見せる。
前作同様百合系のキャラクターではあるが、魏ルートでは一刀を家臣扱いしつつも、彼の才能を認め、とても大切にするツンデレぶりを見せるようになった。胸が小さい事は気にしているようで、小蓮からそこを挑発されたときは立場上その場では冷静に返していたものの、陣に戻ってきてから激怒していた。
なお、三国の王の中では最も年下だが、とてもそうは見えないので萌将伝でそれを聞かされた時はその場にいた全員が驚いていた。
前作からは髑髏の髪飾りが抽象化するなど服のデザインが変更されている。今作発売前の公式ホームページでの人気投票では、僅差で2位という結果だった。またメインキャラクターが変わった魏軍や呉軍とは違い、唯一彼女だけ変更されず、『トウィンクル クイーン』やアーケードゲーム『真・恋姫†夢想 〜乙女対戦三国志演義〜』でもメインキャラクターとして出演するなど事実、登場人物で唯一、皆勤賞となった。
恋姫AC、恋姫†演武
プレイアブルキャラクターの1人。『恋姫AC』ではVer 1.2で追加。
恋姫†無双（アニメ） - 真・恋姫†無双（アニメ2期）
初登場から1期中盤までは百合キャラとしての一面が強く、騎行の途中で出会った愛紗を気に入り、事あるごとに愛紗を自分のモノにしよう画策していた。しかし、何進による召集以降は徐々にゲーム版のような気高い覇王としての一面も強くなり、1期では完璧超人として料理・作詞に渡り多才ぶりを遺憾なく披露。第2期では合流が遅れた麗羽たちに代わり雪蓮と共に反董卓連合のまとめ役として軍を指揮し、于吉との最終決戦でも先鋒として軍の総力を挙げて兵馬妖を食い止めた。
原作との相違点としては黒騎兵（構成員のほとんどは女性のようである）という黒尽くめの騎兵部隊を有している。また、時系列が前作と繋がっているアニメ版でも自身と軍の衣装がゲーム版のものに変更されている。なおこの衣装はアニメスタッフが描くことに苦労したデザインであり、作画に負担をかけさせないために監督の判断で極力劇中では動かさない演出がなされたという。
OVA
聖フランチェスカ学園2年。曹操軍大将。ガチユリクィーン。
真・恋姫†無双（漫画）
当初から覇王としての面が強く出ている。袁家から逃げるべく自分の領を通らせてもらうよう懇願した桃華たちに対し交換条件として愛紗が自分の傘下になるよう提示するが結局、一刀が愛紗の代わりになることになった。その後追ってきた袁家の軍勢を一蹴し次に呉を狙おうとするも部下の先走りによる雪蓮暗殺によるごたごたで結局休戦状態になる。その直後に起きた秋蘭の一件で一刀を認め褒美を欲しなかった彼に自身を真名で呼ぶことを許す。その後、愛紗と春蘭の決闘の一件に一刀が反論した際、彼の首を本気で刎ねようと思ったが、街で出会った怪しげな老占い師の言葉が脳裏をよぎり結局、首を刎ねることができなかったため、表向きは殺したら彼を慕う兵士の士気が下がるという名目で彼を追放処分にする。
その後、戦力を整え赤壁の戦いに臨む。その際、風が一刀から聞いた警告をうけ1度は状況を逆転させるも横から現れた伏兵の登場に再度形勢が逆転、最後のあがきを見せようとするもそこへ一刀が登場し自分の知る赤壁の戦いの末路（魏の敗北）を聞かされ狼狽えるも一刀の最後の願いを聞く形で呉と蜀の2国と和平を結ぶことになった。
孫呉愛史
賊（思春たち）を確保するためやってきた際、雪蓮と出会い、一刀に興味を持つようになる。なお、雪蓮暗殺により休戦をしようとするのは上記の漫画版と同じだがこちらは休戦を決めた直後に瀕死の身を押した雪蓮の指揮による呉軍の猛攻により敗走することになる。
華淋【暗影】
表記名：闇曹操
武器：「首狩り鎌・滅（くびかりがま・めつ）」
真・恋姫†夢想 天下統一伝[FANZA]
女媧が生み出した華淋の影。金色の瞳で露出面を多くアレンジした衣装に、ハートを象った飾りを身につけるなど蠱惑的な印象を纏う。会話パートで初登場し、後の2019年12月24日よりガチャに実装され加入可能になった。
華淋と同じく同性愛者かつ好色家だが己が使命よりも欲求を優先する明確な差異があり、春蘭には真っ先に別人と認識される。曹魏の将らが好み揃いで戦うのを避けたがる。
可愛い娘（三国の恋姫）と過ごす時間を第一にしており、全員の心を掴んでいる主人公には嫉妬と対抗心を吐露するが他の恋姫たちの気持ちを袖に振ることも行わないと語る。

夏侯惇
声：深井晴花 / 浅井晴美 / 同左
真名：春蘭（しゅんらん）
武器：幅広の刀「七星餓狼（しちせいがろう）」
恋姫†無双（PC）
魏の猛将で、秋蘭の姉。華琳のことを敬愛しており、華琳の命令は必ず達成させる。武力は高いが何かと猪突猛進気味。かなり思い込みが激しく、よく妹に手綱を絞られている。董卓軍との戦闘時に流れ矢を受けて片眼を失う重傷を負いつつも、自軍を励ましつつ最前線に留まり戦い続けた。
真・恋姫†無双（PC）
華琳を敬愛しすべてを捧げている魏の武将。史実よりも演義の影響が強く、桂花から「猪武者」と揶揄されるほど粗忽で短絡的。だが、武芸の腕は曹魏でも随一の豪傑で、自他共に認める「魏武の大剣」。霞との一騎討ちの際に矢を受けて片眼を失うも、その眼球を喰らい霞を下す。性格は明るく純真、優しくて部下の面倒見もよく妹や部下からも慕われているが、華琳を巡る関係で桂花や一刀へは態度が厳しい。苦手とする頭脳労働は双子の妹である秋蘭に依存しているが、たまに華琳も驚くような洞察力を見せる。直属の部下である季衣を可愛がっているが、ゴリ押しでデタラメな兵法を教え込んでいる。
華琳の部下の中で漢より正式に「高位の」官位を授かっているのは彼女のみであるため、特使として他国との交渉にあたることもある。
手先が器用で、木材を使って（着せ替えで遊ぶために）精巧な等身大の華琳様人形を制作したことがある。無論本人にはこのことを知らせていないが、小説版では華琳はこのことを知っていた（ゲーム版でも気づいているような描写はある）。また、小説版では着ぐるみ状になっており春蘭が中に入り影武者を演じていた。また彼女を模ったからくり仕掛けの人形、からくり夏侯惇将軍なるものが売られていた。
恋姫AC、恋姫†演武
プレイアブルキャラクターの1人。
恋姫†無双（アニメ） - 真・恋姫†無双（アニメ2期）
ゲーム版と違い、より女性らしい髪型になっており、性格も幾分冷静。自身を愚弄した翠に対する態度や桃花村への助太刀など、思慮深さも感じられるキャラクターになっている。しかし、1期では黄巾党征伐の際、アイドルユニットへの加入を望むもあっさり華琳に無視され落ち込み、2期で季衣に華琳への忠誠のために個人的な感情は抑えるよう説いておきながら、ゲーム版のように霞の挑発に憤慨して飛び出そうとするなど、無印の頃とくらべてゲーム版の性格に近付いている。
アニメでは終始眼帯をつけることはなかった。
なお、2期の最後で華琳人形が登場したが、こちらは真桜が作ったらしく、あまり精巧ではない。
OVA
聖フランチェスカ学園3年。曹操軍武将。OVAでも眼帯はしていないが、虫に刺され左目が腫れ眼帯をつけることに。
真・恋姫†無双（漫画）
初登場時は眼帯をつけていなかったが、再登場した際は眼帯をつけていた。当初は負傷理由などは特に理由は語られなかったが愛紗との決闘の際に掻い摘んで説明していた。一刀が華琳の配下になった後は乗馬などの戦術を厳しく教えているほか（事故で）一刀が華琳にセクハラ行為をした場合は実力行使で排除しようとする。
ややツンデレ気味な性格になっており雪蓮暗殺の一件で華琳をかばって負傷した一刀に照れながら礼を言ったり、秋蘭の一件で妹の秋蘭が一刀に真名で呼ぶことを許した際、それに便乗する形で自身も真名で呼ぶことを認めた。これは勢いではなく本当に彼を信用していたからで華琳から一刀の首を刎ねるよう命じた際も、珍しく彼女の命令にためらう描写を見せている。
事実上、本作における愛紗の最大のライバルという立ち位置になっており赤壁の戦いの際も船の上で愛紗との死闘を演るも咄嗟に愛紗を庇った際に矢を受けそれでも愛する華琳のため立ち向かおうとするも結局、秋蘭に連れられ撤退、その後一命を取り留める。なお、本作では船に弱いという独自設定がありたびたび気分が悪くなってはいていた。
孫呉愛史
華琳の御付きとして初登場しておりこのときは眼帯は未着。しかし、初登場の翌月の話では眼帯をつけた状態になって華琳にお仕置きされていた。

夏侯淵
声：如月葵（恋姫†無双〈PC〉）→あじ秋刀魚（真・恋姫†夢想-革命-） / 吉田愛理 / 同左
真名：秋蘭（しゅうらん）
武器：弓「餓狼爪（がろうそう）」
恋姫†無双（PC）
魏の知将で、春蘭の妹。春蘭とは逆に冷静に戦局を見ており、何かと猪突猛進気味な姉を制御している。お互いの素性を知らなかった時に斗詩と仲良くなったこともある。
真・恋姫†無双（PC）
魏の武将で弓の名手、姉の春蘭同様に華琳から格別の寵愛を受けており、また春蘭同様に華琳を敬愛している。冷静沈着で物分りがよく誰からも信頼される名将。料理の腕は華琳も認めるほど。暴走しがちな姉の手綱を引ける者として、とかく姉の補佐として日陰の存在になりがちだが、天真爛漫な姉を心から敬愛している。
しかし、彼女が本気で怒ると静かに怒るタイプで、対象を存在しないものとして徹底した無視を決め込むため、春蘭にとっては感情的に怒るタイプよりよほど恐ろしいので、彼女を怒らせることを何より恐れている。
真・恋姫†英雄譚
太平の世で自分の役割に悩む姉に付き合って色々やっていたところ、とある野党団との戦闘中に負傷した際に一刀の子を身ごもっていたことが判明する。
恋姫AC、恋姫†演武
プレイアブルキャラクターの1人。
恋姫†無双（アニメ） - 真・恋姫†無双（アニメ2期）
春蘭がほとんど暴走しないために出番が少ない。武人らしい落ち着いた物腰で、公孫賛とは密かな飲み友達である。また、姉である春蘭がゲーム版にキャラクターが近づいてきたことに伴い原作同様姉を抑えるため苦労しているシーンもある。
OVA
聖フランチェスカ学園3年。曹操軍武将。
真・恋姫†無双（漫画）
姉の春蘭同様、華琳を敬愛しており（事故で）華琳に一刀がキス＆バストタッチをしてしまった際、一見穏やかなように見せて左目がものすごく怖くなったことがある。呉との一件の後、定軍山で不穏な動きがあるとの情報を受け桂花と共に向かうも、実は朱里による偽情報で危うく捕まりそうになったが、一刀の助言で辛くも助かる。その礼として彼に自身を真名で呼ぶことを許した。一刀の処刑未遂の際も姉同様一刀の首を刎ねることにためらいを見せていた。

荀彧
声：みる / 壱智村小真 / 同左
真名：桂花（けいふぁ）
恋姫†無双（PC）
魏の軍師。その知略は朱里に匹敵すると言われ、本編中で于吉たちの手を借りずに一度は北郷軍を撤退に追い込んだ。華琳一筋で、その敬愛の度合いと思い込みで暴走しがちなところは春蘭といい勝負。猫耳フードを着用している。華琳が作っている酒造の管理も彼女が行っている。
真・恋姫†無双（PC）
華琳に絶対の忠誠を誓い身も心も華琳に捧げた曹魏の名軍師。華琳を敬愛するあまり、罵られても快感を覚えるほどの異常な心酔ぶりである。教養の無い者は「華琳様に御仕えするに相応しくない」として見下す傾向があり、特に春蘭のような者は目の仇にすることもある。男嫌いでこの作品の人物としては珍しく、終始一刀を嫌い、再三、落とし穴などの小さな罠を仕掛けては自分に跪かせようとしている（全て失敗）。ただし実力は認めており、「華琳が悲しむから」という理由ではあるが一刀の身を案じたこともある。蛇や虫の類が苦手。
以前は南皮（麗羽の下）で軍師をしており、本作では華琳に仕えるに至った経緯（そして心酔するに至った経緯）が語られている。そのため、『-革命-』では麗羽の現軍師である真直の戦略を完璧に把握している。
真・恋姫†英雄譚
よりにもよって魏で一刀の子を身ごもる第一号となり、荀惲を設けるが、かたくなに一刀の子と認めようとせず華琳との子と言い張っている。
恋姫AC、恋姫†演武
軍師の1人。相手を落とし穴にはめて動きを封じる「陰惨鬼謀（いんさんきぼう）」を使う。
恋姫†無双（アニメ） - 真・恋姫†無双（アニメ2期）
ゲーム版に比べ若干性格が大人しくなっており、春蘭などへの態度も軟化している。当時としては珍しく疑似科学にも詳しい一面を見せ、ダウジングで温泉を見つけようとしていた。また、自身のネコミミフードに愛着があるようで、ネコミミが生えた何進を小馬鹿にする稟に静かにキレる一幕も。そのほか、お気楽な面を見せる桃香に対しては、度々その甘さを厳しく指摘している。
OVA
聖フランチェスカ学園1年。曹操軍軍師。華琳とレズの関係。
真・恋姫†無双（漫画）
ゲーム同様男嫌いな面が強く現時点で登場している魏の登場人物（華琳も含む）の中で唯一自身の真名を一刀に教えていない。しかし、一応は信頼しているらしく、一刀が魏を追放される際、風とともに彼を見送っておりその際、一刀からある警告を受けている。

許緒
声：倉田まりや / 澄田まりや / 同左
真名：季衣（きい）
武器：大鉄球「岩打武反魔（いわだむはんま）」
恋姫†無双（PC）
魏の将軍。小柄の体格だが巨大な鉄球で攻撃を仕掛けてくる。鈴々とは戦場で数度渡り合い、そのたびに敗北したために一方的に敵視している。なおその際、鈴々からは「春巻き頭」呼ばわりされている。一人称はボク。かなりの大食いであり、互いに本人だと気づいていなかった猪々子と共に食べ歩きなども行っていたこともある。
魏の人物としては唯一濡れ場が描かれなかったキャラクターである。
真・恋姫†無双（PC）
小柄な体格から想像できない豪腕と食欲の持ち主。純真爛漫な性格。自分の村を守るため野盗と闘っていた際に華琳と出会い、彼女に見出されて親衛隊隊長となる。忠犬のように春蘭に仕えており、春蘭も可愛がっている。また、一刀に対しても「兄ちゃん」と呼ぶなど、蜀ルートでいう鈴々のような妹的存在として彼を慕っている。
かなりの食通で、街の飲食店の品揃えや食材の搬入時刻などにも精通するほど。蜀の鈴々とはキャラ、体型が被るせいか犬猿の仲である。その鈴々からは「ツルペタ春巻き」と呼ばれている。
恋姫†無双（アニメ） - 真・恋姫†無双（アニメ2期）
無印では大食い修行の旅をしており、大食い大会で同じ大食いの鈴々や翠を圧倒的大差で勝利。その後一時的に二人と共に行動していた。鈴々や翠と関わった後は洛陽に向かった。1期では最終話のエンディング以外に出番はなかったが、2期ではゲーム版と逆に流琉の紹介で春蘭の親衛隊の一員になっており、于吉との決戦で兵馬妖を薙ぎ払う活躍を見せていた。
ゲーム版と異なり鈴々を食事に誘うなど、彼女との仲は悪くない様子。自分の身長のことを気にしており、チビと言われると怒って巨大な鉄球を振り回すが、どこからともなく取り出すため、毎回相手からその隠し場所をつっこまれている。なお、山で食べ物を見つける能力が人一倍高い。
ゲームでは服の色がピンク主体だったが、アニメでは水色主体になっている。
OVA
聖フランチェスカ学園1年。公孫賛軍武将。食いしん坊。

于禁、楽進
反董卓連合での虎牢関では制圧時の兵の指揮官として、北郷軍との決戦に当たっては呉軍を牽制するために呉との国境へ派兵された部隊の指揮官として名前だけが登場した。春蘭たちからは、より経験を積ませたいと考えられている。
『真・恋姫†無双（PC）』では昇格し沙和と凪として登場するが、特に関連はない。

張郃
星と紫苑との先鋒対決に敗れ、一足先に後退する春蘭と季衣から、残る部隊の指揮を任された将軍として名前だけが登場した。季衣からは「ちょこたん」と呼ばれている。

### 呉軍
孫権
声：風音 / 櫻井浩美 / 同左
真名：蓮華（れんふぁ）
武器：ゲーム・少し長めで細身の両刃剣「南海覇王（なんかいはおう）」/ アニメ・「細身の両刃剣」
恋姫†無双（PC）
呉の若き王。先代の王である姉の雪蓮が戦死したためその座を継ぎ王となる。覇王として天下統一を目指した姉とは違い呉の国内と人民を豊かにすることを目指し、無駄に争うことを避けている。そのため拡大路線を推奨する冥琳や雪蓮の時代からの臣とは対立することが多い。
元々民政を中心に動いていたため他の武将と比べたら武力や知略戦では劣る部分がある。一刀が魏軍と戦っている最中に同盟を結んでいたが後に陥れられる形で同盟を破棄、一刀たちと戦うことになる。敗北後は王としての生き方だけではなく女性としての生き方も学び、歳相応の笑顔も見せるようになる。また、拠点イベントでは一刀が贈った私服を着るようになる。
真・恋姫†無双（PC）
雪蓮の妹（孫堅の次女）。奔放な姉の雪蓮とは対照的な性格で、真面目で気難しいところがあるが内面はとても穏やかな気性であり、心を許した相手には甘えることもある。冥琳には（蓮華の初登場時点で）器で言えばおそらく雪蓮よりも大きく、英雄に相応しい器と能力を持っており、あとは経験だけと評されている。その気性のため当初は一刀にもつんけんしていたが、自分なりに勇気をもって呉のため、そして彼女のために戦う一刀の姿を見て真名を預けるほど信頼するようになる。呉ルート前半および他勢力シナリオではロングヘアーであり額に模様もないが、呉ルート後半は前作同様の姿へと変化する。
今作発売前の公式サイトでの人気投票では1位となった。
恋姫AC、恋姫†演武
プレイアブルキャラクターの1人。
恋姫†無双（アニメ） - 真・恋姫†無双（アニメ2期）
『恋姫†無双（PC）』の設定を引き継ぎ、こちらでも拡大路線に対しては諫言を行っている。部屋の警護にやってきた亞莎と知り合い彼女に勉強を教えたり、目が悪いと知った後町で（ゲーム版で亞莎が最初から着けていた）片眼鏡を買ってあげるなど2人の友情関係が強く押し出されている。並の賊なら素手で取り押さえるほどの腕の持ち主。最終決戦では前線に出た姉に代わり呉軍の指揮を行った。
なお、雪蓮が存命であるが、最初からショートヘアーで額にも模様が在る。また、南海覇王は雪蓮が愛用しているため蓮華はそれとは形状などが異なる細身の両刃剣を愛用している。
OVA
聖フランチェスカ学園2年。囲碁部所属で孫権軍大将。
真・恋姫†無双（漫画）
姉と母の墓参りに行く途中に寄った小屋で偶然一刀と出合う。その後、彼が魏にいたことを知り複雑な思いになるが、彼が言った言葉で王になる決意をし髪を切り前線に立つ。なお、本作では決意を決めた直後〜王位継承までの間はショートヘアーだが、額に模様がないという珍しい姿になっている。
孫呉愛史
ストーリー後半のメインヒロイン。一刀の様々な（事故もあったとはいえ）破廉恥行為に嫌悪を見せていたが徐々に態度を軟化させていく。当初はロングヘアーであったが姉である雪蓮が死んだ直後、彼女の遺志を受け継ぐべく南海覇王で髪を切る。その後は王としての才能も見せ始めるが、一刀との仲がなかなか進展せず結果的に彼と関係を持ったのは最後から2番目だった。
孫権【暗影】
表記名：闇孫権
武器：「断界魔王（だんかいまおう）」
真・恋姫†夢想 天下統一伝[FANZA]
女媧が生み出した蓮華の影。深紫色の瞳をしてドレス調にアレンジされた衣装を纏う。会話パートで初登場し、後の2019年12月17日よりガチャに実装され加入可能になった。
戦いを愉しむことを心情としており、武一辺倒で敵を打ち倒す。祭をして「まるで炎蓮様」と云われ、孫呉の将を戦慄させる武勇を持つ。
炎蓮や史実の孫権のように無類の酒好きで主人公を誘って戦勝の席を用意したりもする。

周瑜
声：かわしまりの / 瑞沢渓 / 同左
真名：冥琳（めいりん）
武器：短い鞭「白虎九尾（びゃっこきゅうび）」
恋姫†無双（PC）
呉の軍師。先代の王、雪蓮とは幼なじみの親友同士。雪蓮の覇業に自らの知謀を捧げてきた。雪蓮の死後、蓮華が王になった後も代わらず仕えているが、雪蓮の覇業を否定するかのごとく戦闘を避ける蓮華のやり方を否定し、対立している。もっとも、その補佐はしっかりと行っている。終盤、北郷を狙う于吉の心の内を見透かした誘いに乗って謀反を起こし、北郷・孫権連合軍との激戦の末に討死にする。
真・恋姫†無双（PC）
呉国一の名軍師で、実利を優先する現実派だが、諧謔を解しユーモアのセンスもある。とかく猛進しがちな雪蓮を冷静に補佐し精神的にも支えている「女房役」でもある。亞莎と一刀の本質を早くから見抜き、穏と共に2人を育て助けることになる。今作では雪蓮が存命であったり、蓮華自身が雪蓮の方針を引き継ぐ設定に変更されたなどで、前作で描かれていた蓮華との対立はなくなっている。祭とは彼女が幼い頃からの知り合いで尊敬し大事に思っているが、表面上は厳しく接する。呉ルートでは史実と同じく病死して雪蓮の後を追う形となるが、他のルートでは雪蓮同様死ぬことなく生き残る。
恋姫AC、恋姫†演武
軍師の1人。相手の眼前に炎を起こす「美周郎の焔（びしゅうろうのほのお）」で攻撃。
恋姫†無双（アニメ） - 真・恋姫†無双（アニメ2期）
拡大路線を行う雪蓮を廃し守旧派の孫静擁立を企む勢力の粛清を行う。雪蓮が死なないためかゲームほど蓮華とは対立していない。雪蓮暗殺を阻止した亞莎に目をつけ、蓮華お付の軍師見習いにすることを雪蓮に薦めている。また、酒好きな面があり秘蔵の蜜柑酒を雪蓮に飲まれてしまい一時期険悪な関係になったり喧嘩の理由を聞き出すためやってきた祭を最初は追い返そうとしたものの珍しい酒を持ってきたと聞いたとたん手のひらを返したように一緒に飲んでいる。しかし、その一方でかなり酒癖が悪く一緒に飲んでいた祭に思いっきり絡んでいた。最終決戦では軍師であるが雪蓮の補佐として戦場に出ている。
OVA
聖フランチェスカ学園3年。囲碁部で孫策の友人。OVA1で覆面を被り公孫賛軍のゼブラ軍師を名乗る。
孫呉愛史
呉軍で孫3姉妹以外で残っていたメンバーの1人。雪蓮と祭の自分へのセクハラに頭を悩ませながらも彼女たちを見守っている。しかし、その体は着実に病魔が蝕んでおり赤壁の戦いの途中でついに吐血をし倒れるが半ば執念で赤壁の戦いを指揮し勝敗が見えた後、馬を走らせ雪蓮の墓に満足そうな笑みのまま寄り添いその生涯を終える。

甘寧
声：一色ヒカル / 田中涼子 / 同左
真名：思春（ししゅん）
武器：幅広の曲刀「鈴音（りんいん）」
恋姫†無双（PC）
呉の将軍。常に蓮華の側に控える親衛隊長。蓮華に対して忠義心が篤く、蓮華と対立する冥琳に対して意見を言うことも多い。また、戦闘能力も翠と互角に戦う実力を見せている。
下着は捻り褌を着用してもろ見えの状態。
真・恋姫†無双（PC）
蓮華の右腕で義の忠臣。元は錦帆賊（きんほぞく）と呼ばれた江賊の頭領だったが、雪蓮に見出され蓮華の側近に就いた。蓮華の器の大きさに心服しており、彼女を陰から支え守ることを心に決め、軍務ではない時も常に傍らで護衛役として控えている。蓮華をして「我が呉でも有数の使い手」と言わしめる剣術の持ち主であり、元々江賊を率いていただけあり部隊の統率力も高く、特に水軍を扱わせては呉軍でも最強。普段は寡黙で感情を表に出さないが、蓮華のためならば命も厭わない英傑である。
真・恋姫†無双-革命-
蓮華とは幼馴染で、幼い頃は愛称で呼び合う仲だったという間柄になった。一刀の勧めで訪ねて来た蓮華の士官要請には当初は応えず、従えたいならばと戦で決着を付ける事になるが、最後に自ら斬り込んできた蓮華に敗北を認め、以後側近として仕える事になった。
恋姫AC、恋姫†演武
プレイアブルキャラクターの1人。制止
真・恋姫†英雄譚3
既に甘述の母親であり、口では相変わらず一刀にきつく当たっているように見えて甘述を一刀に会わせるためにわざわざ水軍基地から連れてきたりとしっかり愛情を見せている。普段は部隊長としての仕事を優先して甘述の世話は専属の女官に任せているが、思春が左遷されたと思い込んだ部下が起こした立てこもり事件で甘述が人質にされると周囲の制止も聞かず、絶叫を上げながら助けに行こうとするなど、母親としての一面も見せている。
恋姫†無双（アニメ） - 真・恋姫†無双（アニメ2期）
部下であった亞莎が学問に興味を持っていたことを見抜き、親衛隊から冥琳の部下にしてもらうよう当人に頼み込んでいる。アニメでは彼女の服と褌はれっきとした親衛隊の正装であることが明らかにされ、亞莎も親衛隊に所属していた時は同じ服と褌を着用している。
鈴音がゲームより小さくなっている。
OVA
聖フランチェスカ学園2年。囲碁部所属で孫権軍武将。髪を下ろしている。褌は肌身離さず履き続けている。
真・恋姫†無双（漫画）
雪蓮暗殺の一件から一刀の事を知っており呉のメンバーの中では最もきつく彼に当たっている。愛紗とは実力を認め合う仲らしく赤壁の戦いにおいて愛紗を先に行かせるため霞と対峙した際に愛紗を真名で呼んでいる。
孫呉愛史
当初、呉軍に所属しておらず山賊めいたことをしており穏たちをスカウトした小蓮を捕まえていた。本作では過去に黄祖軍（孫3姉妹の母である孫堅を討った軍）に所属しておりその事で深く自分を責めていたが、蓮華が彼女を許しそれに心を打たれ彼女の部下になった。その後は連華の腹心として行動するが、一刀に対してはかなり真率な態度をとっていた一方、彼への恋心も芽生えていたがなかなかそれを自覚せずにいた。そして連華が彼と関係を持った直後に関係を持つ。

陸遜
声：まきいづみ / やなせなつみ / 同左
真名：穏（のん）
武器：九節棍「紫燕（しえん）」
恋姫†無双（PC）
呉の軍師。冥琳の一番弟子で、抜群の記憶力を誇る。一見気弱でぼんやりしている風に見えるが、対立する冥琳と蓮華との間で巧みに中立を保っている。鈴々いわく「おっぱいお化け」。読書で新たな知識を会得すると性的に興奮するという変わった癖の持ち主。
真・恋姫†無双（PC）
冥琳の愛弟子で副軍師。のんびりとした穏やかな性格のため冷酷な軍略はあまり行使しないが、他に手段があるならば使おうとしないだけであり、軍師としては切れ者である。読書家で、優れた書物に異常な興奮を覚えるという奇癖も持ち合わせている。智謀の将ではあるが、いざとなれば九節棍を武器に戦うことが祭の発言で明らかになる。曰く、当初は胸が邪魔で上手く扱えなかったようだが、すぐに上達したとのこと。ヤキモチ焼きで独占欲が強い。
真・恋姫†無双（アニメ2期）
孫家と袁家の領土問題を巡って美羽や七乃と交渉の駆け引きを行い、その切れ者ぶりを見せている。最終決戦では小蓮の補佐として七乃と共に後続を指揮する。
OVA
聖フランチェスカ学園2年。囲碁部所属で孫権軍軍師。巨乳ポロリ担当。文芸部も掛け持ちでOVA3では学園祭でやおい同人誌を売っていた。
孫呉愛史
本作では当初、呉に所属しておらず小蓮にスカウトされたという設定。なお、彼女のみ一刀との関係を持ったシーンが1コマのみであっさりと終っている。

孫尚香
声：北都南 / ひと美、氷青（『恋姫†夢想』の新規パートのみ） / ひと美
真名：小蓮（しゃおれん）
武器：ハート型の2つのチャクラム「月下美人（げっかびじん）」 / FANZA『天下統一伝』・両刃付きの圏「天下美人（てんかびじん）」（FANZA『天下統一伝』）
恋姫†無双（PC）
雪蓮・蓮華の妹。生意気盛りでおてんばな姫だが、呉の王族としての誇りも持っており、同盟を組んでいた北郷軍が裏切ったとの報を受けた際は、動転している蓮華を置いて、真っ先に先陣を切っている。また、穏たち味方の兵を逃がすために星に一騎討ちを挑むような一面もある。和解後は一刀のことを気に入りアプローチを仕掛けている。蓮華と言い争うことも多いが、仲が悪いわけではない。また、一刀を巡って蓮華と言い争う場面もある。ゲームにおける一刀との出会いはシナリオが変更され公式サイトの紹介とは異なっている。また、公式サイトにシャオ、ホワイトタイガー、パンダが一緒のCGがあるが、ゲームではホワイトタイガーとパンダは登場しない。
真・恋姫†無双（PC）
孫堅の末娘で一人称・愛称は「シャオ」。2人の姉に愛されている孫家の姫君。雪蓮に似て天真爛漫でお転婆だが、孫呉再興のために軍を率いることもある。人懐っこく好奇心が強い行動派であり、子供扱いされることを嫌っているが、稚拙な言動を見せることもある。ホワイトタイガーとパンダは本作でゲーム初登場。
恋姫AC、恋姫†演武
プレイアブルキャラクターの1人。『恋姫AC』ではVer 1.2で追加。
恋姫†無双（アニメ） - 真・恋姫†無双（アニメ2期）
城での生活に退屈して国を飛び出すものの、無計画な出費ですっかりお金を使い果たしてしまう。そして茶屋で無銭飲食をして揉めことを起こしている時に出会った愛紗たちと一緒に旅をすることになる。アニメ2期では孫家と袁家の領土問題の使者として穏と明命を連れて美羽のもとを訪れた際、愛紗と再会する。また、祭と仲がよく雪蓮と冥琳を仲直りさせるための祭の企みに協力している。最終決戦では最終防衛ラインを担当していたが、麗羽指揮する増援の一員として戦う。
見た目と裏腹に武芸にも秀でており、弓の腕は中々のもの。貧乳であることを気にして鈴々と張り合っているが、乳の感度には自信があるらしい。
OVA
聖フランチェスカ学園1年。囲碁部所属で孫権軍武将。
孫呉愛史
当初5人しかいない呉を救うという名目で別行動をとっており穏と亞莎をスカウトしたが、直後に思春につかまってしまう。その後なかなか煮え切らない姉と一刀の2人に触発され穏に作ってもらった薬を飲み雪蓮そっくりな姿になり一刀を誘惑した。ヒロインの中では唯一一刀と関係を持っていない。

大喬＆小喬
声：大小つづら / 結本ミチル / 同左 / 花澤さくら（天下統一伝[FANZA]）
真名：無し
恋姫†無双（PC）
「江東の二喬」と謳われ同時に「大陸で知らぬ者は居ない」と言われるほどの美少女双子。大喬が雪蓮の、小喬が冥琳の恋人だったが、雪蓮の死後は姉妹2人で冥琳の恋人となっている、いわゆる同性愛者である。同盟の証として北郷軍へとやってくるが、冥琳の「一刀を骨抜きにしろ」という命令から一刀に迫ろうとする。だが考えていることが声に出てしまい結局うまくいかないでいる。このシリーズでは珍しく女性化キャラクターではなく正史でも女である。
双子だけあって服装などを除く外見では一見見分けが付かないが、唯一目付きが異なる。
姉の大喬はたれ目で気弱そうに見えるが本音が毒舌に混じっている。また、理由は不明だがいわゆるふたなりである。実は男嫌い。
妹の小喬はつり目で気が強く、一刀に気に入られようとしなくてはならないのに本音をポロっと言ってしまい大喬に注意されている。彼女はふたなりではなく、冥琳の事以上に姉の事が大好きだがその愛は多少歪んでおり、姉を苛めては喜んでいる一方で姉が冥琳を好いている事を懸念している。
『恋姫†夢想』にも登場したが、この作品でもふたなりなのかは語られていない。
なお、真・以降でキャラクター追加がされていく中、逆に削除された珍しいキャラクター。
恋姫†無双（アニメ） - 真・恋姫†無双（アニメ2期）
上記のような設定はあまり描写されず、やはりふたなりについても不明。2人とも孫家に仕えており孫家のマスコット的な存在になっている。ゲーム『真・恋姫†無双』以降登場していないが、アニメのみ『恋姫†無双』のあと『乙女大乱』に再び登場し『真・恋姫†無双』の追加キャラクターと共演した。他にも歌を披露したりしている。
OVA
聖フランチェスカ学園1年。囲碁部所属。水泳大会恒例の画面の隅で歌うアイドル役担当。
真・恋姫†夢想 天下統一伝[FANZA]
雪蓮は健在だが姉妹共に冥琳の愛人になっており、ふたなりでもない。

孫策
声：風音（恋姫†無双〈PC〉）→サトウユキ（真・恋姫†無双〈PC〉） / 櫻井浩美（恋姫†夢想）→米島希（真・恋姫†夢想） / 米島希 / サトウユキ（アプリ）
真名：雪蓮（しぇれん）
武器：少し長めで細身の両刃剣「南海覇王（なんかいはおう）」 / プラゲ『乙女乱舞』・曲刀「夢想悪刀（むそうあくとう）」（プラゲ『乙女乱舞』）
恋姫†無双（PC）
蓮華・小蓮の姉。先代の呉の王。覇王として天下統一を目指し実力も高かったため冥琳などに慕われていたが戦死している。冥琳の回想シーンでのみ登場する。
真・恋姫†無双（PC）
母親（孫堅）の遺志を継いで覇道を進む孫呉の王。武芸もさることながら、驚異の的中率を誇る「勘」の持ち主でもある。奔放な性格だが家臣への面倒見がよく義にも厚い。一方で、美羽などの敵に対しては笑顔で首を刎ねようと迫るといった冷酷な一面も持つ。軍師である冥琳とは強い絆で結ばれている。天下統一を目指す華琳と同じ目的を持っているように見えるが、実際のところ彼女は孫呉の平穏が第一であり「天下」に興味はない。小さい頃から戦場に連れ出されていた影響か、長時間戦闘し、相手の返り血などを見続けていると、暫くの間は興奮が収まらないという困った癖をもっている。呉ルートでは、中盤で華琳の部下が勝手に放った毒矢に倒れるが、他のルートでは最後まで生き残る。なお、魏ルートの華琳は黄巾の乱の頃から、彼女のことを英雄と評していた。雪蓮の方も華琳を強敵とみなしており、敵同士でありながらお互いに敬意を払って字で呼び合う。和平後は他国同士では特に仲良くなり、二人で真名を呼びあいながら酒を酌み交わすことが多い。
恋姫†無双（アニメ） - 真・恋姫†無双（アニメ2期）
こちらでは死なず、天下に覇を唱えるためあらゆる犠牲を払ってでも国家拡充を行うという方針はゲームと変わっていないが、性格は幾分おとなしめ。終盤は華琳と共に反董卓連合の中心人物として活躍し最終決戦では自ら前線に立ち軍を指揮する。
OVA
聖フランチェスカ学園卒業生。孫権の姉。進学も就職もできずゲーム三昧の日々のニート。OVA2ではお留守番でネトゲ三昧。OVA3では自宅の小覇王と称されたニート生活に遂に終止符を打ち、弁当工場の職に就いた。ゲーム版で死亡キャラであるため、何度も死亡ネタを出される。
真・恋姫†無双（漫画）
魏との開戦前に母親の墓参り中に先走った華琳の部下の矢を受けあっけなく命を落とす。妹である連華はこの一件が原因で王になることを拒んでいた。
孫呉愛史
ストーリー前半におけるメインヒロイン。一刀と親密になっていくが、ゲーム同様に毒矢を受ける。しかし、死ぬ間際までそんな気配を見せず魏軍に対し激しい戦いを見せる。死の直前に毒矢を受ける前に一刀からもらった指輪を蓮華に渡す。

呂蒙
ゲーム『恋姫†無双』で北郷軍と呉軍の戦闘に参加した将の一人として名前だけが登場した。面識は無いようだが、愛紗から敵意を向けられる。『真・恋姫†無双（PC）』の亞莎とは別人。

### 董卓軍（漢）
董卓
声：木村あやか / いのくちゆか / 同左
真名：月（ゆえ）
武器：プラゲ『乙女乱舞』・賢者の鉄球「乱舞（らんぶ）モーニングスター」
恋姫†無双（PC）
都を占拠し、悪逆非道を働いた奸賊とされていたが、その正体は優しく儚げな少女。「へううー」が口癖。于吉が放った白装束の軍団によって暴君として傀儡の役目を担っていた。幼なじみの詠だけではなく、恋や霞といった勇将が最後まで董卓軍に付いていたのも、彼女を何とか守ってあげたいという思いから。都の解放後、連合軍に突き出してしまえば処刑は免れないこともあり、幸い北郷軍でも、一足先に降伏して北郷軍に吸収された恋しか彼女の顔を知らなかったため、一刀に引き取られ、保護下でメイドをやることになった。
普段は一刀が注文したメイド服を着用し家事や洗濯をしている。自分を保護してくれた一刀のことを慕っており、一刀のためにお茶を淹れたり、一刀に喜ばれるようなことを考えたりしている。詠とは幼なじみで仲が良く、彼女と共に行動をすることが多い。
真・恋姫†無双（PC）
何進や十常侍たちの権力争いに巻き込まれ、袁紹をはじめとする諸侯のでっち上げの結果暴君呼ばわりされている。
前作では何進によって都に呼ばれていたが、今作では涼州で部隊を率いていたところを張譲に引き入れられている。
蜀ルートでは、反董卓連合軍に敗北し洛陽を占領された後、前作同様一刀のメイドとなる。魏ルートでも蜀に保護される描写があるが、呉ルートでは名前しか登場しない。
真・恋姫†無双-革命-（PC）
『革命』では何進や十常侍の専横を見かね、白湯にも請われた事から自らクーデターを決意し、大粛清を行っている。一方で交通整備などの民政は裏できっちり行っており、粛清が終わった後は自ら命を絶つつもりでもいた。反董卓連合軍の標的も袁家のみだった。反董卓連合軍に敗北した後は作品によってそれぞれ経緯は異なるものの蜀に保護される。立場上、普段は表に出ずメイドをしているが、いざとなれば洛陽にいたころの服で自ら動く事もある。
白月の灯火
都に呼ばれる前、遠征中に黄に追放された一刀を偶然発見し、保護して以後ご主人様兼相談役として側に置く。その後、一刀と共に涼州の腐敗に正面から向き合っていった結果、自分の甘さを認識して戦闘中に素人同然で剣を取って前線に立ち、恋にも認められる覚悟を見せた。その後は恋を加えて苛烈な粛清で涼州の立て直しに見事成功し、直後に起こった黄巾の乱にてその実力を楼杏に見込まれて都に呼ばれる。都でもその腐敗を目にしたことで他シナリオ同様に傾や黄の排除に乗り出そうとしたが、一刀の仲介で傾や黄の真意を知り、楼杏や風鈴も交えた協力体制の元で相国に任じられて都の立て直しを行った結果、曹操や孫堅の台頭までは避けられなかったものの反董卓連合軍が組まれる事もなく漢帝国を再興に導くことに成功した。立場上、メイド服はエンディングでの一幕しか着ていない。他シナリオで着ていた正装は相国に任じられてから着ている。
恋姫†無双（アニメ） - 真・恋姫†無双（アニメ2期）
無印では一国一城の主。善政への意思は強く、見かけによらず民の情勢を知るため頻繁に城を抜け出す行動派。しかし、非力なのに単独行動をしたり、名乗る偽名を全く考えていなかったりと迂闊な面も多い。また、第2期で救出されたあと華琳と雪華に謁見した際、（張譲により利用されただけだったとはいえ）民を苦しめたことに苦悩し懲罰を求めるなど平和への意思や責任感は人一倍強い。
ゲーム版で特徴的だったスローペースな口調は普通の喋り方に変更されているが、これはゲーム版の出来事がなければもう少し外交的な性格になったのではないかと考えたアニメ版の脚本を担当した雑破業の独自解釈によるものである。なお、続編である真の2期にその出来事は発生している。
1期はモブキャラクターとして登場したのみで台詞もなかったが、2期では張譲の策略で洛陽の地下牢に幽閉され、悪政の矢面として利用された。その後、真相を知った連合から派遣された明命、復活た華雄、詠の助けで無事に助け出される。その後、稟や星の機転で風評被害を回避するため、無印時代に名乗っていた「町娘トントン」という扱いで反董卓連合に保護された（表向きには董卓は死亡したことになった）。最終決戦では恋、霞、華雄、音々音の4人と兵士を増援として送る。自身は祈るだけしかできなかったが、それによって詠の心を動かし、巡り巡って猪々子と斗詩や白蓮らを救った。また、エンディングでは詠と共にゲーム版のメイド服姿を披露している。
OVA
聖フランチェスカ学園1年。董卓軍大将。シスター。悪逆非道と呼ばれる。OVA3ではアイスの出店をやっていた。
真・恋姫†無双（漫画）
ゲーム同様にでっち上げの悪者にされているが本作では自分が狙われているという情報を事前に知ったことから密かに詠、恋、音々音の3人と共に城から逃走し黄巾党残党のアジトに身を隠していた所を一刀に保護されている。
この一件からか、黄巾党残党から慕われており赤壁の戦いでは黄巾党残党が伏兵部隊の船を動かしている。

賈駆
声：青山ゆかり / 友永朱音 / 同左
真名：詠（えい）
恋姫†無双（PC）
董卓軍の軍師。眼鏡をかけたボク娘。月の幼なじみで月のことを大事に思っている。都の開放後は、彼女も月と同様に一刀の保護下でメイドをやることになる。『恋姫†夢想』の追加シナリオでは、軍師としての腕を振るっている。
知に優れており、戦術なども一目置かれているが、不運続きで立てた作戦は裏目に出てしまうことが多い。メイドとして働いている時も茶碗を割ったりとドジな部分も多い。月に言い寄る一刀を毛嫌いしているが、月本人はまんざらでもない様子なことに頭を抱えている。とはいえ彼女自身も一刀に構ってもらえないとやきもちを焼くなど、なんだかんだ言いながらも心の底では一刀を慕っている。
1か月に一度超絶的に不幸な日があり、自分ではなく周りの住人を巻き込んで大騒動を起こす。なお、今までに死人は出ておらず、月には一切被害を与えてはいないらしい。
真・恋姫†無双（PC）
前作とは違って、彼女の不幸っぷりは垣間みられない。蜀ルートでは前作同様に月を守るべく共にメイドになるが、今作ではその後蜀軍にメイドとして登用される。また、個別ルートでは前作で振るう機会が得られなかった軍師としての腕を存分に披露する。
恋姫†演武
Ver 2で軍師として追加。天まで届く氷柱を形成する「氷柱（ひょうちゅう）の術」で相手を氷漬けにする。
恋姫†無双（アニメ） - 真・恋姫†無双（アニメ2期）
月の単独行動と下々の諸問題に頭を悩ます中間管理職な役どころ。ドジぶりはなく、月の元へ馬に乗って駆けつけるほど。第1期ではやたらと犬猫を拾ってくる恋には苦言を呈し、第2期では度重なる匈奴戦で疲弊した自国を再興するために張譲を利用しようとするも、逆に月を人質にされて利用されるなど、無印と同様に苦労する展開が多いが、最終的に明命と華雄の援護で無事に月と共に逃げ延びる。その後、荒行で連合の将たちの無事を祈る月に心打たれ、軍師として麗羽と美羽の仲を取り持ち、2つの軍を合流させる活躍を見せた。エンディングでは月と一緒にメイドの格好で給仕をしていた。
アニメでは恋と同じ身長に設定が引き上げられている。
OVA
聖フランチェスカ学園1年。董卓軍軍師。シスター。
真・恋姫†無双（漫画）
月の項目どおり黄巾党残党アジトに身を隠していた際に一刀たちと出会い保護されていた。その後、白蓮に対し自身たちのことのあらましを説明している。

呂布
声：井村屋ほのか / 萩原えみこ / 同左
真名：恋（れん）
武器：「方天画戟（ほうてんがげき）」 / プラゲ『乙女乱舞』・忍び刀「恋姫忍者刀（こいひめにんじゃとう）」
恋姫†無双（PC）
戦場では文字通り無双の強さを誇る武将。虎牢関で待ち構え愛紗と鈴々が2人がかりでも互角に渡り合っていたが、朱里の策で捕獲。その後、自分の家に住んでいる動物たちの保護と、動物たちの餌代をもらえるという条件で北郷軍に加わっている。
本来は普段はぽややんとした天然系で、犬猫と遊ぶのが大好きな少女。人とのコミュニケーションを取ろうとせず、ほとんどの場合、頷くか首を振るかでしか意志を表さない。戦闘能力は1人ずつの試合をした際も愛紗、鈴々、馬超を立て続けに倒し、その連戦後、趙雲が疲労の極に追い込んでようやく勝てたほどの武を誇るが、将として人を率いる能力が皆無。また、マイペースで仕事をすっぽかして昼寝をしたりと愛紗を悩ませる事もしばしば。愛馬ならぬ愛犬の「セキト」がいる。なお、董卓軍にいたのは成り行きだったらしい。
真・恋姫†無双（PC）
黄巾の乱時点では官軍の将として音々音と共に何進に仕えている。農民上がりの黄巾兵だったとはいえ、3万の軍勢をたった一人で殲滅した。
前作では仲間になってからは戦場には出なかったが、今作では蜀将として戦場に立つこともある。彼女がいる事を示す真紅の呂旗が翻るだけで敵兵が恐れおののいて士気が一気に下がり、一時退いて軍師たちが作戦を立て直さざるを得なくなるほど。史実と異なり、蜀ルートでは最後まで蜀軍と行動を共にする。しかし一刀がいるかいないかで桃香たちとの信頼関係が違っており、一刀への依存度が高い。普段はボケーっとしていて何を考えているか分からないが、自分が空腹であるにもかかわらず部下たちにご飯を譲るなどの思いやりのある行動や、華蝶仮面になった星の正体を見抜くといった状況を理解する行動を見せる。また、飲み込みが早いのか、やり方を見ただけで軍人将棋で詠を負かしてしまっている。萌将伝によれば朱里や雛里などにも勝っていたらしく、曰く天性の勘だけで動かしているので、軍略に長けているほど恋の手は読みにくくて戦いにくいとの事。前作同様、愛犬のセキトは健在。一人称は鈴々同様、真名を名乗っている。また、セキト以外にも戦乱で取り残された動物たちを保護しており、虎やカバ、サイなどもいて恋が治める城はさながら動物園状態になっている。しかし、この動物たちが財政を圧迫して音々音らが頭を悩ませている。一刀から動物園の話を聞いても恋自身は動物たちを見世物にすることには否定的。
真・恋姫†無双-革命-（PC）
3では月との絆が強調されていて、袁術に徐州で月が人質になっていると吹き込まれ、悪鬼の如く周辺の兵を蹴散らしながら徐州に迫り、そのまま説得も通じず桃香の軍に襲い掛かってくる（この時の戦闘パートは全作品中でも屈指の難易度を誇る）。誤解が解けてからは音々音と共に桃香の軍に加わる。
恋姫AC、恋姫†演武
プレイアブルキャラクターの1人。
恋姫†無双（アニメ） - 真・恋姫†無双（アニメ2期）
とある町の近くで拾ってきた大量の犬を養うため、町人に食べ物を貢がせていた。町に依頼された愛紗たちとの一件以降は月の妙案により月に仕える事になった。2期でも引き続き月に仕えていたが、月の幽閉後は洛陽近郊にて奴隷の見張りに従事。その後『反董卓連合』を迎え撃つために氾水関に布陣するも、やりたくない仕事に精神的に疲弊していた。しかし真桜製作の月からくりと音々音の一芝居で事態を察知し、関を解放。連合に降った。その後、連合の一員として最終決戦に参加、霞と共に伏兵部隊の先鋒として活躍した。
愛紗、鈴々、星を一人で圧倒したり、巨岩を軽々と移動させたりと化け物並みの強さは健在。さらに犬たちの餌代を稼ぐためにメイド飯店の店員をしてみたりという一面を見せている。美羽が治める町を訪れた際には、市街の活況具合から領主の技量を推察する鋭い洞察力の一端を見せ、ゲーム版以上に論理的である。
OVA
聖フランチェスカ学園1年。董卓軍武将。学園のマスコット。犬の赤兎（せきと）を連れている。生物の可愛さ基準は足の数であり、OVA2大暴れした島の守り神のタコを気に入り、OVA3ではすっかり手懐けていた。
真・恋姫†無双（漫画）
たった1人で黄巾党残党を圧倒しアジトに身を隠すきっかけを作った。その後、黄巾党残党の情報を聞いた一刀たちと出会いお腹がすいている状態で愛紗と鈴々の2人を圧倒した後、食事の条件を進められる形で愛紗たちの仲間になった。
セキトの存在は不明だが方天画戟の石突部分にセキトを模したマスコットをつけている。また、本作ではお団子好きらしくたびたび食べている描写がある。
呂布【暗影】
表記名：闇呂布
武器：方天戟（銘不明）
真・恋姫†夢想 天下統一伝[FANZA]
女媧が生み出した恋の影。2021年ビッグアップガチャにて初実装。戦うために生み出された者として勝利だけが存在意義とし、戦場に仲間は不要としている。故に主人公と恋姫の支え合う姿に戸惑いが芽生え、彼らの強さの根本を知りたがる。
約1年後の2022年3月10日にアプリはサービス終了となり、彼女はメインストーリーに登場することはなかった。

張遼
声：AYA / 茂呂田かおる / 同左
真名：霞（しあ）
武器：「飛龍偃月刀（ひりゅうえんげつとう）」
恋姫†無双（PC）
恋と共に虎牢関で待ち構えていた董卓軍の客将。関西弁で話す。仲間のことを「呂布ちん」「賈駆っち」など、独特の呼び方をする。恋の代わりに戦闘の指揮をしていたが敗北。戦闘で部下の命を助ける代わりに曹操軍に降り、華琳に自分の体を汚さないという条件で魏の将軍となる。恋と舞うように戦っていた愛紗に惚れている。魏の将軍として愛紗と対峙し、彼女と同じ青竜刀を拵えて挑むが破れ、そのまま一刀の配下となる。本来は一騎討ちに価値を見出す武人気質だが、指揮官としても有能であり、その用兵は「神速」と名高い。
真・恋姫†無双（PC）
董卓軍の勇将。本作では前作ほど愛紗に執心しておらず、春蘭との一騎討ちを経て魏軍に降った後は、物語の最後まで魏に籍を置くこととなる。史実の張遼と違い、魏仕官後は特に凪と仲が良い。前作同様、得物は愛紗の青龍偃月刀を模した偃月刀。この武器にはこだわりがあるらしく、真桜が修理のついでに強化した際、勝手に形をいじった（強そうだからと龍の角を増やした）ことに対して激怒し、口論になっている。しかし、その後の『英雄譚』で青龍偃月刀にも角が一本増えていた事に気づいて複雑そうにしていた。
恋姫†演武
Ver 2にてプレイアブルキャラクターとして追加。
恋姫†無双（アニメ） - 真・恋姫†無双（アニメ2期）
用心棒で日銭を稼ぐ流浪の剣客。借金取りの用心棒として翠・鈴々・季衣の3人と互角に渡り合うが、雇い主が人質を取ったため、興を削がれて去っていった。第2期では度重なる匈奴の侵攻で戦続きの董卓軍に興味を持って合流。しかし、軍が張譲配下となったため、洛陽に駆り出されて戦ができず、飲んだくれの毎日を送っていた。董卓軍の武将が次々と投降する中、武人と戦いたい欲求から最後まで抵抗し、愛紗との一騎討ちの末に敗北を認めて降り最終決戦では恋と共に伏兵部隊の先鋒を担うことになった。その後、愛紗のもとなら仕えてもいいともとれる発言をしたり、積極的に愛紗にアプローチを仕掛けるなど、PC無印版同様、彼女に対してかなり惚れ込んだ模様。
軽い戦闘狂だが、用心棒の仕事がない時はメイド飯店で働くなどこだわりはないようである。本人曰く巷では「泣く子も黙る遼パイパイ」として知られているとのこと。
OVA
聖フランチェスカ学園3年。公孫賛軍武将。町の暴れん坊。OVA2でも出番が少ないので、冒頭の船上で華雄と一緒にタイタニックごっこをしていた。OVA3では悪人リョウパイパイ役で劇に登場。桃香たちのメイド喫茶で愛紗を指名するなど、愛紗に惚れ込んでいる所は変わらず。
真・恋姫†無双（漫画）
仕えていた月たちが城から逃走したため華雄と共に山賊まがいの行動をしており呉に強襲を仕掛ける。
その後、経歴は不明だが魏に合流しており赤壁の戦いでは思春と対決することになる。

華雄
声：芹園みや / 西沢広香 / 同左
真名：猫（まお）
武器：「金剛爆斧（こんごうばくふ）」
恋姫†無双（PC）
汜水関を守っていた董卓軍の猛将。真名は不明。自分の力に誇りを持っており、詠の立てた篭城作戦も快く思わず正面から衝突した。愛紗との一騎討ちを行ったが、自分の力に驕りがあったせいで愛紗に斬られ討ち死にする。
唯一戦場にて討ち死にしたことで、そのことをアニメの本編や次回予告でネタにされている。
真・恋姫†無双（PC）
蜀ルートでは前作と同様に汜水関での戦いで討ち死にするが、呉・魏ルートでは生き延び、放浪の身となった美羽、七乃と共に袁術軍の将として再登場する。ただし、賊軍として討伐されており、その後は不明。漢女ルートでも麗羽らと行動を共にしており、貂蝉や卑弥呼と互角に闘う戦闘力を見せる。どちらにせよ扱いは薄く、公孫賛と違い本作でも味方武将としては戦闘には参加せず真名も設定されなかった。
萌将伝
一応名前だけ出ているので生存はしているようではあるが、華雄という名前を出しても誰も覚えていないという、従来よりもさらに酷い扱いをされる。一応、一刀は華雄のことを覚えているようであるが美羽や七乃と違って本作においても男女の関係になることはない。そのためファンから反感を買う要因の1つとなった。
白月の灯火
本作でついに真名が明かされた。その際、霞から「お前、真名あったんかいな〜!!」とメタに近いツッコミと共にその場の全員から驚愕された。また、サイドストーリーで初のメインヒロインになり、一刀とも関係を持っている。そのストーリーの最後で愛紗を見るとなぜか激しい頭痛に見舞われたため、一騎打ち（女子力自慢対決）を挑むが返り討ちにされた。
恋姫†無双（アニメ） - 真・恋姫†無双（アニメ2期）
匈奴戦で疲弊した部隊を逃がすべく殿を務め行方不明となり、長らく回想とエンディングに登場したのみであったが、第2期の終盤にて復活し明命、詠とともに月を救出。連合に合流し最終決戦では沙和と共に伏兵部隊の第2陣を担った。
ゲーム版では黄巾の乱時点で官軍の将として何進に仕えているが、アニメ版では始めから董卓に仕えている。なおアニメ第2期では前述の通り、自軍を助けるために生死不明になるなどハードな展開を見せつつも、実は匈奴たちと戦いを通じて親睦が深まり、一緒に生活していたというほのぼのオチだった。他にも予告篇で声優ネタである鈴々のモノマネを披露したり、他キャラクターのパロディで登場したり、果ては露骨な死亡フラグを出して堂々と生存したりとネタキャラ化しつつあるが、脳筋キャラだったゲーム版に比べれば、主の悪評の真意を確かめるために物乞いに変装して探索活動を行うなど、賢く脚色されている。
OVA
聖フランチェスカ学園3年。董卓軍武将。シスター。相変わらず早死にキャラとして弄られる。OVA3では正義の味方・華雄仮面役で劇に登場。
真・恋姫†無双（漫画）
雪蓮と異なり存命状態で月たちが行方不明になっていたため霞とともに残党勢力を集め山賊まがいの行動をしている。
撤退後の境遇は不明。
真・恋姫†夢想〜乙女乱舞〜（Mobage・GREE）
物語のキーパーソンを担い、他のヒロイン同様に主人公の恋人でもあって据え置き機作品よりかなり優遇されている。どこにも仕えず三国締結後の大陸を放浪しては年に一度（周年記念企画）は主人公の下に帰る。また、真名は霞には預けてはいるものの、呼ばせない理由が出自にある模様。
実は貂蝉や卑弥呼同様に外史を渡る者である事が語られるが、記憶を持ち越せないのか自覚を持たず、他の恋姫シリーズでも同一人物なのか不明。前述通り、白月の灯火では愛紗に討たれた記憶が残っているような描写がある。

### 袁紹軍
袁紹
声：このかなみ / 加藤雅美 / 同左
真名：麗羽（れいは）
武器：「袁家の宝刀（えんけのほうとう）」 / FANZA『天下統一伝』仮想用「ダクネスブレード」
恋姫†無双（PC）
名家の誉れ高い袁家の当主。北郷軍へ大軍を引き連れて侵攻してきたが、誰もが認めるほどの無能さもあり敗北。袁家は滅亡し自身は逃亡することになる。その後、猪々子の話した南の黄金郷の話に真を受け、主従三人で珍道中を繰り広げることとなる。
金髪縦ロールのお嬢。大層の自信家でかなり浮世離れしている。猪々子が適当に言ったことを真に受けることも多い。自分から何もしようとせず部下任せにしている。袁家崩壊後も浪費癖が激しく斗詩を困らせている。猪々子と斗詩と喧嘩することもあれど信頼はしている。キャラと髪型が被っている華琳とは犬猿の仲で小娘呼ばわりしているが、周りの人間からは同族嫌悪だと思われている。妙に悪運が強かったりする。
真・恋姫†無双（PC）
本作では董卓軍討伐後に魏と対決して大敗し、猪々子たちと共に逃亡する。蜀ルートでは一刀たちの国に隠れていた所を保護され、以降は一刀たちに賓客（と本人は思い込んでいる）として扱われる（＝隔離される）ことになる。隔離されるのはイベントパートの話で、戦闘パートでは3人とも参加させることが可能。魏ルートでは最後に天和たちアイドルユニットの下働きとして、猪々子たちと共に登場する。通称「愛すべきお馬鹿」。
家柄を鼻にかけ、何かと高飛車な言動を繰り返す。一方で、部下である猪々子や斗詩、そして古くから付き合いのある華琳には真名で呼ぶことを許している。特に華琳は、家柄や地位が劣っていることを馬鹿にする描写はあっても敬語を使わないことを気にしている描写はない。
なぜか賭け事には強いらしく、蜀ルートの競馬大会でルールも良く判っていないながら全レースで賭けた馬が勝っている。他にも美羽の仕掛けた罠を全て無意識に回避するなど、極端なまでに悪運が強い。
今作発売前の公式ホームページの人気投票では、その他旧キャラ部門予選最下位。
真・恋姫†夢想-革命-（PC）
『劉旗の大望』では魏と対決して大敗し、桃香のいる徐州に逃げてくるところまでは大体同じだが、敬愛する空丹を桃香が保護していたことから、桃香を見直して仲良くなったことで特にわだかまりなく食客として迎え入れられる。しかし、蜀建国後も屋敷を採算度外視で大改装しようとしたり、町で騒動を起こしたりととにかくトラブルメーカーで真直や他の蜀将が頭を抱えている。特に白蓮は真っ先に巻き込まれて縛られたりと散々な目にあっているが、何だかんだで温泉に付き合ったりと仲は悪くはない。競馬の強さも変わらずで、出禁まで喰らっている。一方でその歯に衣着せぬ物言いや態度が逆に功を奏し、益州からの難民受け入れに苦慮していた桃香に考えていても誰も言いだせなかった益州攻めを提案、決断に踏み切らせた。
恋姫†無双（アニメ） - 真・恋姫†無双（アニメ2期）
客人である桃香一行を宴でもてなしたり、白蓮が治める土地の領民へ条件つきながら糧食を提供するなど良識的な場面が多く、ゲーム版で特徴的だった理不尽な身勝手さや鼻につくような言動は、控えめに描かれている。黄巾党討伐には参加せず、シリーズを通してコメディリリーフ的な立ち位置であった。第2期では北伐の対応への叱責に激怒して『反董卓連合』を結成させながら、参戦を遅らせて戦わずに手柄だけを得ようとするなど狡賢い一面もあったが、部下思いで涙脆い一面も見せた。
OVA
聖フランチェスカ学園3年。袁紹軍大将。袁家のお嬢様だが学園の3バカと呼ばれるドジっ娘。OVA2で生徒会長になり、皆をリゾートに招待。しかし人望はない。OVA3では文化祭の観客動員数を美羽と張り合うが、最後の最後で自滅。
真・恋姫†無双（漫画）
成果を挙げたいがために月が逃げた際に、白蓮も一緒に逃げたと言って彼女の城を攻め落としたり桃華たちがいた街を（残っている民ごと）焼き払うなど卑怯な面が強調されている。しかし最後は魏の攻撃を受け袁家自体が壊滅する。
孫呉愛史
本編には登場していないが、4話の見開きで美羽と共に華琳、雪蓮、一刀に踏みつけられている。

文醜
声：紫華すみれ / 神崎ちろ / 同左
真名：猪々子（いいしぇ）
武器：大剣「斬山刀（ざんざんとう）」
恋姫†無双（PC）
袁紹軍の双璧の一人。北郷軍との戦いで敗北後、麗羽に怒られることを恐れ、南の方にある黄金郷を目指して斗詩と共に（後に麗羽も合流する）旅することになる。
無鉄砲で自身が馬鹿だと言われたことに気づかないお気楽でポジティブシンキングの持ち主。本意でなくても本音が出る性格で、発言する度に麗羽のプライドが傷つくことになる。斗詩とは北で馬賊をやっていた頃から幼なじみの親友同士で「文ちゃん」と呼ばれている。髪は緑、プロポーションは「おまけみたいなもの」レベル。かなりの大食いで、麗羽の浪費癖に続いて彼女の食費にもお金がかかっている。
真・恋姫†無双（PC）
本作では麗羽と共に保護される。前作同様大飯喰らいで、互いの素性を知る前に会った季衣とは意気投合、互いの素性を知ってからも「いっちー」「きょっちー」と呼び合っている。また鈴々とも、同じく大飯喰らい同士で仲が良い。一刀のことを「アニキ」と呼ぶ。斗詩のことは親友以上に思っており、よく「あたいの斗詩」と呼んでいる。
恋姫†無双（アニメ） - 真・恋姫†無双（アニメ2期）
斗詩と二人で麗羽の側近として仕え、時に言い争うことがあるも、麗羽が他人に対して優しさを見せた時は心底喜ぶなど、敬愛しているのが本音のようである。
OVA
聖フランチェスカ学園2年。袁紹軍武将。袁紹の取り巻き。

顔良
声：青井美海 / 羽月理恵 / 同左
真名：斗詩（とし）
武器：大槌「金光鉄槌（きんこうてっつい）」
恋姫†無双（PC）
袁紹軍の双璧の一人。浮世離れした麗羽と、お気楽極楽な猪々子に挟まれ、常にため息をつく苦労人。珍道中の最中も二人に振り回されながらも付いてきている。
ボブカットの青い髪で、出る所は出ている。他の二人がお金を稼ぐことができないため、おもに給仕の仕事でお金を稼いでいる。また、料理などを作るのも彼女が担当している。人付き合いが良く、朱里や秋蘭など他の国の武将とも仲が良くなったりする。本来は小回りの利いた攻撃法を得意としているのに、大金槌を得物にしているのは、猪々子から強そうだと勧められたから。
真・恋姫†無双（PC）
本作では麗羽と共に保護される。これまで同様、麗羽と猪々子に振り回される苦労人。猪々子のことを真名ではなく「文ちゃん」と呼んでいる。また、一刀のことは「ご主人様」と呼ぶ。
恋姫†無双（アニメ） - 真・恋姫†無双（アニメ2期）
アニメでは知力34へかなりの拘りがより強調されており、間違った知力評価に対して事ある毎にツッコミを入れる。真・恋姫†無双ではオリジナル設定の知力34が読書によって知力36にバージョンアップしていたり、麗羽の個人情報を気味悪いほど熟知していたりと、袁紹軍の中で脚色が一番多いキャラクターである。
OVA
聖フランチェスカ学園2年。袁紹軍軍師。袁紹の取り巻き。やたらお腹のたるみ具合をネタにされる。

### その他
公孫賛
声：AYA（恋姫†無双〈PC〉）→柚木かなめ（真・恋姫†無双〈PC〉） / 茂呂田かおる / 河原木志穂 / 柚木かなめ（ブラゲ）
真名：白蓮（ぱいれん）
武器：「普通の剣（ふつうのけん）」
恋姫†無双（PC）
一刀がこの世界に来た直後に県令を務めた街（幽州啄郡啄県）の近く（遼西郡）に住む地方領主。初めはその肩書や新興勢力である故に他の勢力から懐疑的に見られたり、見下される事が多かった一刀や北郷軍に対し、当初から友好的に接し、正当に評価した上でそれなりに認めていた数少ない人物。黄巾党との戦いや董卓軍討伐の際にも参加し、華琳と麗羽の仲介役などを務めていた。董卓軍討伐後に、幕間で袁紹軍に攻められて死んだという一文のみで彼女の死が語られている。本作では真名がなかったため字の伯珪で呼ばれることが多かった。
真・恋姫†無双（PC）
幽州太守。真名は本作で初めて設定された。武器も設定されたがその名は「普通の剣」。前作では麗羽にあっさり滅ぼされて戦死してしまったが、本作では麗羽に自国を滅ぼされた後、蜀に逃げ込んで食客扱いとなる形で生き延びる。以後は蜀で騎馬隊を率い、武将の1人に準じた活躍をするようになる。ただし、後に麗羽が魏に滅ぼされて蜀に転がり込んで来ると、その面倒見をする羽目となるなど、前作にもまして貧乏くじを引かされる羽目にもなっている。
常に白馬に乗るため「白馬長史」の二つ名を持ち、競馬大会では翠と互角の腕を見せるほど。本編で本人の武力が目立つことはなかったが、『英雄譚4』の描写では一般人の中では圧勝だった程度の一刀では相手にならないぐらいの実力はあるようである。
発売前の人気投票ではその他旧キャラ部門予選1位の恋に次いで2位となっている。
恋姫†無双（アニメ） - 真・恋姫†無双（アニメ2期）
太守として領地周辺の賊退治に専念し、本人は「白馬将軍」として売れて来ていると自負しているが、星や鈴々、果ては巷の民衆から実の親にまで影が薄いが故に劇中で弄られた上に、予告編で死亡フラグまで立てられている。親友だった桃香にさえ真名を忘れられ、何度も「パイパイちゃん」と間違われるなど、すっかり「不幸」と「ネタ」のキャラ設定が定着。『反董卓連合』でも確たる紹介もなく普通に参戦し、視聴者への説明役である講釈師や公式HPのあらすじ紹介 でも「他一名」と省略され、挙句の果ては最終話で兵への号令を噛んでしまい、雑兵役のデクから「残念」と言われる始末だった。演じる声優の個性が半ばネタとしてキャラクターに逆輸入され、TV本編の次回予告やOVAの特典映像などで強調されていくことになる。映像特典では真で真名がついたことに喜んでいた。
OVA
聖フランチェスカ学園3年。公孫賛軍大将。影が薄いキャラクター。OVA2でも影が薄いのでバスに乗り遅れ、劇中のポロリも無し。
真・恋姫†無双（漫画）
2話で黄巾党の襲撃を受けた村を救う際に初登場しそこで再会した桃香たちを自分の軍に迎えるも桃香のみ戦には出さなかった。これは心優しい彼女の気持ちを汲んだからで最終的に軍設立のための手伝いをし彼女と別れたが、その後袁家に濡れ衣を着せられてしまい桃香たちの下へ亡命した。

貂蝉
声：夕凪咲巳 / 若本規夫 / 同左（OVAのみ）
恋姫†無双(PC)
洛陽の街で出会った自称「踊り子」。マッチョな肉体にピンクのビキニパンツのみを着用したオカマ。白装束の集団に家を壊されたことで大暴れをし、白装束の集団と戦った縁から一刀たちについて来ることになる。戦闘力はすさまじいが、いろいろな意味で精神的な破壊力もすさまじい。一刀に気がある発言をするが、一刀からは冷たくあしらわれている。また、北郷軍の軍議に混じっていることがある。
真・恋姫†無双（PC）
天から降ってきたマッチョな漢女（おとめ）。漢女道亜細亜方面継承者。前作の貂蝉とは同一人物。ご主人様（一刀）を探し、華佗や卑弥呼と共に大陸中を旅する。卑弥呼とは戦国時代からの知り合い。漢ルートにのみ登場するが、魏ルートにも存在を匂わせる描写がある。
真・恋姫†無双（アニメ1期）
第1期の第三席から第七席にモブキャラクターとして背景中に登場している。声付きとしてはOVA版のみ登場。
OVA
聖フランチェスカ学園学園長。ホモ。OVA1のみ登場。生徒会長選の勝者には問答無用で貂蝉のキスが待っている。OVA3では銅像だけ登場した。

左慈
声：氷河流 / 緑川光 / 登場せず
聖フランチェスカ学園の歴史資料館から古い鏡を盗み出し、一刀がこちらの世界に来ることになった発端の事件を起こした人物。その際は聖フランチェスカ学園の制服を着て学生を装っていた。道士だが蹴りを主体とした体術を使いこなして、一刀を圧倒し、愛紗と互角にやり合うほどの腕を見せる。一刀から言わせると、蹴りには殺意がこもっているらしい。異世界に来た後も一刀を敵視し、その命を狙い続け暗躍している。

于吉
声：ジャック・クラウド / 子安武人 / 同左
恋姫†無双（PC）
左慈と共に行動する道士。傀儡と呼ぶ白装束の者たちを操り、数々の武将を唆し歴史の裏で暗躍している。けして表に出ることはないが、その知略は侮れない。
真・恋姫†無双（アニメ1期） - 真・恋姫†無双（アニメ2期）
アニメ版では、無印では登場せず、真・恋姫†無双（アニメ1期）にて初登場することとなる。
アニメ版における2大事件である「黄巾の乱」および「董卓の悪政」の2つの事件を陰で操っていた黒幕。『真・恋姫†無双』（アニメ1期）では謎の妖術師として張三姉妹の前に現れて『太平要術の書』を与え、2期では宦官の張譲と手を組んでいた。目的は三姉妹の欲望や張譲の悪政によって人心を乱して「太平要術の書」の力を高めることであり、その真の目的は始皇帝の陵墓内に眠る「兵馬妖」を復活させるためだった。後に役目を終えた張譲をネズミに変え、兵馬妖を用いて洛陽攻略を謀ったが、三国の英雄や軍師たちの奇策、桃香の持つ竜神の剣の前に敗北。于吉は塵と化して消滅し、「太平要術の書」も華陀により封印された。
服装はPC版と異なっている。

管輅
恋姫†無双（PC）
愛紗と鈴々に乱世を収める「天の御遣い」の予言をした占い師。名前だけが登場。
真・恋姫†無双（PC）
前作同様に「天の御使い」の予言をし、名前だけが登場するのも変わりない。ただし、前作と違ってこの予言は大陸中で噂されており、本人はエセ占い師として名が知られている。
小説版
ゲーム本編において「天の御遣い」の予言をした人物本人で、自称・大陸一の占い師（ただし「当たるも八卦」くらいとのこと）。見た人が見惚れるほどの綺麗な瞳をしており、月琴を弾きながら旅をしている。「流れ星に乗ってやってきた」と発言しているとおり「三国志の世界」の住人ではなく、世界を監視する立場にある存在。于吉のことをボケとよんで嫌悪感を語っている。また、一刀とも何かしらの接点があるらしく、彼のことを「私が選んだ切り札」「会うのは初めてだが良く知ってる」と語っているが、一方で理由は不明だが顔を合わせたくないらしい（そもそも容易に合えるわけではないらしく、魏の面々と謁見した時一刀だけが彼女の姿を確認できず「誰もいない場所に話しかけてる」と感想をもらしている）。
しかし、魏書・外史においてついに一刀の前に姿を現し、迫りくる「外史消滅の危機」を警告した。

及川 佑（おいかわ たすく）
本編に登場する、一刀を除くと唯一の現代日本人。前作『春恋*乙女 〜乙女の園でごきげんよう。〜』にも登場した主人公の悪友「及川佑」その人。聖フランチェスカ学園の学生で一刀の友人。関西弁で話し、一刀を「かずピー」と呼ぶ。本編開始時に「デートのついで」に宿題のレポートを書くため、一刀を歴史資料館に誘う。その資料館で、一刀は初めて左慈と邂逅することになる。
真・恋姫†無双（PC）
呉ルートの冒頭にて名前のみが出ており、その頃一刀は彼と遊んでいたことが綴られている。
漫画版（アンソロジーコミックシリーズ）
ゲーム本編より出番が増えており、しばしばネタキャラの扱いを受けている。

## 真・恋姫†無双（PC）から登場

### 蜀
劉備
声：安玖深音 / ? / 後藤麻衣
真名：桃香（とうか）
武器（デザインは共通）：ゲーム・宝剣「靖王伝家（せいおうでんか）」 / アニメ・宝剣「龍の爪（りゅうのつめ）」/ プラゲ『乙女乱舞』・勇者の剣「恋姫（こいひめ）ホーリーソード」
真・恋姫†無双（PC）
義姉妹の契りを交わした愛紗・鈴々と共に世を救うために立ち上がった少女で、後に皆に推されて蜀漢の王となる。長姉の筈ながらドジっぷりから「天然」と評されている。お人好しで情に脆いが、他国の王が武にも長けている一方で彼女自身の腕はそれほどでもないどころか下手すると一刀以下の素人なので王の資質を疑われることもある。しかし、武と勇に長けた曹魏や血と誇りの孫呉に対し義と情をもって諸国の武将や軍師を取り込むカリスマ性は他国と鼎立を生む国を興すほどである。自身よりも家臣に気を配る気質が蜀の結束力を生み出す原動力となっている。普段から天然惚けの面が目立つが、頑固で強かな一面も持つ。乱世の中でも戦よりも義と和による解決を望む姿勢は華琳や雪蓮、蓮華とは（一刀が蜀に所属していない場合は一刀とさえ）真っ向から相容れず、逆に反感を持たれてしまっている。他国の大半の人物からは腹黒と思われているが、余程の事情がない限りは本人にそんな気は全くなく、至って善意で動いている。しかし、華琳だけは雪蓮をはじめとした現勢力の中では彼女こそが自分と並びえる最大の強敵であるとみなしている。実際に魏ルートでは赤壁の戦いで敗れた呉の勢力も纏めあげた最後の敵となる。
今作発売前の公式ホームページの人気投票では3位と、新しく追加されたキャラクターで唯一ベスト3入りを果たしている。
真・恋姫†無双（アニメ1期） - 真・恋姫†無双（アニメ2期）
偽劉備に奪われた家宝の剣を取り返すため桃花村を訪れ愛紗らと出会う。旅をする中で絆を強め、鈴々の承諾の下、愛紗の姉を宣言した。宝剣は無事取り戻せたものの、とある村を賊から守った際に桃香が起死回生の手段に用いて再び行方知れずとなり、2期からは賊から守った村で発掘された龍の爪を使用している。理想主義な一面はあるが機転を利かして窮地を脱するなど、ゲームに比べれば行動的で無鉄砲なところがあり手先が器用。何進の治療薬を探す旅では“南蛮象之臍之胡麻”を探すチームとなり鈴々、朱里、蒲公英、途中で加わった焔耶の4人と旅をして、最終的には南蛮勢を引き連れて桃花村に帰還し“反董卓連合”に参加。愛紗を諌めたりと姉としての貫禄が付きつつある。
なお彼女の服は、それまで着用していた服を山賊に破かれた際、愛紗から自身の予備用として買ったばかりの服を贈られたというアニメ独自の設定がある。1人旅の時に“筵を背負い草鞋を腰に下げる格好”をしたり、親から「阿備」と呼ばれ川へ突き落とされたりと、正史や演義の設定や逸話が脚色されつつもキャラクターに取り込まれている。
OVA
聖フランチェスカ学園2年。関羽と張飛の義理の姉。うまいだ棒が好き。海外旅行が当たるが、搭乗した飛行機が墜落し行方不明に。しかしニャンバン族の新入りとして結構楽しく生活していた。ピーチアーベルシスターズのピーチレッドに変身する。
真・恋姫†無双（漫画）
ゲーム同様に一刀のことを天の御遣い様と呼んで慕っている。一刀と魏で別れた後、愛紗同様に一刀の不在からか表向きは気丈にふるまっているがたびたび悲しそうな表情を見せている。

鳳統
声：九条信乃 / ? / 後藤邑子
真名：雛里（ひなり）
武器：巨大な巻物
真・恋姫†無双（PC）
朱里と並び「鳳雛」と称せられる名軍師。朱里とは親友同士で共に水鏡先生の塾で学び、そして共に蜀に身を投じる。かなり内気でおどおどしており、慌てると「あわわ」と口走るところから「あわわ軍師」と呼ばれている。軍師としての腕は朱里に勝るが、内気な性格からあまり前に出ようとしないため他国には朱里ほどには知られていない。一部のルートではフリフリのエプロンドレス姿を披露する。
萌将伝
エッチシーンが描かれずファンから反感を買う要因の1つとなった。一方、軍師たちが主に参加した知を競う将棋大会では相手の十手先まで読む凄まじい先見性を披露し、八手先まで読める朱里、九手先まで読める冥琳という強豪を抑え、軍略の天才たる所以を見せつけた。
恋姫AC、恋姫†演武
軍師の1人。鎖を使った「連環の計」で相手を縛り上げる。
真・恋姫†無双（アニメ1期） - 真・恋姫†無双（アニメ2期）
身寄りを亡くして水鏡先生に預けられていた。引っ込み思案で、当初水鏡の元を訪ねてきた朱里を避けていたが、その後真名を預けるほどの仲になり再会を約束した。ゲームより幼く描写されており、幼いが故の不器用さが朱里とは対照的に描かれている。
桃香たちとは最終話のエンディングで璃々と共に合流。軍師としての一面は描かれなかった。
OVA
水鏡塾で朱里と友達だった少女で、学園に転校して来るため、下見を兼ねて学園祭に来た。人見知りが激しいが料理は得意。
あまり活躍シーンがなかった本編とは異なり、OVA3では彼女がメインになっている。
真・恋姫†無双（漫画）
朱里と同じく慌てて舌をかむシーンが度々出てくる。

馬岱
声：青葉りんご / ? / 青葉りんご
真名：蒲公英（たんぽぽ）
武器：片鎌槍「影閃（えいせん）」
真・恋姫†無双（PC）
翠の従妹で、翠を「お姉さま」と呼び慕う。翠と異なり、サイドポニー気味に髪をまとめている。初心な翠に対してませた性格をしており、水浴びをしていて全裸だった一刀を見ても動じず逆にまじまじと観察していた。雛里に「天性のイタズラッコ」と評される通りの悪戯好きで、戦場でも罠を仕掛けて焔耶や美以を捕らえている。そのため、同じく悪戯好きな星の事も「星姉さま」と呼んで仲が良い。その分、武力では五虎将や恋のようなトップクラスには一歩劣る上に鍛錬も嫌う。鈴々同様に一人称として真名（平仮名で「たんぽぽ」）を名乗ることが多い。何かというと「ここにいるぞ！」と声を上げ、他者がこのセリフを言うと「それは私のセリフなのに」などと突っ込む。
真・恋姫†無双（アニメ1期） - 真・恋姫†無双（アニメ2期）
武者修行のために翠を頼って桃花村に居座っている。璃々と一緒に悪戯をするなど性格は変わっていない。修行は順調のようで、2期までに体力面では翠と並ぶまでに成長している。何進の治療薬を探す旅では翠から留守番を言い渡されたにもかかわらず桃香チームに無理やり合流し、行動を共にした。“反董卓連合”への参加も、留守番を言いつけられながらも前回と同じ方法で無理矢理参戦したが特にお咎めはなかった。2度ともつづらの中に身を隠して参入し、2度目は手口が同じだったため朱里に呆れられていた。しかしその後つづらは最終決戦における影武者作戦にて重要な役割を果たした。
原作とは異なり戦闘時に鉢巻をしない。
OVA
聖フランチェスカ学園1年。白蓮と串刺しマジックをすることに。この世界でも翠と従妹なのかは不明。
戦国†恋姫X
回想シーンに登場。

厳顔
声：白井綾乃 / ? / 荒井静香
真名：桔梗（ききょう）
武器：剣と弩弓が合体した武器「豪天砲（ごうてんほう）」 / FANZA『天下統一伝』小型超電磁砲「轟天電磁拍動砲（ごうてんでんじはくどうほう）」
真・恋姫†無双（PC）
劉璋配下の武将で、巴郡の町を治める城主。後に焔耶と共に蜀につく。酒と喧嘩を何より好む女傑。紫苑とは古い知り合い。一刀のことを「お館様」と独特の呼び方をする。喧嘩している焔耶と蒲公英をしかりつけたりするなど、蜀軍内の父親代わり。史実では弓の名手とされており、本作でも普通の弓で30メートル以上離した的を一射も外すことなく的中させている。
真・恋姫†無双（アニメ1期） - 真・恋姫†無双（アニメ2期）
巴郡を治める一太守で、焔耶とは師弟の関係。当初は後に焔耶の武器となる鈍砕骨を武器として持っており、豪天砲は桔梗が桃香一行を案内した武具屋で販売されていた物を桃香たちと別れた後購入したという独自設定になっている。なお、その豪天砲は華琳に仕官した真桜が製作したものとも設定されている。月救出後、“反董卓連合”に合流。そこで再会した焔那と蒲公英の会話を見て焔耶の成長を喜んでいた。
原作とは異なり戦闘時に着用する肩当に“酔”の字がない。
OVA
聖フランチェスカ学園教師。BJ!魏延vs華蝶”自演乙”仮面の解説役。焔耶のコーチもしているようだが、出し物とは言え競技の詳細ルールを全く伝えないなどかなり投げやりな性格。

魏延
声：加賀ヒカル / ? / 平田宏美
真名：焔耶（えんや）
武器：大金棒「鈍砕骨（どんさいこつ）」 / FANZA『天下統一伝』ジェット推進式棍棒「爆砕噴鉄（ばくさいふんてつ）」
真・恋姫†無双（PC）
猪突猛進気味な所はあるが一騎当千の猛将。蒲公英曰く「体育会系の脳筋女」。「脳筋」とも揶揄する蒲公英とは前述の通り犬猿の仲。肌が極度に敏感で擽られるだけで感じてしまう。犬が苦手。
桔梗と共に当初は蜀軍に敵対、蒲公英の罠によって捕虜となるがその時出会った桃香に一目惚れしてしまいそのまま幕下に加わることに。桃香に心酔していることは周知の事実だが本人は否定、桃香自身は天然なので気付いていない。そんな桃香への恋心故に、当初は彼女と親密な一刀に対して執拗に敵愾心を燃やしており、蜀軍参入後もしばらくの間は、彼が桃香と同等の地位にある事を無視し、徹底的（萌将伝における一刀曰く「理不尽」）な反発と不服従の態度を示していたが、後に一刀の才覚を知ると、反発心は鳴りを潜め、「お館」と呼ぶようになるなど、（多少つっけんどんな態度は変わらずとも）主の一人として認めるようになる。『-革命-2』では呉の隣国に所属するせいで度々呉と敵対するが、炎蓮に一合で一蹴されて失禁したり、粋怜の挑発に乗って兵を大勢失い降格させられたりととにかくろくな目に合わない。
萌将伝
本作では五胡との戦いで窮地に立たされていた一刀を助けるべく自らの機転で駆けつけるほど意識するようになり、その礼として一刀からゴスロリ服を買ってもらった。これらをきっかけに自身の一刀に対する気持ちが恋なのだと認め、その想いを告げ愛し合った後は、一刀曰く「以前のような理不尽な態度はほとんど見せなくなった」らしい。また、犬が苦手なのを克服しようと奮闘するエピソードもある。
真・恋姫†無双(アニメ1期)〜真・恋姫†無双(アニメ2期)
桔梗とは師弟の関係で、鈍砕骨は元々桔梗の得物となっている。当初は剣を使用していたが、トラブルに巻き込んでしまった桃香を護る過程で折れてしまっており、その後桃香たちの旅に同行する際に餞別として桔梗から鈍砕骨が贈られた。桃香に対する愛情は亡き姉と彼女が生き写しであるが故のもので、百合というよりはシスコンの側面が強い。また、蒲公英とはゲーム同様犬猿の仲だが互いの真名を預け合うようになる。
原作ではズボンのチャックが開いており下のパンツが見えていたが、アニメではチャックが閉じられている。
OVA
聖フランチェスカ学園1年。BJ!魏延としてリングに上がることになったが、それが野球拳の試合だったとは知らなかった。
戦国†恋姫X
回想シーンに登場。

### 魏
典韋
声：てんかわののみ / ? / 天神林ともみ
真名：流琉（るる）
武器：巨大ヨーヨー「伝磁葉々（でんじようよう）」
真・恋姫†無双（PC）
季衣とは同郷であり親友で、さらに同じく豪腕の持ち主。季衣から便りをもらい、彼女を訪ねて都に出てきたが、本当に華琳の親衛隊隊長になっているとは信じておらず、下町の料理店で料理人のアルバイトをしながら探し回っていた。再会後、季衣と同じく親衛隊隊長に取り立てられ、また料理人としても、料理の試食・批評を任されるほど華琳から信頼されている。季衣の衝動的な行動に振り回されやすいせいか、春蘭を巧みに補佐する秋蘭を尊敬しており憧れている。耳年増なところがある。季衣が一刀を「兄ちゃん」と呼ぶのを真似て「兄様」と呼ぶ。
真・恋姫†無双（アニメ1期） - 真・恋姫†無双（アニメ2期）
華琳の治める街で料理人のバイトをしていたが、華琳との料理対決をきっかけに料理を語り合える者として華琳の親衛隊（隊長ではなく稟の部下）に召し抱えられる。華奢な体で牛を軽々と投げ飛ばすなど、怪力キャラの設定が明確に描写されている。親衛隊となってからは、もっぱら伝令役として活躍した。なお、ゲームと異なり季衣より先に華琳の部下になったため彼女が季衣を推薦したという設定に変更されている。
原作ではスパッツが短くほぼお尻が丸出しだったが、アニメでは全部隠されている。
OVA
アルバイトで船内料理を担当。許緒とは友達。OVAで初めて真名を呼ばれた。OVA3では、はわわカフェの助っ人に現れ、また料理対決で優勝もした。

郭嘉
声：山崎波子（真・恋姫†無双〈PC〉）→橘まお（真・恋姫†英雄譚） / ? / 今井麻美 / 橘まお（天下統一伝[ブラゲ]）
真名：稟（りん）
真・恋姫†無双（PC）
戦略よりも戦術を得意とする魏の軍師。常に冷静沈着で、歯に衣着せぬ物言いは華琳が相手であっても変わらない。ただ華琳への敬愛ぶりは尋常ではなく、華琳から受ける辱めを妄想しては独りで鼻血を吹くという厄介な癖がある。魏ルート冒頭は星と風の三人で見聞を広める旅を行っており、その際は「戯志才」を名乗っていた。
真・恋姫†無双（アニメ1期） - 真・恋姫†無双（アニメ2期）
鼻血を出す癖が本編と予告で誇張表現され、特に本編の劇中では鼻血で、華琳を暗殺しようとした刺客を牽制するほどの活躍を見せる。めでたく華琳に取りたてられたが、「軍師に」ではなく「親衛隊に」というオチがついた。黄巾党討伐においては風の推薦もあって歌姫に選ばれる。作戦成功の功績と、黄巾党を軍門に組み込む段取りや張三姉妹の処遇案が華琳に評価され、念願の軍師の地位を得ている。その後も風評被害を受けた月の処遇を巡って密かに策を弄するなど、活躍を見せている。
恋姫演武
軍師の1人。接近してきた相手を「神速の衝撃」で吹き飛ばす。
OVA
聖フランチェスカ学園1年。風紀委員。
真・恋姫†無双（漫画）
原作と異なり風とは別行動だったらしく登場したのは一刀が追放された後。

程昱
声：海原エレナ / ? / 氷青
真名：風（ふう）
武器：プラゲ『乙女乱舞』・弓「乱舞アロー」
真・恋姫†無双（PC）
緩慢な性格で感情の起伏が少ない魏の軍師。のほほんとしたいわゆる「不思議系」の少女だが軍師としては計算高く、見た目や言動からは想像できない冷徹な献策をすることもある。普段は居眠りをしていることが多く日向ぼっこを好む。稟とはよく行動を共にし、稟が鼻血を噴く度に介抱している。魏に仕官する前は史実の本人と同じく「程立」を名乗っていた。一刀に対しては「お兄さん」と呼び、からかうような言動をとりながらも並ならぬ好意を抱いている。独占欲が強く嫉妬深い。
頭に乗っている彫像のようなものには、「宝譿（ほうけい）」という名前があり、扱いは男性。棒つきのアメを持つことができたり表情が変化したりする。入浴時も頭上に乗せたままだが、目隠しをさせられている。風の腹話術で喋ることもある。
恋姫AC、恋姫†演武
軍師の1人。相手の足下に出現させた宝譿へ雷を落とす「宝譿コレダー」で攻撃する。
真・恋姫†無双（アニメ1期） - 真・恋姫†無双（アニメ2期）
稟と共に華琳の元で仕官するための旅の道中で愛紗らと出会う。稟と異なり、軍師としての意見が認められてそのまま華琳への仕官に成功する。最終決戦では「十面邁進の陣」を献策した。もっとも、本人曰く宝譿の立案とのことだが、そのせいで鈴々がこの作戦を「宝譿の皮むき大作戦」と名づけてしまった。
華琳の周辺で数少ないツッコミ役であるが、原作同様に軍師としての能力は高く重要な局面で良い仕事をすることも多い。
宝譿は下の人がいなければ喋ることができないはずだが、次回予告では単独で予告を行っている。先述の通り最終決戦の作戦も彼が考案したことになっているが、それを信じているのは鈴々のみであり、華琳に至っては鈴々に呆れて絶句していた。
OVA
聖フランチェスカ学園2年。風紀委員。本編同様に頭の人形は勝手に喋る。賄賂で簡単に買収されるなどいろいろと黒い。
真・恋姫†無双（漫画）
初登場は案内役としての登場であったが、一刀が捕虜となったあとはお世話係（という名目の監視役）として彼に付き添う。秋蘭の一件後、ごたごたに乗じて一刀に真名で呼ぶことを許している。本を音読する際は普段の口調から考えられないきれいな音読を披露している。一刀が追放される際、助言はできないといいつつも宝譿を解し「南（呉）に向かえ」と彼にアドバイスを送りその見返りに一刀からある警告を受けており、赤壁の戦いでそのことを華琳に伝えている。
戦国†恋姫X
主人公の回想で名前だけ登場。アメの食べ過ぎで糖質が高いらしく、アメ断ちをしようとしているらしい。

楽進
声：五行なずな / ? / 小野涼子
真名：凪（なぎ）
武器：ナックル付き手甲「閻王（えんおう）」
真・恋姫†無双（PC）
黄巾党討伐に加勢した功績を認められ、季衣の計らいで華琳に仕えることになった元義勇軍の将。体術と気を弾のようにして放つ気弾を得意としている。ただし、威力の調整が利かないらしく、街中で放つと大惨事になる。真桜や沙和と行動を共にすることが多く2人に振り回されることもある。職務に忠実、真面目で堅物な性格だが全身の傷を気にしたり、蛇を怖がったり、料理や裁縫といった乙女心を持つ。辛い物が好きでなかなかの食通。
前作でも名前だけ登場しているが、本作と同一人物かどうかは不明。
恋姫†演武
プレイアブルキャラクターの1人。
真・恋姫†無双（アニメ1期） - 真・恋姫†無双（アニメ2期）
黄巾党結成前に既に華琳の元に仕官しようと行動しており、賊に襲われている村を真桜と沙和と共に助けていた際に、桃香たちと出会い共闘している。桃香との邂逅後、無事華琳に召抱えられて黄巾党討伐にも参加。于吉・兵馬妖軍団との最終決戦では朱里と音々音の護衛を担当しておりここで初めて気弾を使ったが、描写は控えめに演出されている。
OVA
聖フランチェスカ学園1年。真桜と共に料理対決に出るが、極度に辛い味を好む嗜好が仇になる。
戦国†恋姫X
冒頭で蔵にいた主人公に声をかけている。

李典
声：水鏡（真・恋姫†無双〈PC〉）→春乃いろは（萌将伝） / ? / 中川里江 / 春乃いろは（天下統一伝[ブラゲ]）
真名：真桜（まおう）
武器：ドリル槍「螺旋槍（らせんそう）」 / FANZA『天下統一伝』強化外骨格「甲型螺旋装（こうがたらせんそう）」
真・恋姫†無双（PC）
凪や沙和と同じく元義勇軍の1人。魏軍においては、最新鋭の兵器開発をもこなす兵器調達官も兼ねており、発明が大好きで春蘭らの武器を改良したりもする。そのため、戦闘では工兵隊を率いることもある。関西訛りで饒舌だが、性格は朗らかで悪意がない。凪や沙和と行動を共にすることが多い。なお関西弁繋がりか、霞と仲がよく「姐さん」と呼んでいる。しかし、喋り方が変なのは自覚していないらしく、合肥の戦いで喋り方から呉兵に霞と間違えられた時にはショックを受けていた。
真・恋姫†無双（アニメ1期） - 真・恋姫†無双（アニメ2期）
朱里と気が合い、自らの発明品を披露していた。螺旋槍は華琳に召し抱えられた後に発明したのか最終決戦のみの登場となった。第2期では桔梗の武器である豪天砲も彼女の作品とされ、他にも月そっくりのからくりを作り“反董卓連合”と恋との全面対決を回避させた。最終決戦ではいつも一緒に行動する凪や沙和と異なり後方要員であったが、敵を上空から見張れる大凧や龍の爪の偽物を作って于吉打倒を成功させるなど、前述の豪天砲や月からくりを含め裏方としての活躍が非常に多い。
OVA
聖フランチェスカ学園1年。自慢のラーメンで料理対決に出る。
戦国†恋姫X
主人公の回想で名前だけ登場。現代技術を駆使して全自動メイドロボットを開発したらしい。

于禁
声：春日アン / ? / 加澄もも
真名：沙和（さわ）
武器：双剣「二天（にてん）」
真・恋姫†無双（PC）
凪や真桜と同じく元義勇軍の1人。語尾に「- の（なの）」を付ける。3人と共に前線指揮官を務め、新兵の訓練教官も任されている。武官としては珍しく眼鏡を付けている。服や小物を愛好し、愛らしい声と口調が魅力的である。しかし新兵の訓練では罵詈雑言を吐き散らす手法を取るという奇癖がある。
前作でも名前だけ登場しているが、本作と同一人物かどうかは不明。
真・恋姫†無双（アニメ1期） - 真・恋姫†無双（アニメ2期）
桃香と意気投合し、張三姉妹の話で盛り上がり、自らの力不足と戦いに迷いがある自分を吐露するなど親交を深め、黄巾党討伐では一緒に作戦を手伝っている。ゲーム版のように罵詈雑言を浴びせる場面は無い。最終決戦では伏兵部隊の第2陣を華雄と共に担っている。
普段着と戦闘着が異なるためにスタッフが服の描き分けに苦心した一人であるという。
OVA
聖フランチェスカ学園1年。張三姉妹の親衛隊団長。団員には厳しい。ゲーム版の罵詈雑言と海兵隊式訓練法が初めて映像化された。

韓浩
魏ルートにて名前のみ登場する春蘭の部下。
また一時期、一刀は魏における自身の立ち位置を、（演義ではなく正史の）韓浩に近いと自己分析していた。

許貢
呉ルートにて名前のみ登場。本編では既に死亡しており、その元配下の軍が功を焦って雪蓮を暗殺するという愚挙に走り、プライドを踏みにじられた形となり激怒した華琳により全員処刑された。
『革命』では固有CGはないが生きているものの、華琳の噂を曲解して雪蓮に暗殺兵を放ったために首を刎ねられた。首は呉に献上され、建業でさらされた。外史では一刀を捕らえた功績で免罪されたが、魏内部を混乱させる冥琳の策だったため、冥琳の手で踊らされていたにすぎず、挙句に一刀を殺されかけて激怒した雪蓮に逆に討ち取られた。

### 呉
『真・恋姫†無双（アニメ1期）』では本編には登場せず、オープニングとエンディングにしか登場しなかった。また先代の孫堅時代から既に袁家と対等関係にあるなど、原典やゲーム版との相違が存在する。
黄蓋
声：紫苑みやび / ? / MARIO / 紫苑みやび（英雄列伝[ブラゲ]）
真名：祭（さい）
武器：大弓「多幻双弓（たげんそうきゅう）」
真・恋姫†無双（PC）
弓の名手であり、孫堅の代から孫家に仕える宿将。1人称は儂。酒好きで天真爛漫な性格のため、規律に煩い冥琳を苦手としており、たびたび窘められることもある。しかし、その冥琳とは彼女が幼い時から知り合いで、幼い頃のエピソードを一刀に話している。豪毅な気性ではあるが繊細な面も持ち、若い武将らの母親的存在ともなっており、町の子供たちにも好かれている。なお、魏ルートでは赤壁の戦いで一刀に策のすべてを見破られたことが原因で戦死する。
真・恋姫†英雄譚4
炎蓮と出会う前のエピソードが語られている。当時は炎蓮の後任として県令に仕えていたが、ごろつき紛いの仕事ぶりで炎蓮以上の問題児として扱われていた。そこにたまたま戻ってきた炎蓮に一撃でのされた後、姉貴と呼んで慕うようになり、炎蓮個人に仕えるようになった。しかし、蓮華にはこの時の話をかなり誇張して話していた。
真・恋姫†無双（アニメ2期）
ゲーム版では自分の年齢を自虐的に引き合いに出すなど余裕があるが、アニメでは逆にこだわってネタにされるなど、性格に若干の改変がある。
また、切れ者の面もあり喧嘩をしていた冥琳と雪蓮の仲直りのためそれとなく2人に喧嘩の理由を聞いたり、仮病を用いて2人を仲直りさせたりした。
その性格のためか特に小蓮と仲がいい。
OVA
聖フランチェスカ学園3年。ただし留年。囲碁部所属。昔はナウかったロングスカートを履いている。
真・恋姫†無双（漫画）
思春と共に偶然行き倒れていた一刀を見つけ「面白そうだから。」という理由で彼を救出した。
下記の孫呉愛史同様、冥琳とワザと仲間割れを起こし捨て身の行動を起こすも一刀が風たちに言っていた警告が原因で一度は危機に陥るも何とか生き延びる。
孫呉愛史
呉軍において冥琳と並び最初から呉軍に所属している。雪蓮の死後、なかなか発展しない連華と一刀の関係に発破をかけるべく一刀を誘惑し結果的に彼と最初に関係を持つことになった。最終決戦の際、死を覚悟して敵を相手に奮闘する途中、矢が自身に刺さるも一刀に頼み懐に忍ばせていた一刀の携帯電話により大事にはいたらず、さらにすでに電池が切れているはずの携帯電話が動き冥琳と雪蓮の待ち受けが写ったことから生き延びる決意をする。

呂蒙
声：犬山遊々 / ? / 水橋かおり
真名：亞莎（あーしぇ）
武器：手甲「人解（れんげ）」
真・恋姫†無双（PC）
蓮華に見出され、袁術軍との戦いで頭角を現した元下級仕官。片眼鏡をかけている。呉の軍師である冥琳と穏に見込まれ、軍師として期待される。人と上手くコミュニケーションを取る事が苦手で臆病になりがち。鋭い眼光とは裏腹に穏やかな性格の持ち主。なお、彼女も武器を所持しているが、その詳細は作中では見られない（設定では暗器の使い手であり、袖に隠しているらしい）。しかし、元々は武官だったので腕力は非常に高く、測定器（叩いて打ち上がる玉をぶつけるタイプ）を破壊している。本人および一部のルートではフリフリのエプロンドレス姿を見せる。
前作でも名前だけ登場しているが、本作と同一人物かどうかは不明。
萌将伝
アニメの元親衛隊員の設定が取り入れられている。
恋姫AC、恋姫†演武
軍師の1人。袖から取り出した複数の暗器を投げつける「阿蒙の一撃」で相手を攻撃する。
真・恋姫†無双（アニメ2期）
当初、思春率いる親衛隊の一隊員であったが、雪蓮の暗殺を阻止したことから見初められ、親衛隊を除隊の後に蓮華直属の軍師見習いに大抜擢される。そのため当初原典での思春との上下関係が逆転している。また、思春とほぼ同格の体術の使い手となっている。
目が悪い点が強調されており、片眼鏡を入手する前の彼女視点のシーンではぼやけた画像になっているほか物を見る際、目を凝らして物を見ておりその目つきを住んでいた兵舎の管理人の子供に怖がられ落ち込んだことがある。また、彼女がかけている片眼鏡は彼女が目が悪いことに気付いた蓮華が買い与えたことになっている。
OVA
聖フランチェスカ学園1年。囲碁部所属。
孫呉愛史
本作では穏の護衛として登場しており呉軍の下級仕官ではない。雪蓮の死後、周りの推薦もあり軍師に正式に就任する。当初はすぐにやめようと考えていたが偶然冥琳の自身に対する期待感を知ったことから改めて軍師になる決意を固める。しかし、一刀に助けられたりし自分が女性として見られていないのではという疑念からその決意が徐々に空回りすることになる。しかし、その直後に一刀と関係を持ったことで心に余裕ができ以降は軍師として頭角を現すことになる。

周泰
声：桃井いちご / ? / 大久保藍子
真名：明命（みんめい）
武器：日本刀のような長刀「魂切（こんせつ）」
真・恋姫†無双（PC）
庶人の出だが運動能力に優れ、俊足で細身の剣を操る呉の武将。知に長けた所もあり工作部隊を率いた戦術は孫呉一である。隠密行動にも長けており、森で行われた模擬戦では1人で祭、穏、一刀率いる部隊を全滅させている。その様はさながらくノ一のようである。
空腹を忘れて職務に励むほど生真面目な性格だが根は朗らかで心優しい。大の猫好きで「お猫様」と敬愛するほどである。巨乳に対するコンプレックスとみられる描写が多数描かれている。思春と同じく褌を着用している。
恋姫†演武
プレイアブルキャラクターの1人。
真・恋姫†無双（アニメ2期）
美羽のもとを訪れていた小蓮の護衛として登場。小蓮がまた家出をしていると勘違いし叱っていた愛紗を曲者と勘違いし斬りかかるも、誤解と判ると即座に謝るなど生真面目な面を見せるほか、宮中に潜入および月の救出や最終決戦の見張りなどで大活躍した。
猫好きは変わらず、任務中に猫を見かけて我を忘れたり、愛紗と一緒に猫と戯れたり、何進のネコ耳に興奮し出発前に触らせてもらうよう懇願（もちろん答えは却下）したり、最終回のエンディングで南蛮勢に目を輝かせている。
なお、原作と異なり右胸の中には非常食、左胸の中には伝書鳩の「うーちゃん」を隠している。
OVA
聖フランチェスカ学園1年。囲碁部所属。猫好きで風を猫で買収する強かさを見せる。
真・恋姫†無双（漫画）
連華の命で牢に閉じ込められた一刀を連れて行く際、彼の身代わりに猫を置いていこうとするなどどこか天然キャラな面が多い。
孫呉愛史
1話の最後に傷を負った状態で登場。その後、思春に対する連華の寛大さに興味を持ち彼女に仕えることになる。その生真面目な性格ゆえ、一刀と関係を持つことに躊躇いを覚えていたが、周りの勧めもあり彼と関係を持つことになる。
戦国†恋姫
主人公に潜入工作、諜報活動、サバイバル技術などを仕込んだ張本人であり、主人公が戦国世界で活躍できた理由の大部分が明命の仕込みによるところが大きい。

韓当
黄蓋配下の武将。魏ルートにて名前のみ登場する。赤壁の戦いにて戦死。

孫登、甘述、陸延、黄柄、呂琮、周邵
声：（真・恋姫†英雄譚3）：風音（孫登） / 一色ヒカル（甘述）
真・恋姫†無双（PC）
呉ルートのエピローグで登場した一刀と呉の武将の間に生まれた娘たち。順に蓮華、思春、穏、祭、亜莎、明命の子供である。
誰が誰の子供なのか一目で判るほどにそれぞれ母親に酷似した姿をしており、エピローグの描写から見て皆父親である一刀のことが大好きな模様。
孫呉愛史
コミックス描き下ろしの第13話で全員登場。基本的に母親似の性格だが、孫登に関しては雪蓮に似た性格であると蓮華と一刀は漏らしている。
真・恋姫†英雄譚3（PC）
甘述は既に生まれており、劇中で孫登も誕生している。陸延、黄柄、呂琮、周邵はまだ生まれていないため、未登場。

### 董卓軍（漢）
陳宮
声：椿丸子々々（真・恋姫†無双〈PC〉）→狛江うにこ（真・恋姫†夢想-革命-）→大花どん（真・恋姫†夢想-英雄譚外伝-） / ? / 結本ミチル / 狛江うにこ（天下統一伝[FANZA]）
真名：音々音（ねねね）
真・恋姫†無双（PC）
愛称（および一人称）は「ねね」。董卓軍の軍師の一人だが、恋を敬愛しており、一緒に行動している。そのため恋が蜀に降った際も一緒に投降し、以後は蜀の軍師の一人として活動する。軍師としてはそれなりに優秀だが、軍人将棋では詠に負け越している。詠曰く「ノれば強いけど逸れれば弱い。軍師としては致命的」もしくは「直情軍師」。また、恋を敬愛するあまり、彼女に近づく一刀に「ちんきゅーきっく」をお見舞いする。蜀ルートでは競馬大会の委員長を務めている。また、同ルートでは飼い犬の張々が登場する。
真・恋姫†英雄譚4
このシナリオでは自分たちの城に雪連たちをもてなす際、同盟国の賓客である故に別人かと思うほどの丁寧な対応を行っている。
恋姫AC、恋姫†演武
軍師の1人。画面外からの「ちんきゅーきっく」で相手を攻撃する。
真・恋姫†無双（アニメ1期） - 真・恋姫†無双（アニメ2期）
世界名作劇場のような展開から董卓陣営に加わった経緯が描かれ、恋を敬愛する理由が明確に描写されなかったゲーム版の補完がなされている。また製作側の方針で横文字が本編で使用できないため、「ちんきゅーきっく」が「ちんきゅうーとびひざげり」に変更。しかし膝を使わない通常キックであるため、恋から違うと突っ込まれている。
アニメでは、ゲームにおける最大の標的である一刀が登場しなかったため、恋に近づいていた鈴々に対して「ちんきゅうーとびひざげり」をお見舞いした。
第2期では疲弊しきった恋の助命嘆願のため一人連合を訪れ、諸侯と謁見し全ての事の真相を告白する。その後、汜水関前で真桜が作った月のからくりと大芝居を演じて戦を回避させる活躍を見せ最終決戦では朱里と共に伏兵部隊の軍師を務めている。新参者の霞に対しては少々感情的。
OVA
聖フランチェスカ学園1年。張遼らと共にフランダースの犬風の劇をすることに。
真・恋姫†無双（漫画）
恋たちと一緒に黄巾党残党のアジトに隠れており恋が外の様子を見に行った際も行動を共にしている。
戦国†恋姫X
剣丞にも「ちんきゅーきっく」を見舞っていたらしく、意図してかせずか奇襲への対応訓練になっていた。

### 袁術軍
袁術
声：巻田彩乃 / ? / 中村繪里子
真名：美羽（みう）
武器：「袁家の懐刀（えんけのかいとう）」
真・恋姫†無双（PC）
袁一族の一人で荊州太守。麗羽とは従姉妹同士だが彼女を妾（めかけ）の娘だと言って嫌い避けている（アニメ版第2期ではただ一緒にいると調子が狂うという理由にされている。また、漢ルートでは共に旅をしている）。麗羽をそのまま小さくしたような高飛車なお嬢様だが思考力が未熟で、皮肉と褒め言葉の区別がついていない。一方で萌将伝においては、一度心から慕った相手には甘えるという歳相応な一面も見せる。好物は蜂蜜水。当初は孫呉を属領とし客将の雪蓮を利用していたが、董卓軍との戦い後、孫家の謀反に遭いすべての領地を失う。領地を失った後は七乃と共に各地を放浪しており、ルートによっては麗羽除けのために前作の華琳と同じ服を着用したり、張三姉妹と歌で対決したり、蜀の領内で華雄を配下に加え勝手に仲という国を建国したり、野盗のリーダーになっていたりと逞しさを見せる（いずれも最終的には成敗される）。また、本作では珍しく七乃と共々北郷とは男女の関係にならない。
七乃共々個別ルートはあるものの、戦闘パートでは敵側のみの登場であるため、奥義名の設定はない（発動時のボイスはある）。
今作発売前の公式ホームページでの人気投票では、その他新キャラ部門予選で2位の張角と僅差の末本戦には残れたものの、結果は7位の呂蒙と5票差で最下位に終わった。
萌将伝
七乃共々、空腹で生き倒れかけそうになっていたところを一刀に保護されて、以降は命の恩人である一刀を「主様」（ぬしさま）と呼んで慕い、彼とも男女の関係を持つことになる。雪蓮には七乃共々恐怖を抱いておりそれは雪蓮が近くにいるだけで震えあがるほど（雪蓮本人は呉を取り戻した後なので今さら美羽たちをどうこうするつもりは一切ないらしく、むしろ仲良くなろうと考えている）。
その後、「数え役萬☆姉妹」の人気が出すぎて公演回りに対応しきれなくなったため、以前張三姉妹と歌対決した経験を生かして、七乃と組んで姉妹アイドルとしてデビューした。
真・恋姫†英雄譚4
南の島（現代で言うフィリピン諸島辺り）に渡り、七乃の発案した観光業で王の座を乗っ取って相変わらずの贅沢三昧を送っている。そこに雪蓮への仕返しのため、交易交渉の名目で島に呼びよせて孤立させたうえでタダ働きをさせていたが、一刀に篭絡されかけた挙句に王と結託した雪蓮たちと島民の一斉蜂起で成敗され、結局財産を没収されたうえで漢に送還された。
真・恋姫†無双（アニメ1期） - 真・恋姫†無双（アニメ2期）
アニメでは麗羽と同様一国の領主であるが、朱里の策に簡単に嵌まってあっさり桃香の宝剣を手放したり、幽霊に驚いて簡単に改心するなど幼い一面が強調されている。ゲーム版と異なり、黄巾党討伐には歌姫として積極的に参加し、その歌唱力は華琳や桂花も認めるほど。第2期ではそれなりに国を繁栄させているが、民の支持を得るための演劇を自作自演するなど、目立ちたがり屋な所は相変わらず。
ゲーム版と異なり、七乃を真名で呼ばず、七乃からもお嬢様とは呼ばれない。ただしOVA版では真名で呼んでいる。
OVA
聖フランチェスカ学園1年。自称袁家の真の後継者。OVA2では麗羽をギャフンと言わせるためにこっそり乗り込み、島で騒動を起こす。OVA3でも文化祭の動員数を麗羽と競うことに。
真・恋姫†無双（漫画）
麗羽と行動を共にしておりたびたび食い意地の張った発言をしている。
孫呉愛史
農民の反乱軍を味方につけた雪蓮たちの軍の反撃を受け敗走するがその後もたびたびちょっかいを出してきては、撃退されるのを繰り返す。

張勲
声：七野社（真・恋姫†無双〈PC〉）→御城作美（真・恋姫†夢想-革命-） / ? / たかはし智秋 / 御城作美（天下統一伝[ブラゲ]）
真名：七乃（ななの）
武器：剣「袁術親衛隊正式採用鋼剣（えんじゅつしんえいたいせいしきさいようこうけん）」
真・恋姫†無双（PC）
袁術の側近（大将軍）兼御守。主の美羽をこよなく愛し支離滅裂な下知にも献策をおこなう。美羽よりはマシとはいえ、武芸も献策も人並み。他国の将たちと比べると大将軍としてはやや力不足で、特に蜀ルートでは斥候を出し忘れるという大失態をやらかし、袁術軍を敗走に追い込んでいる。しかし個別ルートでは寄せ集めの軍隊を片手間に指揮して黄巾党の残党を破ったり、たった一人で兵糧や人材を集め、廃墟を修築して仲王朝を建国しかけるなど極端なまでの有能さを見せている。
本人曰く衝車を用いた攻城戦を得意としている。
萌将伝
美羽共々行き倒れかけていた所を一刀に保護されて仕えることになり、彼とも男女の関係を持つことになる。雪蓮には美羽ほどではないにしろ恐怖を抱いている(美羽同様、雪蓮本人はむしろ仲良くなろうと考えている)。
スタッフ曰く『恋姫』のヒロインたちの中で唯一の悪人とのこと。
真・恋姫†無双（アニメ1期） - 真・恋姫†無双（アニメ2期）
アニメでも初歩的な策を用いて労せずに麗羽から桃香の宝剣を入手したり、ポーカーフェイスでさらりと毒を吐くなど、物腰こそ控えめだが、ゲーム版同様したたかなクセ者ぶりを見せている。側近として美羽を補佐しているが、盲目的に溺愛しているわけではなく、適度に距離を保ちながら、たまに毒を吐いている。第1期の黄巾党討伐には主共々、歌姫として参加。張三姉妹と歌合戦を繰り広げている。しかし軍師としての実力は、アニメ第2期の孫家との領土交渉問題において穏に裏をかかれるなど、詰めの甘さがある。
OVA
聖フランチェスカ学園3年。美羽の側近。歌がうまいが、催眠効果があるため聴衆は爆睡。

### 黄巾党
選択ルートによっては登場しない3姉妹の人気アイドルグループ。数少ない不特定多数に真名を呼ぶ事を許している人物たち。なお、本作の黄巾の乱は史実の張3兄弟のように世直しなどの目的は一切なく、単に3姉妹のファンが膨れ上がりすぎて暴動を起こしただけである。一刀からは「これが真実なら後世の歴史家が泣く」とまで言われた。黄巾の乱終結後は彼女らの求心力に目を付けた華琳が自勢力の拡大のために密かに取り込んだ。
張角
声：遠野そよぎ / ? / 岡嶋妙
真名：天和（てんほう）
真・恋姫†無双（PC）
黄巾党首謀者の1人と目されたアイドルユニット「数え役萬☆姉妹（かぞえやくまん・しすたぁず）」の長女。ロングヘアで巨乳の天然癒し系だが割と我が儘。「みんな大好きーー！」の掛け声にファンたちは「てんほーちゃーーーーん！」と合いの手を入れる。初めはしがない旅芸人だったが、華琳の所から盗まれた『太平要術の書』を偶然手に入れたことにより妹共々数多くのファンを獲得する人気アイドルへと変貌する。
真・恋姫†無双（アニメ1期） - 真・恋姫†無双（アニメ2期）
妹と共に旅芸人をしており琵琶を演奏していた。姉妹全員が妖術使いという独自設定があり彼女は姉妹の中で1番術にかかり易い体質である。お人好しだが困ったことは妹任せな性分。しかしここぞという時は姉の威厳を発揮。洗脳されかけた地和を正気に戻して黄巾党を解散、華琳に降った。最終決戦にて見た目がそっくりだったことから華蝶仮面のマスクを付けて桃香の振りをし于吉を翻弄、作戦に尽力した。
OVA
文化祭の観客動員数トップを狙う美羽の最終兵器として登場。アイドルとしての立ち位置は変わらず、衣装もそのまま。

張宝
声：御苑生メイ / ? / 梅原千尋
真名：地和（ちーほう）
真・恋姫†無双（PC）
黄巾党首謀者の1人と目されたアイドルユニット「数え役萬☆姉妹」の次女。ポニーテイルで生意気な小悪魔系で、姉に対抗心を燃やすこともしばしば。「みんなの妹」の掛け声にファンたちは「ちーほーちゃーーーーん！」と合いの手を入れる。次女であるにもかかわらず妹より胸が小さい。
真・恋姫†無双（アニメ1期） - 真・恋姫†無双（アニメ2期）
姉妹と共に旅芸人をしており二胡を演奏していた。目的のためには出費を惜しまず、時には人和と衝突することもある。「太平要術の書」を真っ先に使いこなし、その力に違和感を覚えている。なお術の描写は当初呪符を用いて楽器の演奏や舞台効果の演出を行ったり宝石をマイクに加工する程度の軽いものであったが、「太平要術の書」による増幅効果で集団催眠も可能になるなど効力が次第に大きくなり、ついには役人の横暴に端を発して彼女が暴走させてしまう。「太平要術の書」の入手経緯が同じ妖術使いである于吉から与えられたことにされており、最後は華佗に渡す意思を固めたが于吉に取り返されてしまう。華琳の元に降ってからは軍の慰問活動など行っている。妖術を使う際に詠唱する呪文は「竜破斬」のパロディである。また、原典と異なり“活動地域は青州中心である”という設定が新たに付け加えられている。なお、党の結成過程が受動的だったゲームとは異なり、アニメでは姉妹たちが積極的にファンに働きかけて結成させている。
OVA
同じくアイドルユニットとして登場。

張梁
声：桜野マヤ / ? / 吉住梢
真名：人和（れんほう）
真・恋姫†無双（PC）
黄巾党首謀者の1人と目されたアイドルユニット「数え役萬☆姉妹」の末妹。ショートカットで眼鏡をかけたクールな少女。「とっても可愛い」の掛け声にファンたちは「れんほーちゃーーーーん！」と合いの手を入れる。なおユニットのマネージャーも兼任しており、姉妹の財布の紐は彼女が握っている。
真・恋姫†無双（アニメ1期） - 真・恋姫†無双（アニメ2期）
太鼓を演奏しつつ会計の責任者として姉2人の出費に目を光らせている。1番の現実主義者であり于吉が見せた妖術に真っ先に気づく冷静さを持つ。当初は普通の旅芸人姿だったが『太平要術の書』を入手してからはゲーム版の制服や衣装を3人で自作して着用している。なお着想元は于吉が見せた幻の時に着ていた服からである。
OVA
同じくアイドルユニットとして登場。

### 南蛮
選択ルートによっては登場しない。全員虎のような格好をしている。
ミケ・トラ・シャムは通常一人ずつしかいないが、兵というだけあって特定イベントでは同じ顔をしたキャラクターの立ち絵が大量に出現する。星曰く「さすが、量産型」。アニメではこの設定は無く一人ずつしか登場しない。
孟獲
声：金松由花 / ? / 井上みゆ
真名：美以（みぃ）
武器：猫の手の形をした武器「虎王独鈷（こおうどっこ）」
真・恋姫†無双（PC）
領土が増えれば美味しいものが沢山食べられ大勢の人に平伏されるから、という理由で蜀に攻め込もうとした南蛮の王。一刀らの策を基に蒲公英の仕掛けた単純な罠に7回も引っかかり、あえなく降伏し、以後は一族郎党もろとも蜀の食客となる。語尾に「 - にゃ」を付けるのが特徴。一人称は「みぃ」。
真・恋姫†無双（アニメ1期） - 真・恋姫†無双（アニメ2期）
「南蛮象之臍之胡麻」を求めに来た桃香らに対し、桃花村メンバーの胸を目当てに同行。桃花村についてからは何進に懐いている。ゲーム版では主人公たちと邂逅後に初めて領土外に出たが、アニメではお忍びで桔梗が治める巴郡を旅行するなど行動的である。また、知能は鈴々並みと言われゲーム版および史実と同様に何度も罠に引っかかっていた。
OVA
ニャンバン島の原住民のニャンバン族の大王。TV版と異なり、頭に象ではなく島の守り神の蛸を乗せている。OVA3では小包で送られて仲間とともに学園に来る。

パヤパヤ
美以が普段から頭に乗せているピンクの小さな象。
真・恋姫†無双（PC）
ほとんど動かないため生き物かどうか分からない。
真・恋姫†無双（アニメ1期） - 真・恋姫†無双（アニメ2期）
声：黒河奈美
名前が付けられ美以が飼っているペットの南蛮象という事になった。南蛮の秘術で呼び出した悪霊が憑依すると巨大化して凶暴になる。その際に新しく生えた尻尾を切れば元に戻るが、間違えて元からある尻尾を切るとさらに凶暴になるらしい。巨大化した時の肉の味は海老みたいで美味しいとの事。
一時は鈴々に「アイアイ」と名付けられた。

ミケ
声：西野みく（真・恋姫†無双〈PC〉）→藤森ゆき奈（英雄譚）→　一原わこ（革命） / ? / 永田依子 / 藤森ゆき奈（天下統一伝[ブラゲ]）
真名：無し
武器：石斧
孟獲配下の南蛮兵。青のミドルヘアー。食いしん坊で肉に目がない。OVAではニャンバン族。

トラ
声：有栖川みや美 / ? / 高田初美
真名：無し
武器：木製の棍棒
孟獲配下の南蛮兵。茶色のミドルヘアー。3人の中では特に活発的。OVAではニャンバン族。

シャム
声：金田まひる / ? / 梶田夕貴
真名：無し
武器：投石器（パチンコ）
孟獲配下の南蛮兵。ピンクのロングヘアー。3人の中では比較的大人しく、いつも眠たそうだが、実はかなりの甘えん坊。OVAではニャンバン族。

### その他
華佗
声：ほうでん亭ノドガシラ / ? / 檜山修之
真・恋姫†無双（PC）
漢ルートのメインキャラクター。大陸一の医師で、大陸中を周りながら医療を行っている。五斗米道（ゴットヴェイドォー）の継承者。鍼を使って病魔と闘い、「元気になれぇぇぇ！」と必殺技のような治療を行う。しかし病魔は本人にしか見えないため、他人から誤解を受けることがある。貂蝉の落下地点に駆けつけたことがきっかけで貂蝉らと知り合い、以降彼らと共に旅をする。その旅の途中、稟、華琳、明命、美以、蓮華、祭、愛紗の治療を行う。漢ルート以外でも、魏・呉ルートにも名前のみ登場する。
皆が気味悪がる貂蝉たちにも特に何も感じなかったり、女性に対して鈍感過ぎるほど淡泊だったりと医者としての独特の感性を持っている（いい骨格や筋肉と評したり、恥ずかしい治療法を露骨に披露するなど）。
真・恋姫†無双（アニメ1期） - 真・恋姫†無双（アニメ2期）
漢中を中心に慈善活動を行う、道教の教団五斗米道に所属し、世に災いをもたらす“太平要術の書”を封印する命を受けて1人旅をしている。また簡単な妖術を操る設定が加わっており、黄巾党討伐の際には呪符を用いて舞台演出を行った。
ゲーム版同様、華琳の治療の件が元で処刑されそうになるも、黄巾党解散の策を提案。遂行に奔走した。この時の功績で華琳に許されて解放された模様。その後“太平要術の書”を封印しようとするが于吉の「書物に向かって元気になれぇぇぇ！はおかしいんじゃないですか？」というツッコミに律儀に返事してしまった隙に持ち去られてしまう。
第2期では、偶然に出会った何進の治療薬の材料集めを愛紗たちに懇願し、その後“反董卓連合”の元を訪れ于吉の狙いが兵馬妖の復活であることを伝えにくる。そして最終決戦にてようやく“太平要術の書”の封印（前述のツッコミからか、封印の際の掛け声は「塵になれぇぇぇ！」になった）を行うことができた。エンディングでは華琳に対し“後楽草”と書かれた紙袋を渡している。
OVA
聖フランチェスカ学園男子生徒3年生。
孫呉愛史
蓮華に妖を退治する導師と間違われて呉の城に連れてこられた。その際、事故同然に蓮華に重傷を負わされた一刀を治療し、出会って早々友人になる。その後はやつれた姿で登場し、穏が小蓮に作った薬の副作用が起きた小蓮を治療。その際、「孫策に似ているが骨格が違う」と一目で見抜いていた。

卑弥呼
声：巌蝉秋 / ? / -
真・恋姫†無双（PC）
貂蝉の師であり漢女道亜細亜方面前継承者。海の向こうの国からやってきた、謎の巫女を自称するマッチョなオカマ。自称「漢女（おとめ）」。戦闘能力は高く、虎や龍を素手で仕留めることができる。漢ルートおよび呉ルートにのみ登場。
真・恋姫†無双（アニメ1期）
貂蝉と同様、第1期第三席から第七席に姿のみ、モブで登場している。

徐庶
朱里や雛里と共に水鏡女学院に通っていた女の子。蜀ルートにて名前のみで登場する。朱里らとは女学院時代の親友で、二人からは「元直ちゃん」と呼ばれている。また、二人と一緒で料理が得意で特にお菓子作りにおいては二人よりも腕が上で、彼女から教わったお菓子を朱里・雛里が蜀の武将たちにふるまっている。
劉璋
益州を治める太守で紫苑・桔梗・焔耶の上司。蜀ルートにて名前のみ登場。彼の悪政と一族の権力争いによって住民の人心が離れてしまい、徐州を追われてやってきた劉備は住民たちに歓迎されることになる。本編中、桔梗に「劉璋のクソボウズ」と呼ばれている。

## 恋姫†英雄譚（123+PLUS）（PC）から登場
出典はすべて恋姫†英雄譚オフィシャルサイト。

### 蜀
馬休
声：桃山いおん
真名：鶸（るお）
武器：プラゲ『乙女乱舞』・魔法の杖「乱舞（らんぶ）マジカルステッキ」
真・恋姫†英雄譚（PC）
馬超（翠）の妹、馬鉄（蒼）の姉。長姉をはじめとして、突撃狂ぞろいの馬家の中で、自然とその調整役をするようになっていた。特に兵站は馬休の担当であり、劉備軍と合流した後も、その役目を続けている。文句を言いつつも、本当は頼られるのも悪くないと思っている。姉同様に真面目だが、責任感が強い故に他の姉妹や蒲公英に翻弄されることも多い。馬家内でまともに家事ができるのは鶸一人なので家事も全て鶸の担当。

馬鉄
声：姫原ゆう
真名：蒼(そう)
真・恋姫†英雄譚（PC）
馬三姉妹の末妹。従妹の馬岱（蒲公英）と特に仲が良い。百合も八百一もいけるクチで、思うままエロ妄想をまくし立てては、二人してキャッキャとはしゃぐ、まさに現代っ子。とにかく奥手な姉たちをプロデュースしようと、お節介を焼くことも。一方で馬家の娘らしく、馬術も槍術も並外れた技量を持つ。楽天家だが、割と場の空気を読み、殺伐としたムードを明るい妄想で周囲を和ますなどそれなりに気遣いを見せることもある。紫苑(黄忠)を母親のように慕っている。鈴々（張飛）とは遊び友達。姉たちを含めて基本的に「みんな大好き」ではあるが、焔耶（魏延）のみに対しては態度がイマイチ。艶本を自ら書く事もあり、一刀の発案で行われた即売会では印刷もない時代でありながら朱里、雛里と組んで三百部書き上げて完売させている。

### 魏
曹仁
声：奏雨
真名：華侖（かろん）
真・恋姫†英雄譚2（PC）
真・恋姫†夢想-革命-（PC）
華琳の従姉妹で曹純の姉。長女として柳琳から見ても厳しく育てられたにもかかわらずなぜかお気楽極楽の天然娘になった。羞恥心も無きに等しく、庭や屋根の上で平気で裸になる。高いところが好きで、しょっちゅう屋根の上に上がっては柳琳を心配させている。
他人のモノマネが得意であり、普段は人の話をまるで聞いていないように見えて実は全て把握しており、モノマネをしている間だけその人物と同じように知識を扱える。ただし、振る舞いまでは真似できないので、地の部分ではどうしても華侖らしくなってしまう。『英雄譚5』ではこれで華琳の影武者を務めたが、あまりに暗示をかけすぎて危うく多重人格になりかけた。

曹洪
声：白月かなめ
真名：栄華（えいか）
真・恋姫†英雄譚2（PC）、天下統一伝[ブラゲ]
真・恋姫†夢想-革命-（PC）
曹家の金庫番。資産運用を一手に賄い、無駄遣いを嫌う。小さくて可愛い女の子が好きで、香風が特にお気に入り。しかし、彼女好みの面々からは長時間かけて可愛く着飾らせようとしてくるので辟易されている。一方、男は桂花同様に大嫌いで、最初は露骨に一刀を嫌っていたが、やはり桂花同様に能力は認めている他、接する内に無自覚な内に彼の事を意識するようになっていき、最終的には「男は嫌いだけど、一刀だけは別」という結論に至る形で惚れる。常にウサギのぬいぐるみを模した鞄を持ち歩いており、色々な物が出てくる。

徐晃
声：藤咲ウサ
真名：香風（しゃんふー）
真・恋姫†英雄譚2（PC）、天下統一伝[ブラゲ]
真・恋姫†夢想-革命-（PC）
元は洛陽で役人を務めていたが、朝廷の腐敗ぶりに嫌気がさし、星、風、凛と4人で各地を放浪していた。空を飛ぶ事にあこがれており、その一環で空を眺めていたら一刀が落ちてきたところを目撃し、落下点で直撃して一刀と最初に出会う人物になる。そのまま一刀を「お兄ちゃん」と呼んで懐くようになり、一刀を捕らえた華琳に仕えるようになる。恋ほどではないが、ぽやんとした性格で、よく眠そうにしているが、映像資質を持っているのか、一度読んだ資料の内容を完璧に記憶しており、事務作業は得意。ただし、丸暗記なので言葉の意味は理解していない。真名を呼ばれる事も特に気にしない。季衣や流琉並みに小柄なため、補うために氣を用いて巨大な斧を振り回して戦う。

### 呉
太史慈
声：榊原ゆい/同左（ブラゲ）
真名：梨晏（りあん）
真・恋姫†英雄譚3（PC）、天下統一伝[ブラゲ]
真・恋姫†夢想-革命-（PC）
劉繇に仕える大将軍で、劉繇の命で流れ星（一刀）を回収に来たところ、同じく一刀を回収に来た雪蓮と互角の一騎打ちを演じて意気投合する。その後丹陽平定戦を仕掛けた雪蓮と再び一騎打ちを行うもそこでも決着はつかず、最終的に劉繇が逃亡したことで雪蓮に降伏した。降伏後は呉との同盟を無視して救援に来た恩義ある黄祖との板挟みとなるが、雪蓮を選んで炎蓮の死後丹陽城まで退いた雪蓮を迎え入れ、そのまま孫家に入った。呉軍参入後は性格の似た雪蓮とは姉妹同然に仲良くなり、思春に匹敵する呉軍の中核戦力となる。ただし、山育ちなので水上戦は苦手。雪蓮の死後は蓮華や小蓮に姉のように振舞おうとする。男性経験が豊富と自負し、派手な見た目と性格から周囲からもそのように思われているが、実際は男友達もいたことがない。嘘が下手なので一部にはバレバレ。明命同様に猫好きだが、猫アレルギー持ちである。

程普
声：小鳥居夕花
真名：粋怜（すいれい）
真・恋姫†英雄譚3（PC）
真・恋姫†夢想-革命-（PC）
祭、雷火と共に炎蓮の時代から仕える祭と併せた呉軍の両翼。武力では梨晏や思春には一歩劣るものの、長年の経験からくる戦略眼は鋭く、毒舌やポーカーフェイスを利用した策略で罠にかけるのが得意。仕事中は真面目で丁寧なのだが、生活面はズボラそのもので部屋は足の踏み場がないほど散らかっており、屋敷に至っては物で門があかないほど。祭に負けず劣らずの酒豪で博打好きでよく祭と二人で飲んでいる。博打の勝負運と勘は超一流で毎回最終的には大勝ちする。

## 真・恋姫†夢想-革命-（PC）から登場

### 蜀
糜竺
声：くすはらゆい
真名：雷々（らいらい）
真・恋姫†夢想-革命-（PC）
どんな苦境でも明るさ、前向きさを忘れない子。裕福な商人の娘に生まれたが、それにあぐらをかくことなく、自らも一旗揚げようと糜芳（電々）と共に各地を旅していた。しかし、方向音痴で忘れっぽいのが欠点。好奇心旺盛で何にでも首を突っ込み、場を引っかき回していく。「呼ばれて飛び出てででででーん!」が決め台詞。本職は商人でありながら愛紗ら本職の武将には敵わないまでもそこそこの武力を持ち、主に電々とのコンビネーションで相手をかく乱しながらの攻撃を行う。タンバリンのようなものを武器にしている。

糜芳
声：歩サラ
真名：電々（でんでん）
真・恋姫†夢想-革命-（PC）
糜竺（雷々）の妹。同じく名を上げるために旅をしている。姉に比べてやや天然で、ドジっ子気質なところがあるが、常に前向きでめげないところは変わらない。人と仲良くなるのが得意で、甘え方がとっても上手。姉同様、「呼ばれて飛び出てででででーん!」が決め台詞。「とーせんぼ」が趣味。自覚なしにやることなすことトラブルを起こす、「歩く天災」。鈴々（張飛）とは遊び仲間。蒲公英（馬岱）をライバル視している。武器はトンファーを使っている。
孫乾
声：花園めい
真名：美花（みーふぁ）
真・恋姫†夢想-革命-（PC）
陶謙の懐刀だったが、劉備（桃香）が徐州を譲り受けてからは、劉備お付きのメイドさん兼護衛となる。任務に忠実で、隠密行が得意。他国へ密偵として潜入したり、離間の計など妨害工作を担当する。普段は穏やかで物静か。皆から頼りにされるお姉さん。しかし、一旦怒ると荒れていた頃の冷徹な一面をのぞかせる。他人のことにはよく気がつくが、自分については比較的無頓着なところがある。一刀と桃香を心から敬愛している。それ故に過剰に気を遣ってしまうこともある。

### 魏
曹純
声：沢澤砂羽
真名：柳琳（るーりん）
真・恋姫†夢想-革命-（PC）、天下統一伝[ブラゲ]
華琳の従姉妹で曹仁の妹。曹一族の中では珍しくおっとり穏やかな優しい性格をしており、一刀は初対面で「天使」と称した。その点、姉をはじめとしたアクの強い面々の行動に気を配る苦労人でもあるが、本人は特に気苦労とも思っていない。しかし、夜な夜な山に籠っては大岩（自分から戦闘に出る事は少ないがこの時ばかりは剣を使って粉々に砕くほどのパワーを出している）やぬいぐるみに当たったり、飲めない酒を飲んだり、調子はずれな自作の歌を歌ったりして発散しており、その声や音を聞いた街道をゆく旅人から妖怪と恐れられている。また、一度爆発すると中々自制が利かなくなる。そして本気で怒るとその場の全員が震え上がるほど怖い。戦場では「虎豹騎」と呼ばれる屈強な精兵を率いていて他国からは恐れられている。虎豹騎は元々は華琳の親衛隊だったのだが、華琳自身の武力も秀でていてあまり必要としないうえ、柳琳の人気ぶりから柳琳の命に絶対の服従を誓う一刀曰くの「るーりんちゃん☆親衛隊」と化している。

陳珪
声：楠鈴音
真名：燈（とう）
真・恋姫†夢想-革命-（PC）
元肺国の相だったが、黄巾党の侵攻で落城寸前だったところを華琳に救われ、その実力を認め、その庇護を得るために華琳に国をあけ渡した。常に笑顔を絶やさないが、腹の底では何を考えているか読みにくいため、華琳に下った後も「女狐」と呼ばれて他の魏将のほとんどから信用されていない。娘の喜雨にも表向き態度を変えないため、親子仲は冷え切っている。

陳登
声：杏子御津
真名：喜雨（すぅ）
真・恋姫†夢想-革命-（PC）
燈の一人娘。戦を嫌って畑仕事を好み、独自の栽培理論を用いて屯田制度を確立させる。そのため、農民からの信頼は絶大。華琳から真名を預かり、輜重兵として時折従軍することはあるものの、あまり国の枠組みに捕らわれておらず、請われれば他国にも技術提供に応じ、徐州や蜀まで出向いて桃香や白湯とも仲良くなっている。一方で感情表現や言葉選びが苦手で淡々と正論で応じるため、栄華や春蘭のような気の短い面々をしょっちゅう怒らせるが、その理由が自分ではよくわからないのが悩み。

### 呉
魯粛
声：卯衣
真名：包（ぱお）
真・恋姫†夢想-革命-（PC）
袁術に軍師として仕官を求めて建業を訪れたが、袁術の屋敷と間違えて孫家の城を訪ね、そこで冥琳に才能を見込まれて孫家に仕えることになった。天才軍師を自称するだけあって軍略の才は冥琳をうならせるほどだが、口が軽く、余計な一言を言っては主に雷火に怒鳴られる。献策も戦と攻め重視で、功を焦って無謀な策を取ることも多いため、慎重さを学ばせるために雷火の下で内政担当に回される。以降、雷火を「お師さん」と呼ぶようになる。口の軽さは外交交渉にも生かされ、舌先三寸で相手を丸め込んで交渉をまとめ上げてしまう。冥琳を押しのけて筆頭軍師の座に就くのが最終目的。同期に軍師となった亞莎をライバル視しているが、亞莎が性格上気にしていないことから仲は良い。
「蒼天の覇王」では当初の目論見通り、袁術に仕えたが、散々利用された挙句に官渡の戦いに加わっていた袁術が雪蓮の謀反によって敗北した際に放逐されたため、そのまま雪蓮に拾われて呉軍に加わった。
張昭
声：南銀朱
真名：雷火（らいか）
真・恋姫†夢想-革命-（PC）
孫呉筆頭内政官。見た目は幼い少女に見えるが、実際は祭や粋怜よりも年上の孫呉最年長で炎蓮からも「バア」と呼ばれる。その実績と経験による内政手腕は大陸でも右に出る者はおらず、彼女一人が抜けるだけで内政が滞るほど。そのため、後継ぎがいないことを心配されている。後に弟子にした包のことは軽口には辟易しているが、能力は認めているので弟子として大切にしている。外交も戦よりまず交渉による解決を重視し、裏で和睦交渉を進める事も多いが、決定事項を否定することはしない。蜀との争いで裏での和睦交渉にあたっていた雛里のことが気に入り、包よりも弟子にしたがっていた。
真・恋姫†英雄譚4
炎蓮と出会う前のエピソードが語られる。当時は炎蓮の事はただの荒くれ程度にしか見ていなかったが、県令さえも逃げ出した海賊相手に民を扇動してのはったりだけで追い返した手腕を見て炎蓮に大器を見出して以後何かと気に掛けるようになり、炎蓮も何かあれば彼女に意見を聞きに来るようになった。そして、炎蓮の誘いに「州朴にまで登り付けたら仕えてやる」と約束し、その約束通り州朴となった炎蓮の下を訪れ以後仕えるようになった。

孫堅
声：Yuki-Lin
真名：炎蓮（いぇんれん）
武器：「南海覇王（なんかいはおう）」/FANZA『天下統一伝』「撃剣・虚心坦懐（きょしんたんかい）」
恋姫†英雄譚（WEB）
真・恋姫†夢想-革命-（PC）
「江東の狂虎」と恐れられる孫家の長。容姿は雪蓮よりも蓮華に似ているが、性格は雪蓮よりさらに激しく、一人称も「オレ」。戦場では王でありながら先陣をきりたがり、普段は蓮華に諫められる雪蓮が諫める側に回るほど。その武力は焔耶がただの一合で失禁し、作中唯一恋と一騎打ちで互角に渡り合えるほど。一方で豪快ながらも面倒見が良く、民とも積極的に交流して人気が高い。子煩悩でもあり、直接の後継たる雪蓮には厳しく指導する一方で誰よりも心配しており、一方で末娘の小蓮には非常に甘い。蓮華はその中間といったところ。しかし、結婚していないどころか、雪蓮の父親が誰なのか炎蓮当人もわかっていない。一刀の事は拾ってきた当初から気に入り、一刀の方も乱世での生き方を教えてくれた大恩人としてお互いに本当の親子のような絆を結ぶ。呉群平定を目前にして協定を無視して攻め込んできた黄祖に額を射抜かれるが、仁王立ちのまま雪蓮を迎え、後事と南海覇王を託して死亡。遺体は遺言に従って長江に流された。
『劉旗の大望』では反董卓戦まで生きていて汜水関の戦いで恋と凄まじい一騎打ちを繰り広げるが、その時の負傷で雪蓮に跡を譲って引退。その後も裏で追い詰められた黄祖をかくまい、五胡や南蛮などの異民族を挑発して三国を攻めさせる。本人は異民族に加担するつもりはなく、異民族の一斉蜂起の際には西涼で五胡相手に一人大立ち回りを演じて蓮華に呆れられている。外史では魏に加担し、黄祖に裏切られて深手を負いながらも雪蓮と互角以上の一騎打ちを交えている。三国平定後も呉に戻らず、あちこちブラブラしている。

真・恋姫†英雄譚4
黄祖との戦いでの矢は辛うじて急所を外したために生き延び、隠遁生活を送っていたが、雪蓮の大陸一周旅行の際に生きていた黄祖が雪蓮を狙っている事を察して陰ながら支援を行っていた。建業に戻る気はない素振りだったが、蓮華の治世と孫登の事が気になって隠れて戻った所、視線を蓮華や小蓮に察せられてしまい、警備を強化されて結局小蓮に取り押さえられる形で発見されてしまった。
魯淑、太史享、程咨、張承
真・恋姫†夢想-革命-（PC）
『孫呉の血脈』のエピローグにて孫登、甘述、陸延、黄柄、呂琮、周邵と共に登場した一刀と（『英雄譚』以降新規参入した）呉の武将の間に生まれた娘たち。順に包、梨晏、粋怜、雷火の子供である。孫登らと同様に各々母親似の姿であり、父である一刀を慕っている。
なお、外史のエピローグでは雪蓮と冥琳の間にも母親似の子が生まれているが、劇中で名前は出ていない。

### 袁紹軍
田豊
声：花澤さくら
真名：真直（まぁち）
真・恋姫†夢想-革命-（PC）
袁紹軍筆頭軍師。なのだが、暴走しがちな麗羽や猪々子に振り回されて策を台無しにされ、生来の胃痛持ちのせいでいつも胃を痛めている。しかし、麗羽の面倒見の良さも知っているため、取り立ててくれた恩義もあって離れられないでいる。最終的には麗羽が問題を起こさないと逆に調子が狂うようになってしまった。
ミーハーらしく、『英雄譚5』で張三姉妹のライブにどっぷりはまり込んだ。

### 漢
皇甫嵩
声：夏野巳琴
真名：楼杏（ろーあん）
真・恋姫†夢想-革命-（PC）
漢の将軍。軍人の家系に生まれ、若くしてその実力を認められて現在の地位に在る。当然、指揮官としての実力は高く、厳しくも情のある人柄から、兵からも強く慕われている。また自身も武芸に優れる。涼州出身であり、同郷の翠たちからの信頼は特に厚い。劉備軍に加わってからは兵員育成も担当。一方、元より生真面目な性分である上、ワーカーホリック一歩手前の仕事人間でもあるため、交際相手が中々見つからないことに悩んでいる様子。滅多に酒は飲まないが、一度飲むと酒豪の紫苑や桔梗が引くほど酒癖が悪い。また、趣味が特にないのも悩みだったが、風鈴から盆景を勧められてはまり込む。腕前はかなり高く、発展させてガーデニングもできるようになった。
盧植
声：秋野花
真名：風鈴（ふうりん）
真・恋姫†夢想-革命-（PC)
漢に仕える将軍で、桃香と白蓮の師匠。穏和で分け隔てなく接する人柄故、二人のみならず、皆から「先生」と呼ばれ、慕われている。劉備軍に加わってからは主に政務補佐と相談役を担っている。教養を広めることにも意欲的で、劇中では民を招いて講義を開いている姿が見られる。一方、教え子への姿勢は穏和なようでいて実はそうでもなく、割と容赦なく二人の駄目な点を（二人の目の前で）一刀に暴露している。
童顔がコンプレックスなのか、それを指摘されると拗ねてしまう。
何進
声：神代岬
真名：傾（けい）
真・恋姫†夢想-革命-（PC）
漢の大将軍。正史同様、かつては市井で肉屋を営んでいた。全くの無能でこそないが、権力への執着は強く、酷薄かつ強権的に振る舞うが、押しの弱い一面があり、妹の瑞姫には頭が上がらない。白湯と月がクーデターを起こした時には瑞姫共々拘束され、白湯たちが劉備軍と合流するべく動き出した時も蔵に押し込められて置き去りにされてしまい、曹操軍によって発見され、降るハメになった。以後も度々騒動を起こすが、時が経つにつれて馴染んだのか、まともな一面が前面に出てくるようになる。一刀の発案で、平時は市中で惣菜店を経営するようになり、繁盛させることに成功。戦時においては自らも戦場に立つことがあり、実力もそこそこ高い。長い軟鞭を愛用する。真名を呼ばれる事に最初は嫌悪感を示していたが、逆にそれに快感を覚えるようになってしまった。
白月の灯火
大将軍になる前に登場し、花見の席で刺客から空丹を護ったことと、自分の自由にしやすい事を見込まれて黄から大将軍に抜擢される。当初は他シナリオ同様、放埓を尽くすつもりだったが、大将軍の忙しさを知ったことや周囲の揶揄から猛勉強を重ねて全うに漢帝国の再興を目指した結果、史実の黄巾の乱とは逆にあえて放置することで各地の勢力を弱体化させたうえで漢の内情を改善し、そのうえで黄巾党相手に漢の実力を見せる事で威光を示して漢帝国を再興させる策を立案。一刀の仲介もあって黄や月とも協力の上で行った結果、半分は成功させてみせ、妹共々これまでの悪役、トラブルメーカーという立ち位置とは異なる真っ当な活躍を見せた。
何太后
声：十夜鷹蓮
真名：瑞姫（れいちぇん）
真・恋姫†夢想-革命-（PC）
漢の皇后（皇帝が女性なので、相談役のようなもの）で、傾の妹。清楚な容姿と振る舞いで相手を魅了するが、目的のためには平気で色仕掛けもやってのける。姉のことは彼女なりに大切に思っているが、押しの弱い姉を玩具にしている節もある。朝廷で贅沢を覚えてからはそれに執着するようになったが、そこから離れてからは市井での暮らしに楽しみを見い出すようになる。空丹のことも気にかけていたようで、少なくとも根っからの悪女・毒婦ではない。
白月の灯火
傾の大将軍就任と同時に皇后として招かれる。当初は他シナリオ同様、贅沢を尽くすつもりだったが、宮中の実態を知って早々に飽きた事や一刀や空丹のことを本気で気に入った結果、一刀に協力して空丹の良き理解者になろうとする。一刀が追放された後は立場上、処罰などは受けなかったものの警備の強化で動きにくくなってしまうが、一刀の帰還と同時に元の立ち位置に戻った。
献帝
声：天津雫
真名：白湯（ぱいたん）
真・恋姫†夢想-革命-（PC）
漢の皇女で、空丹の妹。空丹が傀儡同然に教育される一方で半ば放置されていたため、人間らしい感受性を備えている。大人しい性格だが、皇族としての責任感がそうさせるのか、自ら進んでできることを探し求める活動的な少女。その想いの強さと若さ故に暴走気味になることもある。民のために漢を立て直すため、月と共にクーデターを起こすほどの行動力も見せ、一時は皇帝に即位までした。その時は尊大な口調も演じているが、本来の言葉遣いはやや朴訥でスロー気味。血筋に由来するものか、その身には確かな覇気を宿している。劉備軍に庇護され、匿われて以降はその立場を理解し、皇族として扱われることに辟易することも。なお、最初こそ桃香たちに倣って一刀を「ご主人様」と呼びはしたものの、一刀の申し出を受けて「一刀」と名で呼ぶようになる。その代わり一刀にも自身を様付けせずに呼ぶように求めた（一刀は保護時に真名を預かっている）。空丹との関係は良好だが、人間らしい感情をほとんど見せない姉を心底心配しており、一刀には姉と正面から向き合って欲しいと頼んだ。特に農業への関心が深く、物語後半になると自身が主導して農場を開くに至っている。
長坂の戦いでは民の誘導の際に敵陣に取り残され、単騎で敵陣を抜けてきた星に助けられるという、正史における劉禅（演義における阿斗）の役割を持っていた。
外史では争う事なく大陸を平定するために自ら皇帝に復帰することを宣言し、桃香と一刀も同様のことを考えていたため、これに同意。蜀に集まっていた元州牧たちを皇帝の名のもとに再就任させる事で魏の陣地を根こそぎ奪うことに成功したものの、華琳はこれに最後まで反抗したために結局反曹操連合が組まれ、戦で決着をつけるしかなかった。

霊帝
声：遥そら
真名：空丹（くぅたん）
真・恋姫†夢想-革命-（PC）
本名は劉宏。現皇帝。長く続いた漢王朝の中で、緩みきり、堕落しきった性格。治世に興味が無く、ただ美食に耽るだけの毎日。好奇心は人並みにあるが、人並み外れた世間知らずのために、周囲を振り回してしまうことがとても多い。劉備軍に庇護され、匿われて以降もしばらくは変わらなかったものの、動物に一発で命令を聞かせられるという特技を発揮し、恋が飼っている動物の世話をするようになる。一刀からは服装が目立つという理由で妹共々セーラー服をもらい、以後はそれを着るようになる。
なお初登場となった『蒼天の覇王』では傾に嫌味を言うような性格の悪さが見られたが、自勢力に加わることになる『劉旗の大望』では特にそのような面は見られず、世間知らずすぎる性格へと変化がみられる。

劉度
声：?
真名：涙（るい）
恋姫†英雄譚（WEB）

趙忠
声：成瀬未亜
真名：黄（ふぁん）
真・恋姫†夢想-革命-（PC）
十常侍のひとり。霊帝（空丹）から最も寵愛を受けている宦官。霊帝が可愛らしくて仕方が無く、全身全霊をかけて甘やかしている。おっとりした外見だが、腹黒さは天下一品。あえて霊帝に情報が行かないよう操作し、何も知らない霊帝を愛でる日々を続けている。ただし、前述通り、空丹を全力で甘やかしたいだけであり、史実の十常侍のように（少なくとも黄だけは）朝廷で実権を得たいからという悪意は一切ない。それどころか他人や政治の動向、地位そのものに興味がなく、不正で自分の地位を維持し続けているのも単に空丹のそばに居続けるためだけである。月たちのクーデターで十常侍の中で黄だけが命を取られなかったのもこれが理由。白月の灯火でその真意を知った面々は怒りを通り越して呆れ果てていた。

### その他
黄祖
真・恋姫†夢想-革命-
江夏太守にして孫呉最大の敵。一応、劉表の部下にあたるのだが、実際は合議制に近い政策を執る荊州では劉表よりも余程権限が強い。切れ長の鋭い目付きと含むような怪しい笑みを浮かべる女性で、常に謀略を張り巡らせている。気に入った武将は自ら何度も足を運んで勧誘する、華琳とはまた別方面のレズビアンである。特に気に入っているのが同じ荊州出身の思春で、既に妄執の域にまで達している。梨晏にも目をかけていたが、こちらは裏切られた際に見限っている。直属の部下にあたる焔耶は若い頃の自分に似ているという理由で、反董卓連合の際にわざわざ桃香に合わせるために劉備軍の陣まで連れていったりしている。隣州の炎蓮とはお互いに実力を認めあってはいるが、不倶戴天の敵であり、隙あらば命をうかがっている。裏切り、謀略、奇襲と卑劣な手段を一切厭わない人物であるが、部下からの人望は高い。また、弓を使っての戦闘にも長け、その気になれば雪蓮ともある程度渡り合えるほどに強い。
『孫呉の血脈』では炎蓮の呉群統一の直前に交わした停戦協定を無視して攻め込み、大軍で囲んで炎蓮の額を射抜いてその命を奪う。しかし、袁術軍が意外なことに援軍として攻めてきたためにその場は撤退。後年、雪蓮の独立戦で冥琳の策にはまって敗北、思春に追い詰められて濁流に消えた。
『劉旗の大望』では呉軍に負けたのち、炎蓮に拾われて共に裏で画策している。
真・恋姫†英雄譚4
濁流に飲まれて死んだと思われていたが、生き延びており、大陸一周旅行中の雪蓮の命をあの手この手で奪おうと画策する。しかし、炎蓮の妨害もあってことごとく失敗し、やむなく巣湖で決戦を挑むが、最後に雪蓮の一撃を受けて湖の底に沈んだ。

## アニメ版に登場するキャラクター
基本的にアニメの登場順に並んでいる。後に-革命-にて登場した人物もいるが、全くの別キャラクターとして登場している。
アニキ、チビ、デク
声：堂坂晃三、矢部雅史、蓮岳大
名無しの男キャラクターとしてほぼ毎回のように同じ姿・声・役回りで登場する3人組。その都度別人として扱われており、専ら悪役として登場するが単なるアイドル好きな黄巾党の一員として登場したこともあり、最終的には白蓮配下の雑兵として登場した。
白月の灯火では張三姉妹の人気を利用して新たな国を興そうとたくらむ黄巾党の黒幕として登場している。
愛紗の兄
声：関智一
故人。村が賊に襲われた際に死亡し、幼少期の愛紗にトラウマを与え、武者修行の旅を決意させる事となる。
陳琳
声：吉田仁美
袁紹主催の部下決定戦や、大食い大会などの催しをマイクで実況解説する眼鏡をかけた少女。各地の催し物に出没する売れっ子だが、割とドライ。無印・OVA1・第1期・第2期・OVA3の全てにボイスありで登場しているが、公式サイトのキャラクター紹介には載っていない。第2期で初めて本名が明らかになっており、それまでは主に「司会（進行の女の子）」とクレジットされていた。
OVA1とOVA3にも登場。本編に続きOVA3でも実況として名前を名乗った。
何進
声：折笠愛
後漢王朝の大将軍で、馬超が華琳を逆恨みする要因となった宴席の主催者。銀髪のグラマー美女で、露出の高い服装が特徴。猫と宦官が大嫌い。短気で過激な上に優柔不断な性格であるため、華琳からは余り良く思われていない。自らは戦場に赴かず、専ら陣に座して命令ばかりしている。
2期において張譲の策略で都を追われ、山中を徘徊中に華佗と出会い、桃花村にやって来る。「猫子丹（にゃんこたん）」という薬を盛られ、一時は猫になりそうになった。治療薬で猫化は免れたが、薬を盛られて時間が経ち過ぎたのか、ネコミミは残ったまま。おかげで南蛮勢や明命にすっかり気に入られ、華琳や雪蓮たちには失笑される。それ以来頭巾で耳を隠すようになったが、今度はそれが給仕の制服を彷彿とさせ、蒲公英にお茶汲みをさせられそうになったりしていたが、板についたのか最終決戦後の慰労会では進んで宴席で豚の丸焼きの切り盛りをおこなっている。
なお、ゲーム版にも名前のみ登場するが、こちらは何大后の兄とされているので男性であることが分かる。霊帝の後継者争い中に張譲を筆頭とする十常侍に暗殺されている。
OVAでは聖フランチェスカ学園教師。オープニング他画面各所に登場。許緒のクラスの授業を担当している模様。OVA3でもジャンボ豚串を売っていた。
水鏡
声：麻上洋子
山奥の庵で朱里を養っていた。怪我をした愛紗を手当てした際、朱里を外の世界に触れさせてあげたいという胸の内を明かし、愛紗に彼女を託す。薬草の調合などを生業とし、若い頃は自分も諸国を巡って見聞を広めていたらしい。朱里とはその後も定期的に手紙のやりとりをしているようである。
朱里の育ての親であり、現在は雛里を養育している。朱里が2度目の旅で立ち寄った際に、自分の羽毛扇を送った。
本作では劇中に先駆け、解説役として黒い頭巾をかぶって登場。
麻上自身のブログ によれば、テロップの表記が講談師としての名義になるはずだったが、TV放映版では諸事情により麻上に戻され、DVD版にて本来の一龍斎春水名義の表記が実現している。なお第2期で登場した時の表記は、当初から春水名義である。
ゲーム版では朱里による「美しい婦人である」という外見についての言及はあるが、姿は登場しない。
OVA2では学園の先生で諸葛亮の恩師。ニャンバン島の伝説を調べるために島に来ていた。メンマよりザーサイが好き。OVA3ではニャンバン島の研究のため登場しない。
偽劉備
声：関智一
黄忠の不在の際に娘をさらい、暗殺の依頼をしていた人物。仮面を付けた道士風の男。11話で義勇軍の将・劉備を名乗り愛紗たちの前に現れる。顔立ちや髪の色が亡くなった愛紗の兄にそっくりで、彼女は当初恋心を抱いて唇を奪われそうにもなったが、彼が自分の出世のために桃花村を見捨てる非情な男だと知るとビンタをかまして見限った。愛紗たちと出会うまで賊相手に連戦連敗と将としての実力もかなり低く、何進から立て籠もる賊討伐の依頼に自信満々に名乗り上げたものの愛紗たちが離脱したことで呆気なく負けたため何進から激しい叱責を買う。後に黄忠母子に正体を見破られたことで慌てて逃亡。後に彼が本物の劉備（桃香）から宝剣を強奪したことが彼女の口から明らかになっている。彼が桃香から奪った宝剣は後に白蓮が討伐した賊から回収されている。なお、本名とその後の行方は最後まで一切不明である。エンドクレジットには11話で『劉備』、12話では『劉備?』、真・恋姫無双1期2話では『偽劉備』とそれぞれキャスト表記が変わっている。
主人
声：宝亀克寿
黄忠の娘が囚われていた建物の向いにある茶店の主人。愛紗たちから事情を聴き、璃々を助けるため小蓮と一芝居うつ。
熊
声：堂坂晃三
鈴々が昔に飼っていた熊のランランそっくりらしいが、熊ちがいだった。最終回では宝探しをする袁紹たちを乗せていた。
1期ではイノシシで同様の勘違いネタがあった。
孫静
声：山口由里子
孫堅の妹、つまり雪蓮たちの叔母にあたる。故人の姉と違い穏健路線。それ故に雪蓮の方針に反発しており、ついには暗殺を実行してしまうが未遂に終わる。その後の去就は不明。
OVA3で姿こそ登場しないものの、先生をしていることが明らかになっている。
張昭
声：中川謙二
冥琳を重用し戦争で疲弊していく呉を憂う文官たちのまとめ役として、クーデターの中心になる。実は裏で冥琳と通じ、反対派の粛清を行うべく暗躍していた。次作にも登場した。呉に仕える者の中では最も古株の人物。
『真・恋姫†無双』にも字のみ登場する。小蓮に勉強を教えているようである。
桃香の母親
声：天野由梨
見た目が若く、桃香と同じくらい巨乳。普段は温和だが、宝剣を奪われた娘にキレて川へ突き落とすなど豪快な一面もある。桃香が宝剣を探す旅に出たのは家の名誉のためではなく、度重なる母の癇癪に身の危険を感じたため。ただし第十二席エンディングで宝剣を失った娘を暖かく迎え入れ、同行した愛紗たちも村の人々共々手厚くもてなしていることから宝剣の有無よりも娘の成長を第一に考えていたようである。
オババ様
声：松尾佳子
麗羽と白蓮の最終決戦に突如として現れた謎の老婆。言動と外見はどう見ても風の谷のナウシカのパロディキャラであり、存在そのものに意味もなかったメタフィクションなキャラクターでもある。
張衡
名前のみ登場。五斗米道の現教祖。妖術師でもあり、呪符などを提供して黄巾党討伐の手助けをした。
張譲
声：矢島晶子
皇帝に仕える宦官。十常侍の筆頭で、対立していた何進を嵌めて都から追放し、後釜として月を利用するなど暗躍。都で実質的な権勢を誇っているが、自軍を持たないために、匈奴戦で疲弊した董卓軍を援助する代わりに兵や軍師を手中に収め、さらに于吉と組んで「太平要術の書」の力をも得ようとしていた。しかし連合軍に月を救出され、兵馬妖復活に必要な妖力を溜め終えた于吉からも見限られてしまう。そして自業自得とばかりにチューベットという薬でネズミの姿に変えられたが、于吉に「竜の爪」に関する密告の見返りとして人に戻る薬を得て人に戻った。しかし宮中での居場所を失い、月を利用していたせいで連合軍へ降ることもできず、洛陽の片隅に隠れていた。
狡猾で意地が悪く、于吉には「宮中に巣くう頭の黒いネズミ」とまで揶揄されていた。なお、連合側からは宮中から逃走、用済みに于吉に消されたと思われている。
OVA3では1本1マン円のとれたてフランクフルトを売っているシーンが1シーンだけ見られる。
ゲーム版にも名前のみ登場。霊帝の後継者争い中に董卓に殺されている。
兀突骨
声：稲村優奈
ボーイッシュな外見と原始的な狩猟民族の服装が特徴の女の子。受けた恩はしっかり返す性格。名前が発音しづらいのか、相手から何度も言い間違えられその度に訂正の突っ込みを入れるのだが、このネタは脚本担当の雑破業が中学生の頃から温めていたものであるとのこと。姉の仇を討つため焔耶の命を狙い最後は彼女1人に対し仲間たちと戦いを挑もうとしたが、助太刀に来た蒲公英を合わせた2人の圧倒的な力の差により仲間たちは戦意を失い逃亡。1人になっても戦おうとしたが焔耶から「強くなって正々堂々と戦いに来い」と言われ捨て台詞を吐いて去って行った。その後登場せず。
兀突骨の姉
兀突骨を大柄で筋骨隆々でロングヘアーにしたような姿をしている。桔梗の御前試合の時に対戦相手だった焔耶から受けた傷が原因で病に罹り命を落としてしまう。焔耶が言うにはかなり強かったらしい。

## 小説版に登場するキャラクター
姜維
蜀書・外史に登場する人物。さいはての村に住んでいる少女。五胡の血を引いているため村人から疎まれ「ウソツキ」と呼ばれているが、村人を助けたいと願うやさしい心の持ち主。大切なことはいつも忘れてしまう性格。真名は「胡花」（こはる）。
赤壁の戦いと同時刻に管輅に出会い、村に訪れる「結末」と「希望」を知る。
劉豹
蜀書・外史に登場する人物。五胡を率いる男で、貂蝉からは獣の王と呼ばれる。五胡であるという理由で妻と娘を奪われたため、中原に生きる人々を激しく憎んでいる（この奪われた娘というのが姜維である）。
華琳と劉備を一蹴するほどの実力者。
漫画版では夫と娘を奪われた女傑。
壱与
呉書・外史に登場する人物。邪馬台国の巫女。邪馬台国が「天照軍」によって滅ぼされかけており、華琳に助けを求めに大陸に向かう途中で船を沈められてしまう。運よく大陸に流れ着くも管輅から華琳はもういないことを聞かされ、「国を救ってくれる人物」を占ってもらう。
頼み事や謝罪や感謝を示すときの行動力は、される側が戸惑ってしまうほど。
太史慈
呉書・外史に登場する人物。孫策と周瑜が作らせた大船・大蓮華を守っている。
無類の釣りバカであり、孫策とも釣りを通して知り合った。釣り対決で自分を負かした一刀のことも気に入っている。
使用する武器と名前が少々特殊で若干微妙。また、大蓮華を機動させるときに色々とヤバそうな台詞を叫んだため一刀からツッコミを受けた。
天照
呉書・外史に登場する人物。華琳と瓜二つの姿をしているが、性格はまったく異なる。
徐福の末裔であり、彼を蘇らせるために部下の月詠とともに邪馬台国に侵攻した。呉軍とは別次元の技術を有する軍を率いており、一刀をして「未来の武器」と言わしめた。
司馬懿
魏書・外史に名前だけ登場する人物。
魏軍の別働隊として、五丈原で蜀軍をひきつけている。
性別、真名ともに不明。

## 携帯ゲームに登場するキャラクター
女性主人公
真・恋姫†夢想 乙女乱舞〈プラゲ〉
プレイヤーの任意で選択可能。前を切り揃えた長い茶髪で巨乳の美少女。旺盛な同性愛者でいつも恋姫の誰かと同衾しており、周囲からも認知されている。
その他の経緯・趣味趣向は一刀と大差ないが一部恋姫の態度の差や彼女視点と合わせて判明する事実などがある。
女媧
声：不明
真・恋姫†夢想 天下統一伝[FANZA]
五胡を統べる女王。豊満な身体付きだが死人のような青白い肌に髑髏を模した禍々しい黄金細工を身につけ、炎のような化粧と刺青を全身に施した妖女。神に等しい戦闘力と妖術を持っている。